# Multien
Le Multien est un pays traditionnel du Bassin parisien, répertorié dans la grande région naturelle d'Île-de-France.
Géographiquement, il trouve sa place entre la Haute-Brie et le Valois, au nord de Meaux. C'est un riche pays agricole.
Historiquement, dès la période romaine, le Multien dépend de la ville de Meaux. Sous l'Ancien Régime, les différentes juridictions périphériques (essentiellement celles de Meaux, Soissons et Crépy-en-Valois) se partagent l'administration du pays. Depuis la Révolution, le Multien n'existe plus en tant que tel. Ses communes sont réparties entre la Seine-et-Marne (Île-de-France) et l'Oise (Picardie), dans différents cantons.

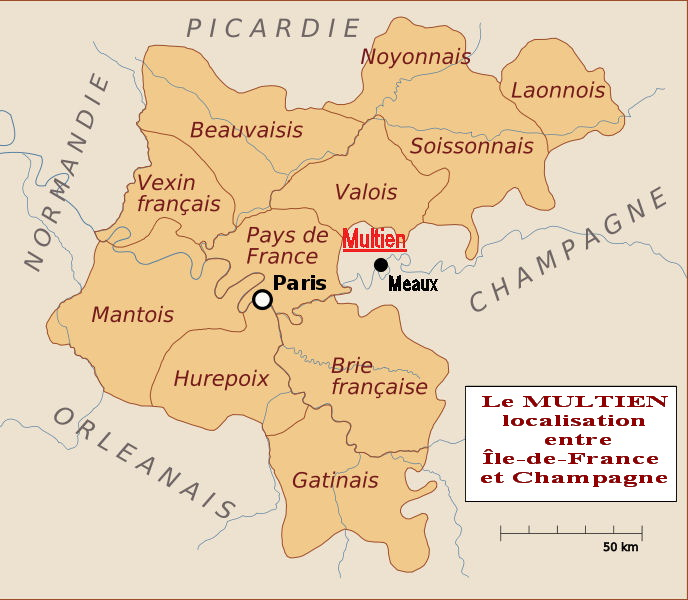
Environnement régional.

## Toponymie
« Le pays de Meaux, le Multien, Melcianus, ne peut provenir que de Meldis, Meaux,... ».
Les anciens noms de deux communes particulières nous renseignent sur l’origine de Multien :
Acy-en-Multien : Aacy (Assiacum in Meldico, Aciacum in Melciano, Assiacum in Milciano), Arsy-en-Mussien ;
Rosoy-en-Multien : Rosetum in Meldico
Les formes  Assiacum in Meldico et Rosetum in Meldico soulignent que ces villages se trouvent in Meldico dont la racine celte est Meld- du nom des Meldes (peuple de la région de Meaux) avec le suffixe gaulois –ica latinisé en icus souvent utilisé pour qualifier un pays (ou pagus). Ainsi le pays d'Ouche est le pagus Uticus et le Perche, le pagus Perticus ; donc le pays de Meaux est le pagus Meldicus.
Dès l’époque mérovingienne (428-751), on trouve l’expression pagus Meldensis, pagus Melciacus, pagus Melcianus. Plus tard, au Moyen Âge, cette dernière expression prendra la forme vulgaire Mussien (voir plus haut les anciens noms d’Acy) d’où, aujourd’hui, Multien.

## Géographie

### Étendue géographique

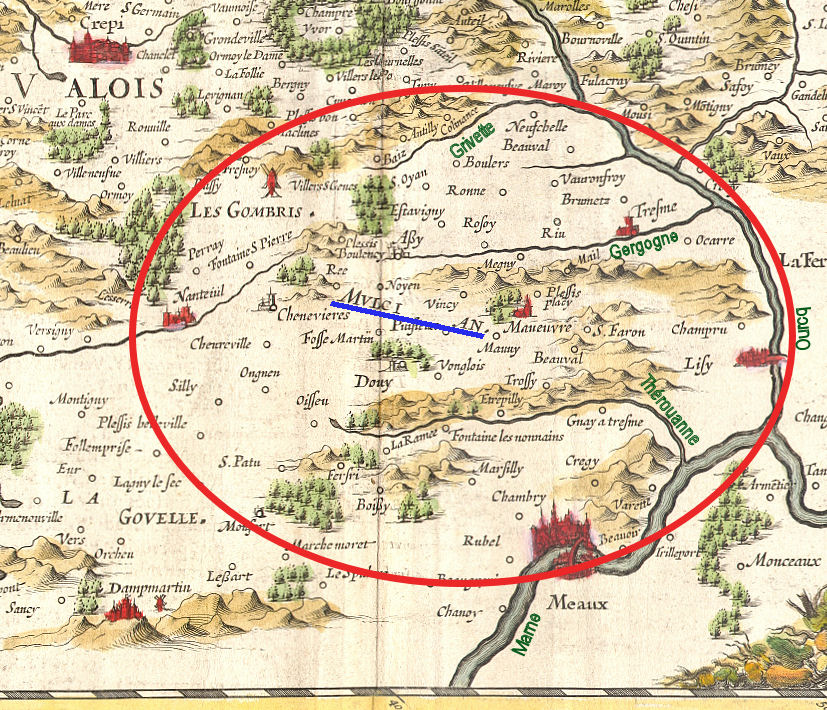
Étendue et limites approximatives.

Il n'a jamais existé de limites bien précises de ce petit pays.
À l’origine, le pays de Meaux – donc le Multien – correspond au nord du bassin versant de la Marne, à l'ouest de la vallée de l'Ourcq, jusqu’aux limites de défrichement de la forêt de Retz, d’abord au niveau de Réez-Fosse-Martin sur le cours de la Gergogne, puis au-delà de Gondreville et de Lévignen. Son territoire sera restreint plus tard à la vallée de la Grivette.
Ses limites reconnues, sous les Carolingiens, sont « le cours de la Marne, celui de l’Ourcq, la Grivette jusqu’à sa source au-delà de Macquelines, de là vers Nanteuil-le-Haudouin et Silly, c’est-à-dire la plaine d’Ermenonville jusqu’à la Launette, ensuite à Dammartin et à Claye pour revenir sur Meaux. »,
La superficie correspondant à ces limites était d'environ 460 km2 ; on trouvait dans ce périmètre une soixantaine de communes.
Gallois, en 1908, réduit le Multien au sud. Il précise que ce qu'on appelle exactement Multien s'arrête « au pied des collines de Dammartin et de Montgé » - ce qui correspond aux limites reconnues de la Goële à l'est.
La superficie correspondant à ces limites est d'environ 400 km2 ; on trouve actuellement dans ce périmètre une cinquantaine de communes.

### Géologie et relief

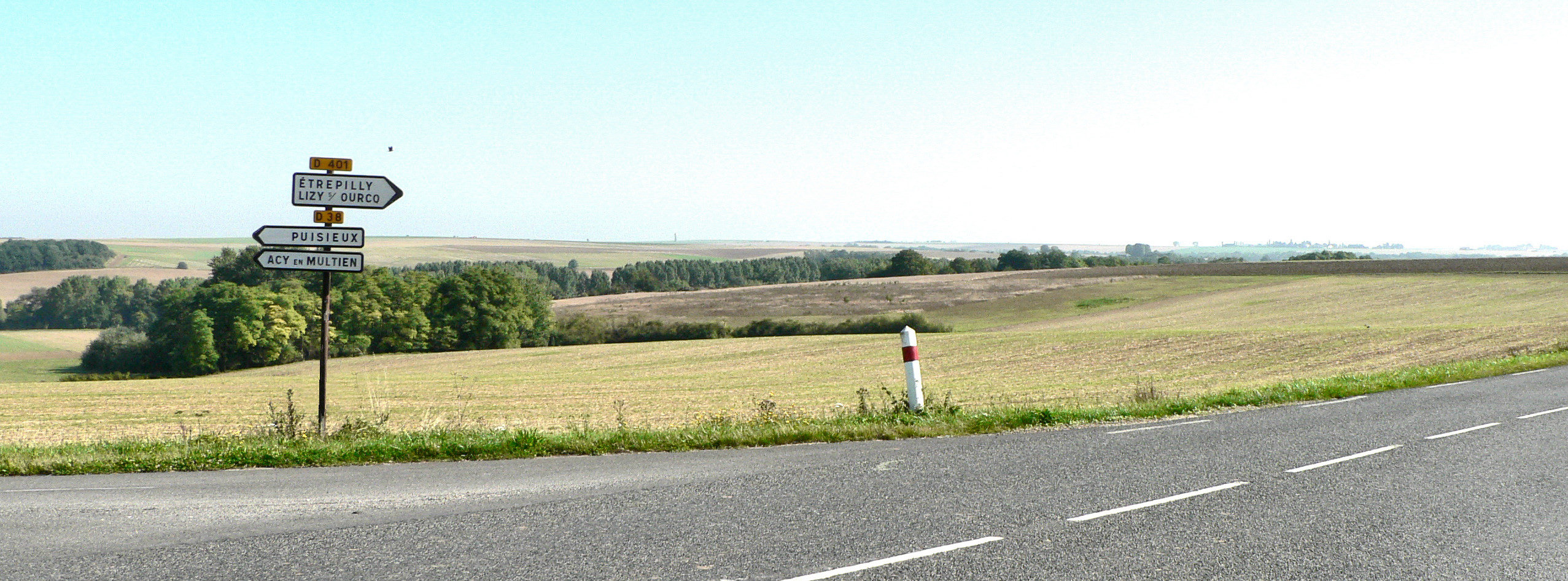
Paysage caractéristique du Multien, entre Marcilly et Étrépilly.

Le Multien appartient au Bassin parisien cuvette géologique sédimentaire.
Ses sols sont de l'ère Tertiaire, Nummulitique, anciens noms qui caractérisent aujourd'hui l'époque Paléogène ; plus précisément, ils appartiennent à l'Éocène (56 à 34 Ma) et à l'Oligocène (34 à 23 Ma). Ils se caractérisent par des sables, calcaires, gypse et marnes. Cette époque a vu l'émergence des premiers mammifères.
Aujourd'hui, c'est un vaste et riche plateau agricole recouvert de limon et sillonné d'ouest en est de vallons boisés où coulent les rivières qui l'arrosent.
Son altitude moyenne est d'une centaine de mètres avec quelques points culminants ne dépassant guère les 150 m.

### Hydrographie
Le Multien est bordé par :

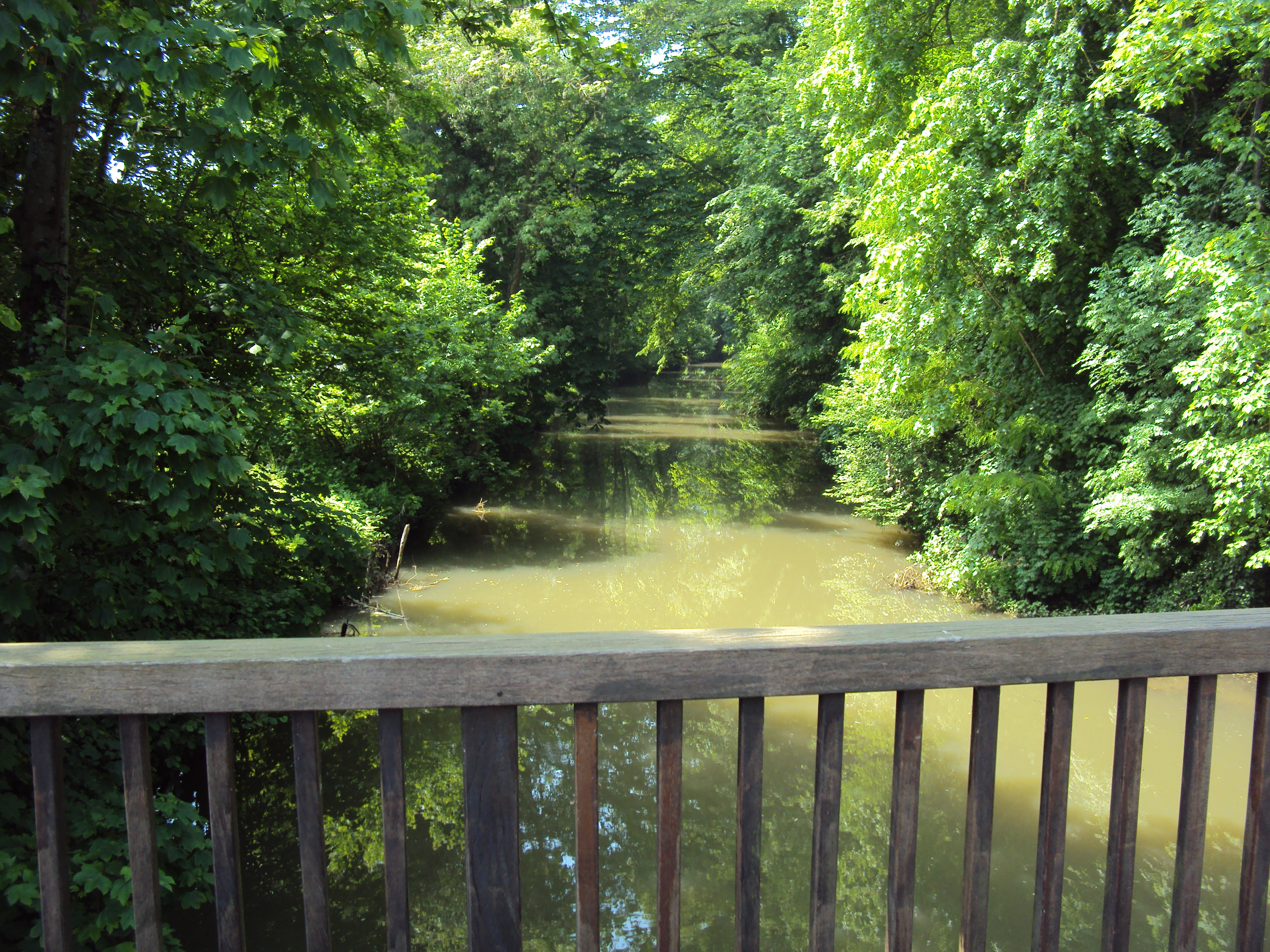
L'Ourcq à Lizy-sur-Ourcq.

- la rivière d'Ourcq, à l'est, sur environ 20 km. Elle se jette dans la Marne près de Lizy-sur-Ourcq et peut, dans cette zone de 20 km, porter bateau ; le canal de l'Ourcq, commencé en 1802 pour amener l'eau à Paris, suit sa vallée sur la même distance et longe ensuite la Marne pour se diriger vers Claye-Souilly et Paris.
- la rivière de Marne, au sud, qui serpente sur 45 km.

Ces deux rivières marquent les anciennes limites est et sud du pays.
Trois petites rivières, coulant d'ouest en est, vallonnent le plateau et se jettent dans l'Ourcq (confluence naturelle) et son canal (confluence aménagée) pour les deux premières et dans la Marne et le canal (dito) pour la troisième. Ce sont du nord au sud :
- la Grivette, longue de 15,3 km, dont la vallée est reconnue comme limite nord du pays ;
- la Gergogne, 12,4 km ;
- la Thérouanne, 23,3 km.

Quelques étangs artificiels, créés pour l'agrément ou pour le besoin des anciens moulins hydrauliques, jalonnent leurs cours. De multiples sources grossissent le volume de leurs eaux. Ces fontaines ont favorisé l'émergence de cressonnières, notamment sur la Gergogne.
Les eaux de l'Ourcq et les trois petites rivières décrites ci-dessus sont détournées en partie pour alimenter le canal éponyme. À la création du canal, l'Ourcq y contribuait pour 43 % (105 200 m3/j), et les trois rivières secondaires - du Multien - pour respectivement : 4,7 ; 6,7 et 5 %. Soit encore 11 400, 16 100 et 11 500 m3/j.

## Histoire
Depuis toujours le Multien et la ville de Meaux sont étroitement liés mais seule l’Histoire, ayant une incidence sur le Multien proprement dit, sera abordée.

### Aux origines

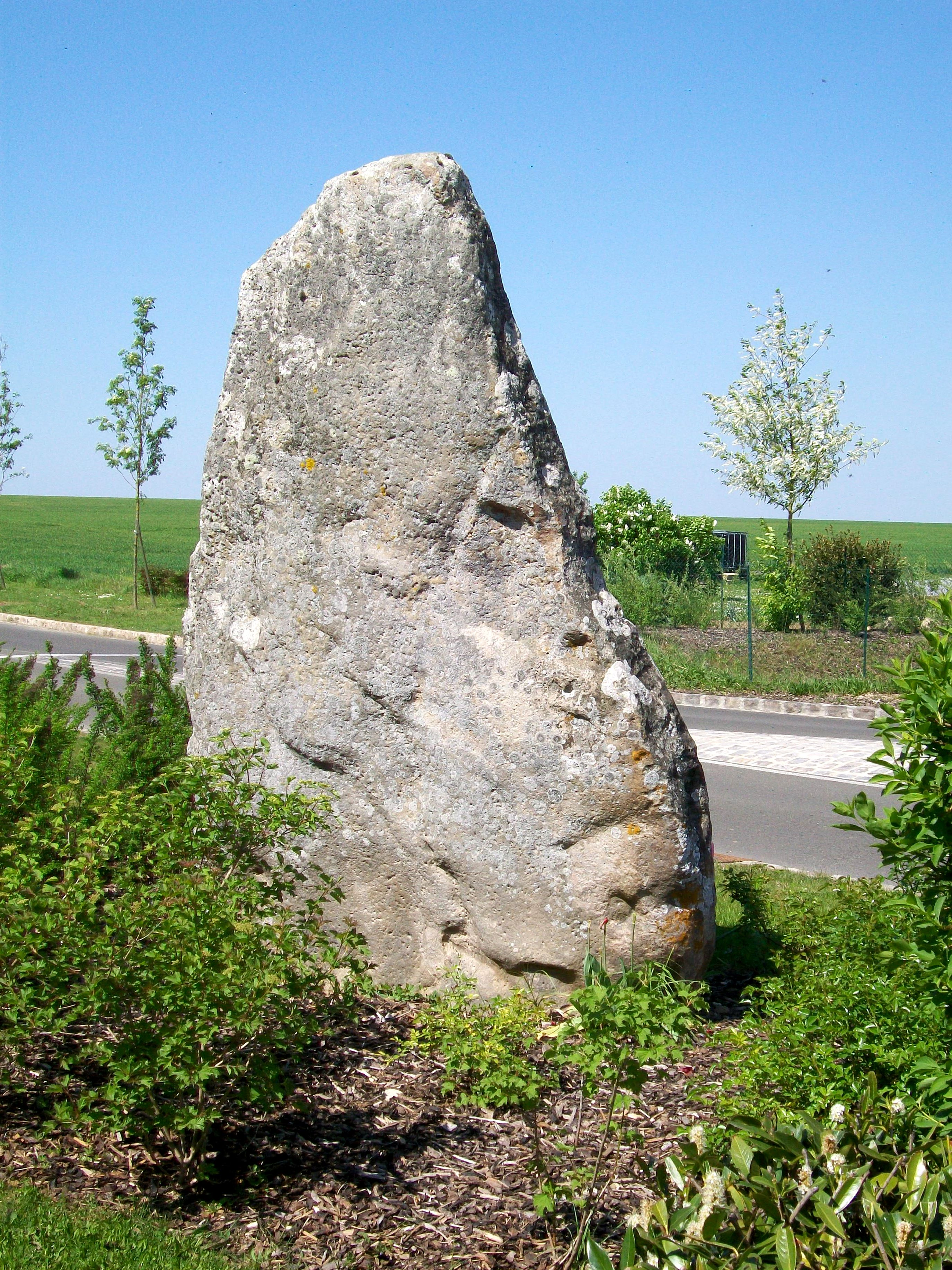
Le menhir de Borest (hors Multien).

Des traces d’habitat, des outils en silex témoignent d’une présence humaine dès le Paléolithique inférieur (anciennement  chelléen).
On trouve des bifaces sur le plateau du Plessis-Placy, des haches de silex à Cuvergnon, des pointes de flèches, etc à Thury-en-Valois, deux localités proches de Betz.
Des pierres levées, marques de l’époque néolithique, entourent le pays : la pierre Saint-Vaast (la « Haute Borne », peut-être borne frontière) à Cuvergnon, un menhir à Borest, à 8 km à l'ouest de Nanteuil (hors Multien), le centre mégalithique de Pierre-levée à l’est de Meaux.
Le dolmen indiqué sur May-en-Multien (voir carte IGN)
n’est qu’un amas de grès, tout comme « Les Pierres du Château » à Acy et « la Pierre Sorcière » située sur Rosoy-en-Multien, lieu de légendes ancestrales.
« Des vases en bronze sont découverts à Antilly, Bargny, des sites néolithiques à Neufchelles, Rouvres, Assy, Betz, Silly et Thury. ».
Les Celtes, précurseurs des Romains, occupent le territoire dès le Ve siècle av. J.-C. Ce sont les Meldes qui s’installent, défrichent et cultivent la terre au nord de la Marne jusqu’à la frontière naturelle de la forêt, pays des Belges - Silvanectes vers Senlis et Suessions vers Soissons.

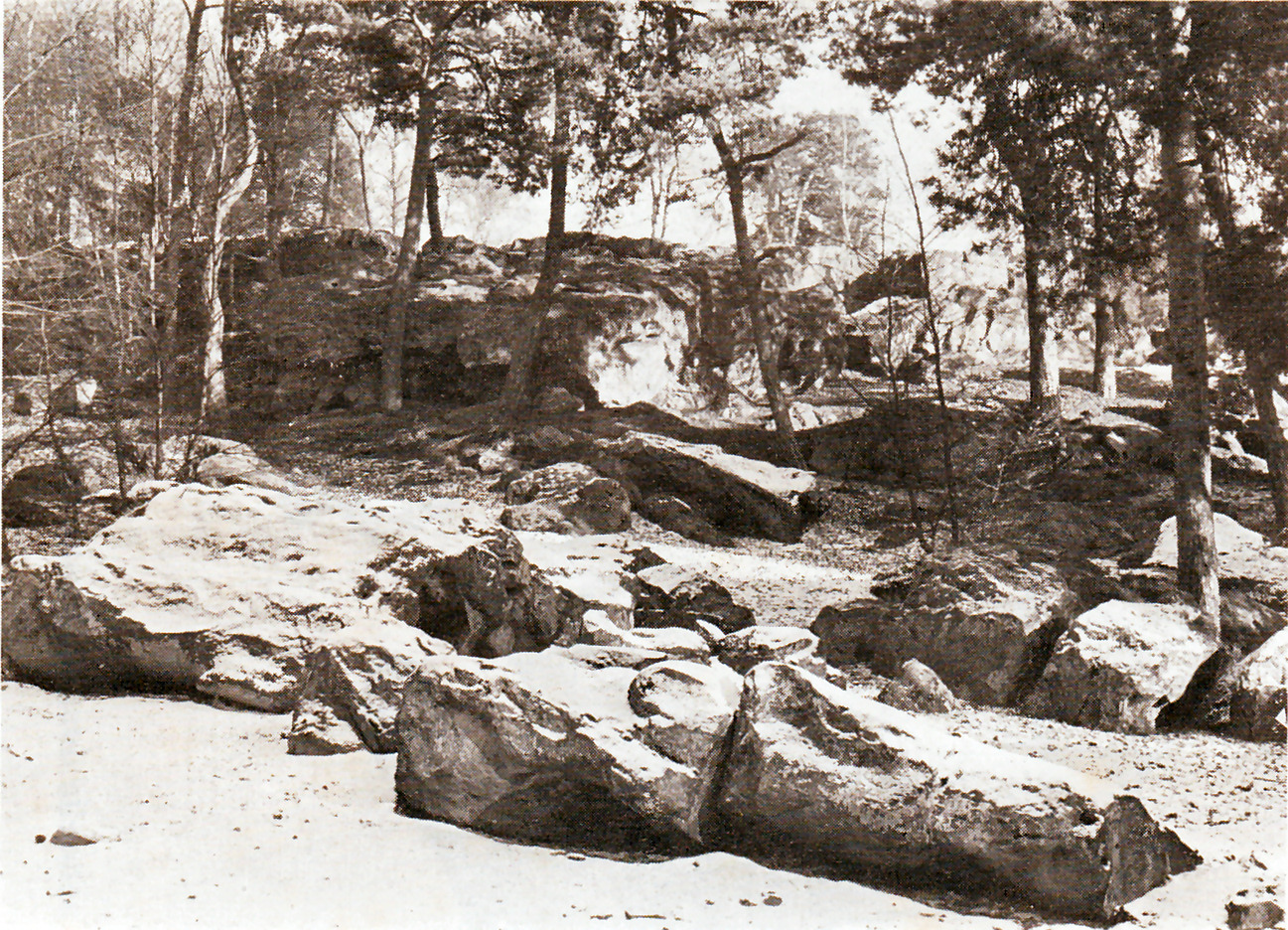
Acy, pierres du château.
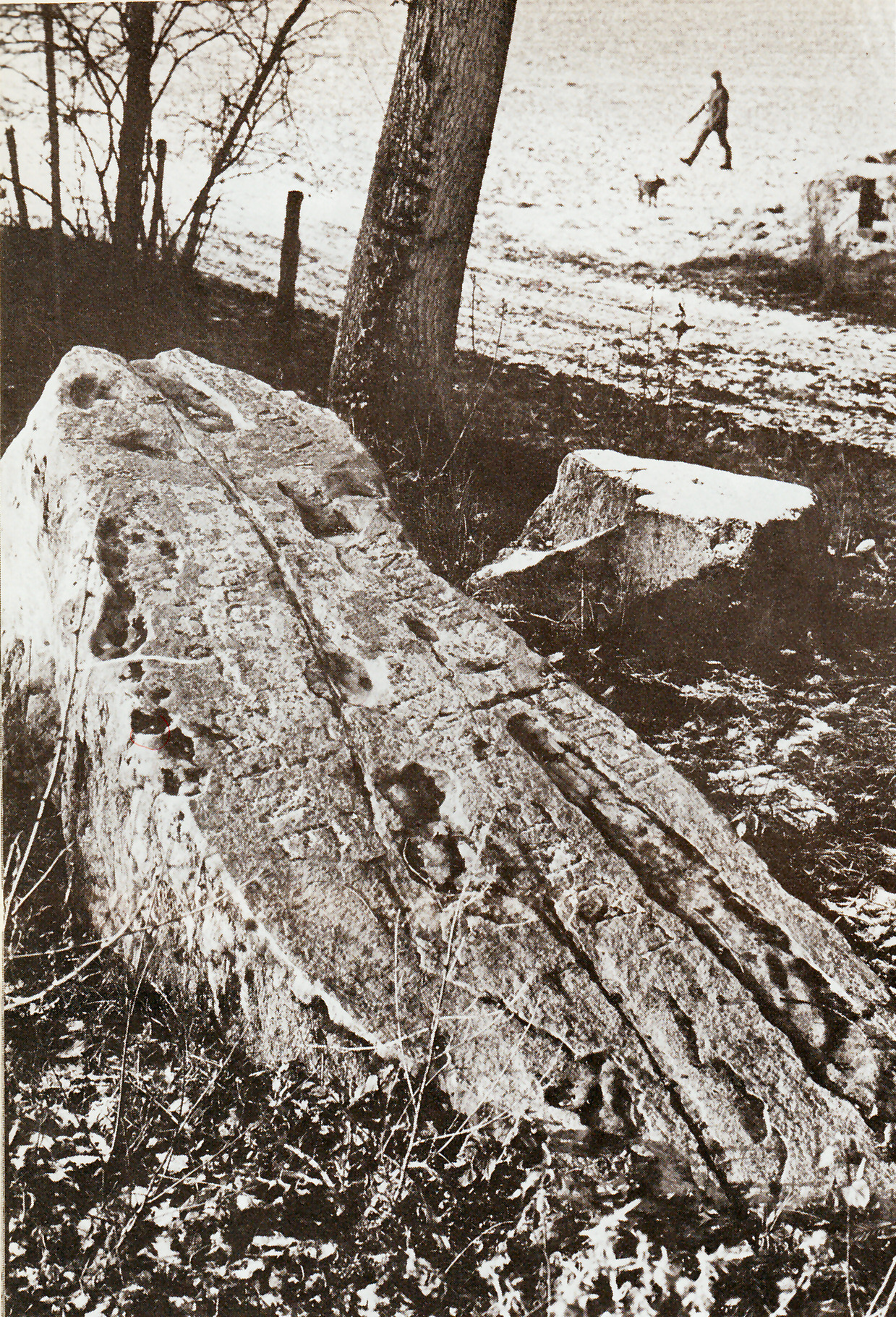
Cuvergnon, pierre Saint-Vaast.
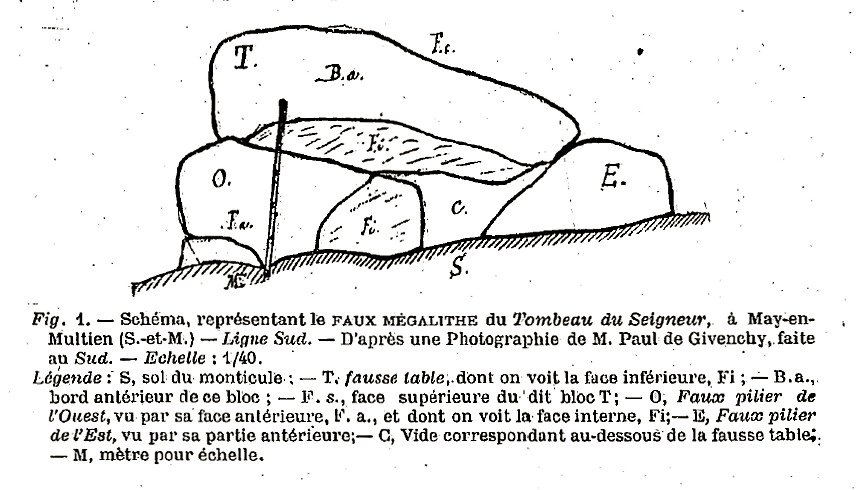
May, pseudo dolmen.

### Époque romaine

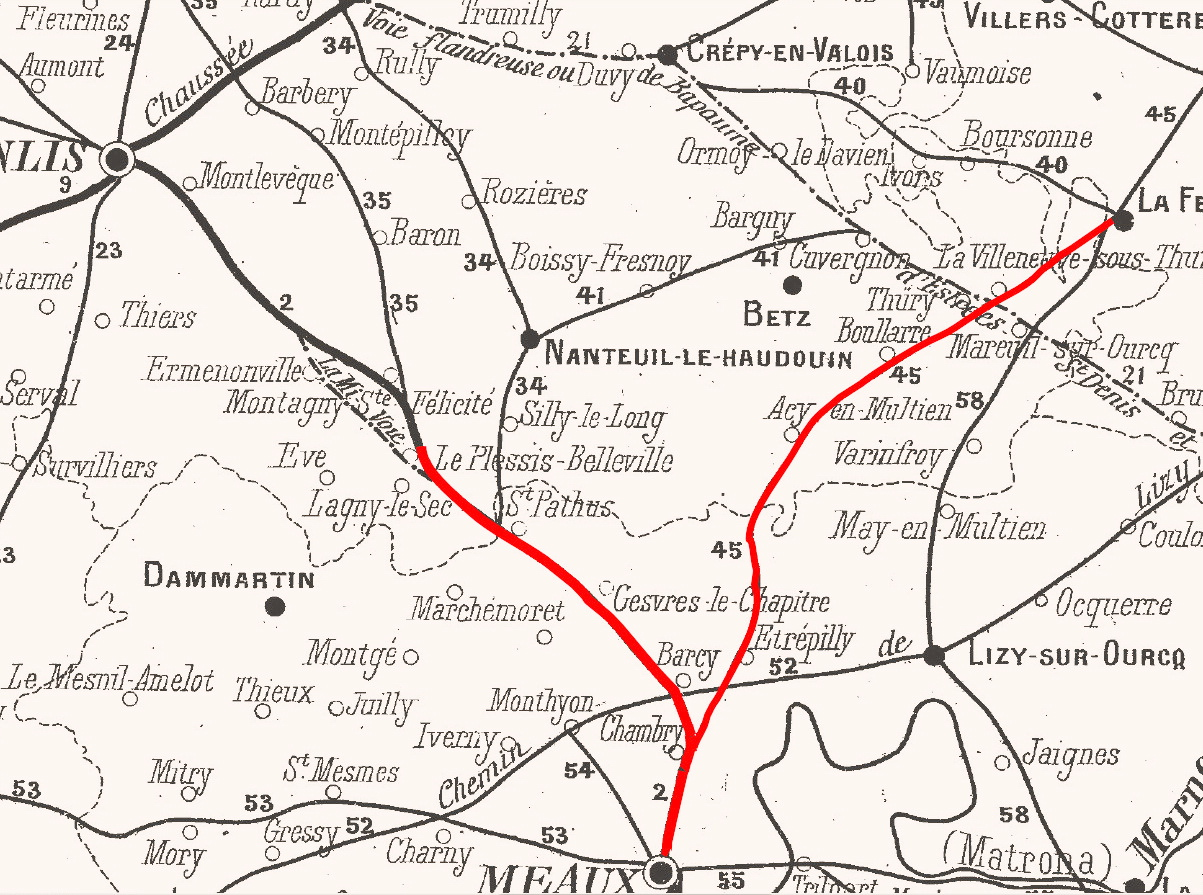
Voies romaines en Multien, d'après A. Melaye, 1900.

Après la conquête de la Gaule par César, l’administration romaine crée des cités sujettes comme celle des Sénons de la région de Sens et des cités libres, mais payant tribu, telle celle des Meldes rattachée aux Sénons dans la même province. Le pays meldois servira de tampon entre la Gaule romaine et la Gaule belgique généralement moins contrôlable. On trouve, aux limites du Multien, sur la ligne de partage des eaux Oise-Marne, des pseudo-bornes frontières telles la « Pierre au Coq » entre Péroy-les-Gombries (Melde) et Ormoy-Villers (Silvanecte), celle de Cuvergnon citée plus haut et « la grande borne » entre Le Plessis-Belleville et Silly-le-Long.
C’est alors le temps de la « Pax Romana », période où les Romains construisent des routes aux abords desquelles se créent des villas ; l’agriculture se développe et le pays devient le « grenier à blé de César avant de devenir le grenier à blé de Paris.»
Le Multien garde des traces visibles du chemin « ferré » qui va de Rome à Boulogne-sur–Mer. Cette voie romaine venant de Sens par Meaux est rectiligne dans le Multien. Elle passe à l’est de Chambry, au sud de Barcy (voir sur une carte IGN, près de la fontaine Ste Geneviève), traverse Saint-Pathus pour se diriger vers le Plessis-Belleville et plus loin vers Senlis ; une autre route relie Meaux à Soissons en passant par Chambry, Étrépilly, Acy, Boullarre pour rejoindre la Ferté-Milon. Elle n’apparait pas sur la Table de Peutinger. D’autres chemins, d’origine gauloise, sillonnent l’étendue du territoire.
L’habitat gallo-romain, à proximité des grandes routes se révèle aujourd’hui par de multiples gisements archéologiques. On peut citer - entre autres - ceux de Barcy, Douy, Étrépilly, Trocy, Varreddes. Une belle mosaïque est découverte à Penchard, elle est présentée aujourd’hui au musée de Meaux ; du mobilier funéraire de l’époque de Constantin est découvert à Étrépilly…
Cette période faste, qui voit aussi l’émergence du Christianisme dans la région, sera bousculée par les Grandes invasions à l’aube du Ve siècle.

### Moyen Âge

#### Haut Moyen Âge

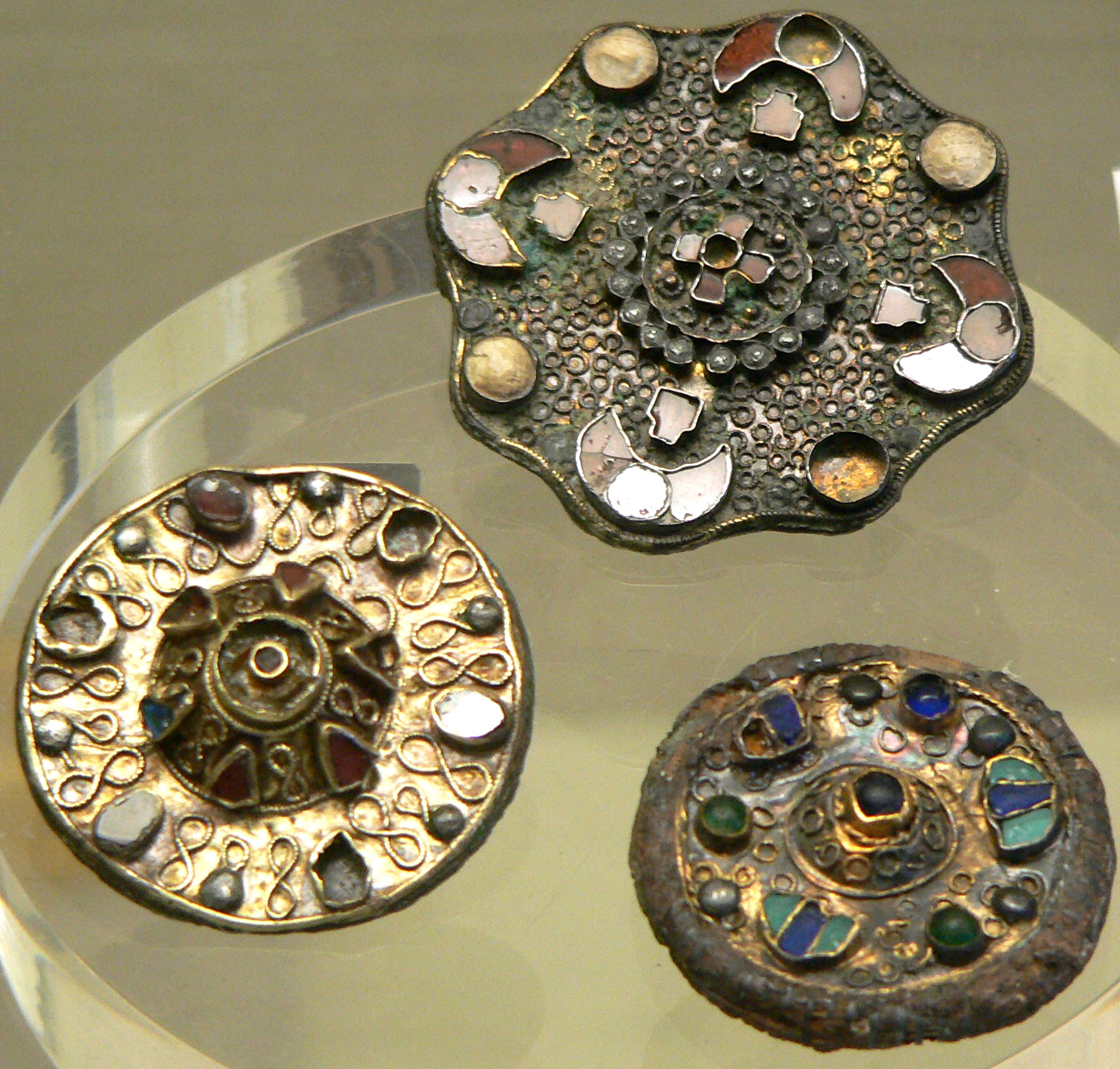
Fibules mérovingiennes.

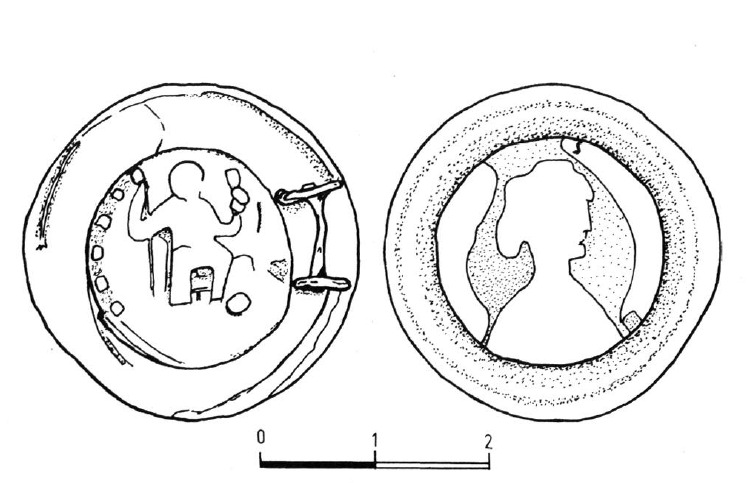
Fibule mérovingienne découverte à Rosoy-en-Multien en 1981.

Au début du Haut Moyen Âge, qui correspond à la fin de l'Empire Romain en 476, le pays est sous la domination des Mérovingiens (de 428 à 751).
Les rois se partagent la France ; le pouvoir local, lui, se répartit entre l’évêque chef religieux et le comte défenseur du pays. La présence ou l'influence de ces trois acteurs se retrouve dans le pays.

##### Les premiers rois
Ils y ont peut-être laissé la trace d’une de leur résidence. Au nord du Multien, Bargny ou Brinnacum parait être maison royale d'après Jean Lebeuf. Clotaire Ier, roi de Neustrie en l'an 511, y fait bâtir un palais pour y déposer ses trésors ; les jardins s'étendent jusqu'àux étangs de Macquelines... Un concile se tient en la place vers 580 ; plus tard, sous les Carolingiens, en 754, a lieu une assemblée générale des grands du royaume convoqués par Pépin le Bref. Le château reviendra aux seigneurs de Crépy-en-Valois à la fin du Xe siècle ; tombé en ruines, il disparait certainement le siècle suivant,.
May-en-Multien était aussi une localité qui relevait du roi. Des assemblées mérovingiennes avaient lieu sur le mail, place d'arme du château fortifié.

##### Les évêques successifs
En résidence à Meaux, ils verront leur diocèse pratiquement immuable jusqu’à la Révolution et vont favoriser l'essartage de la forêt. Les religieux de l’époque vont fonder de multiples monastères dont deux jouxtent le Multien : d'une part le monastère de Saint Faron, fondé par l'évêque éponyme, à la limite nord de Meaux, en 650 et d'autre part l’abbaye de Nanteuil fondée par saint Walbert (ou Gobert) vers la même date. Walbert sera aussi à l’origine du prieuré de Réez-Fosse-Martin.

##### Les comtes régionaux
« vont au fil des siècles se partager le territoire des Meldes, le Multien surtout, dont les rois ne sauront pas défendre l'unité.»
En 585, après l'assassinat de Chilpéric, un comte est désigné pour gouverner le pays meldois, selon Grégoire de Tours. Les premiers comtes de Meaux, alliés des comtes de Troyes deviendront vassaux des ducs de Champagne, puis fusionneront pour former le Comté de Champagne vers 1150.
Au nord du comté de Meaux, les comtes de Valois vont devenir la seconde force et les partages de territoire se feront toujours au détriment du Multien dont les limites seront sans cesse modifiées. De Gondreville à l'origine, la « frontière » du nord descendra à la vallée de la Grivette sous les Carolingiens.

#### Moyen Âge central
Au Moyen Âge central, dès avant l’an mille, émerge une nouvelle entité territoriale, le village, avec son seigneur et son église ; en parallèle, les monastères se développent.

##### Le village
Les anciens noms des villages d'aujourd'hui se retrouvent dans les écrits de l'époque, entre 650 et 1260.

##### Le seigneur
C'est un laïc, au nom souvent associé au village, qui possède une bonne part du sol découpé en fiefs d'après Auguste Longnon. Il réside le plus souvent dans une maison forte, parfois un château : le château de Nanteuil dont l'origine remonte à l'aube du Xe siècle, Oissery (cité dès 1170) appartenant aux seigneurs des Barres qui ont participé aux croisades sous Philippe Auguste et Louis IX, Forfry dépendant de Oissery, Betz fondé en 1182, Lizy existant au XIIe siècle. Les habitants du village se regroupent autour de la ferme ou de la maison forte du seigneur protecteur, et près de l’église paroissiale.

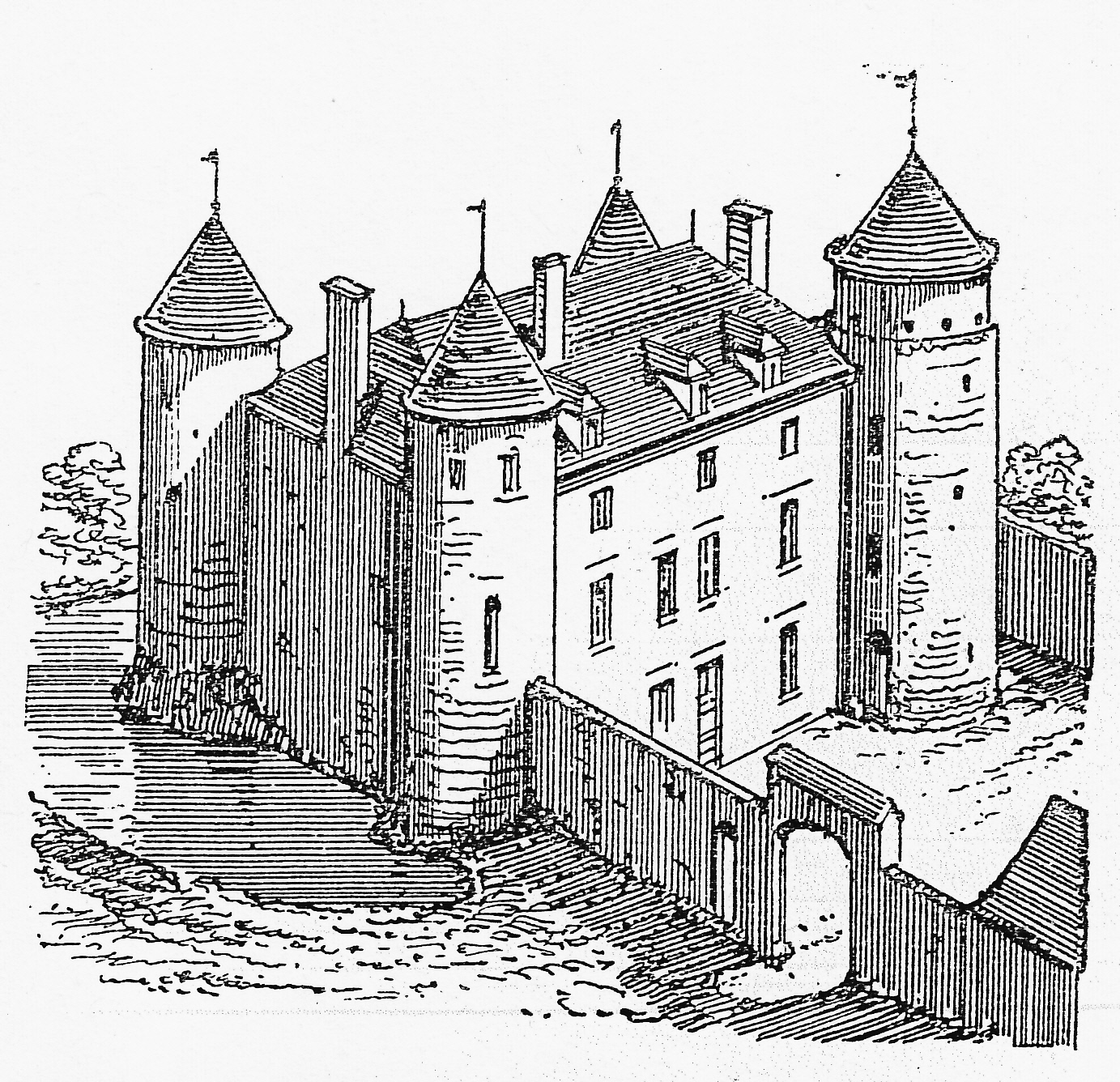
Maison forte type.
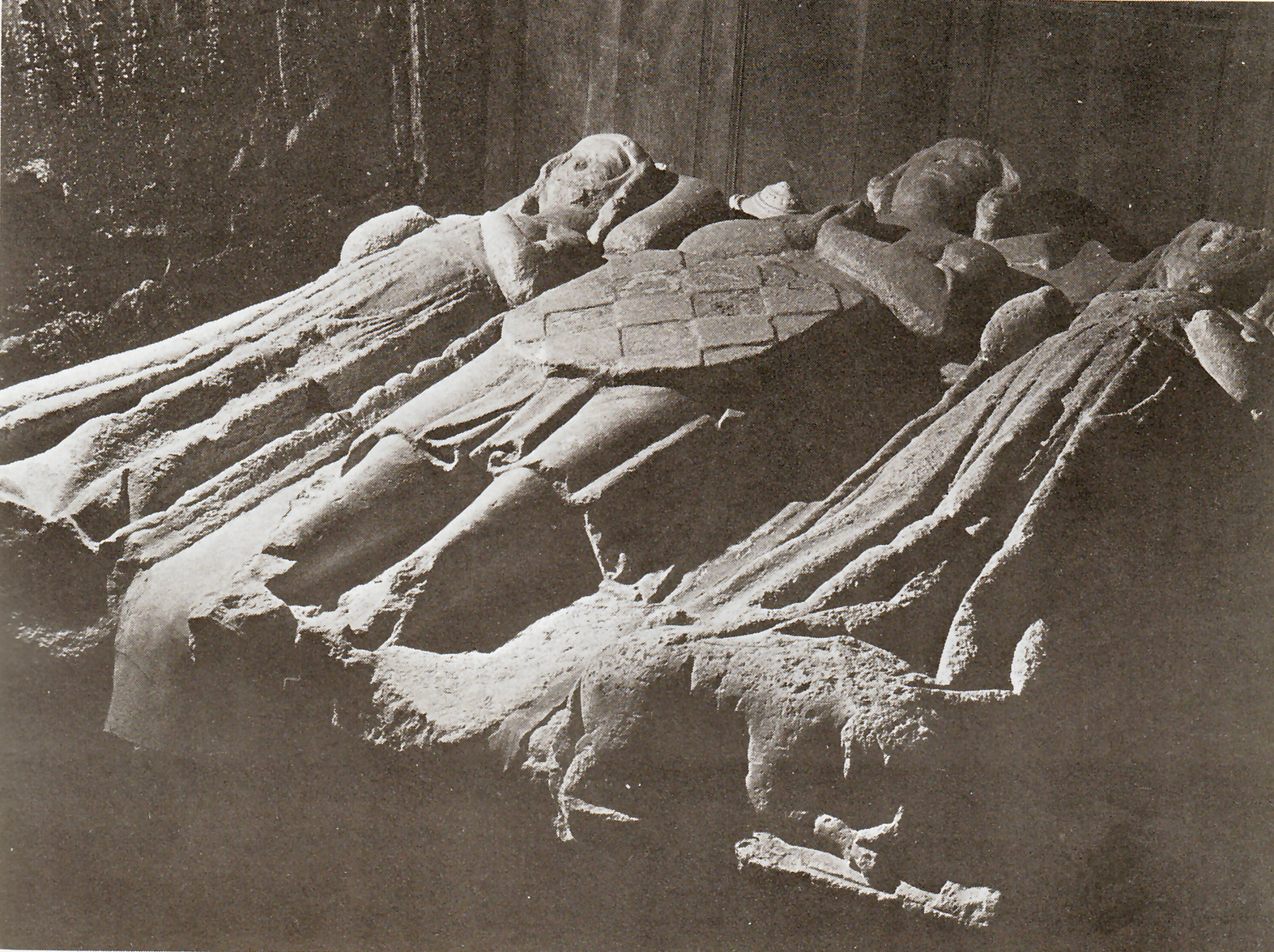
Oissery, Tombeau du Chevalier des Barres.
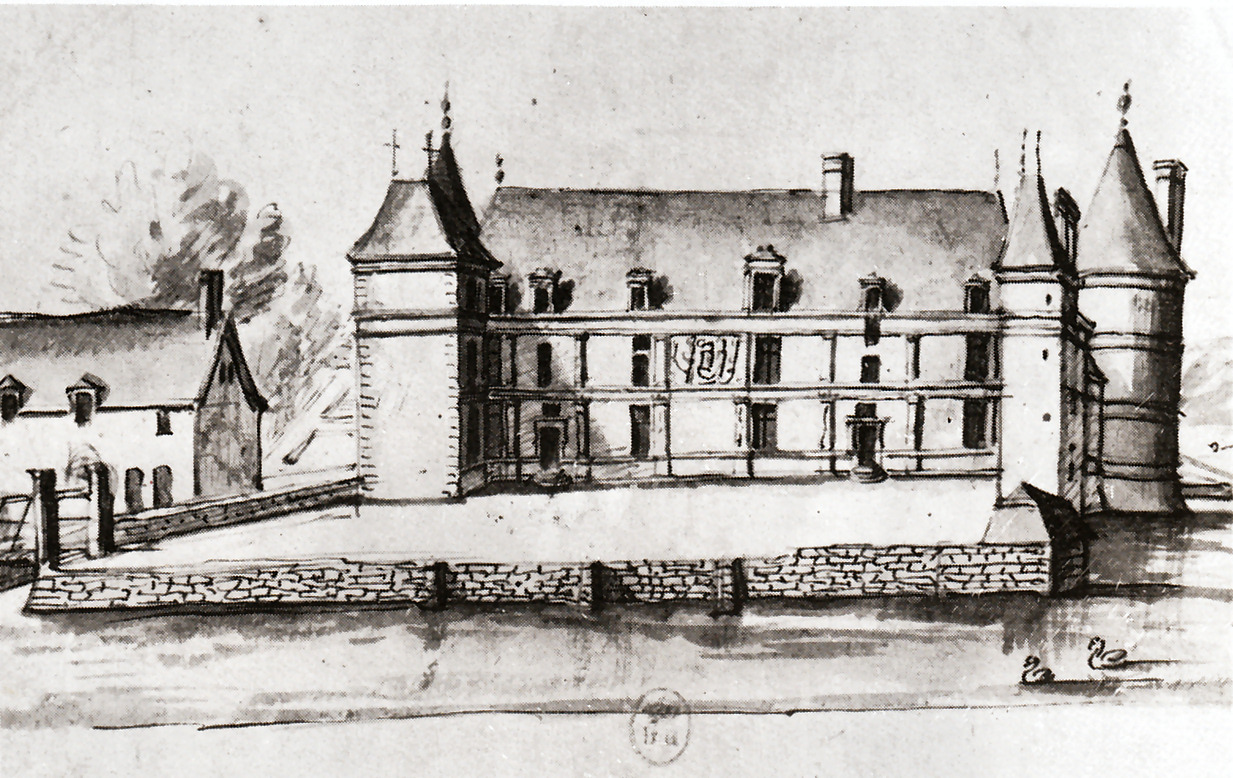
Le château de Betz.

##### L'église
La construction des églises paroissiales est achevée au milieu du XIIe siècle à la fin de l'époque romane ; elles seront remaniées au début du XIIIe siècle en style gothique pour la plupart. Fondée en 1010, d'après Graves, « l'église d'Acy est considérée comme l'une des plus belles de l'ancien diocèse de Meaux », d'autres édifices tels ceux de Congis, Rosoy... ont aujourd'hui encore des éléments d'architecture du XIIe et XIIIe siècles. Chaque village a son église paroissiale ; elle est la maison commune, symbole religieux et témoin de la puissance du clergé séculier. Dès la fin du XIIIe siècle, Acy devient le chef-lieu d'un doyenné du diocèse de Meaux. Sa circonscription épouse pratiquement l'étendue géographique du Multien (voir la liste des paroisses du doyenné).

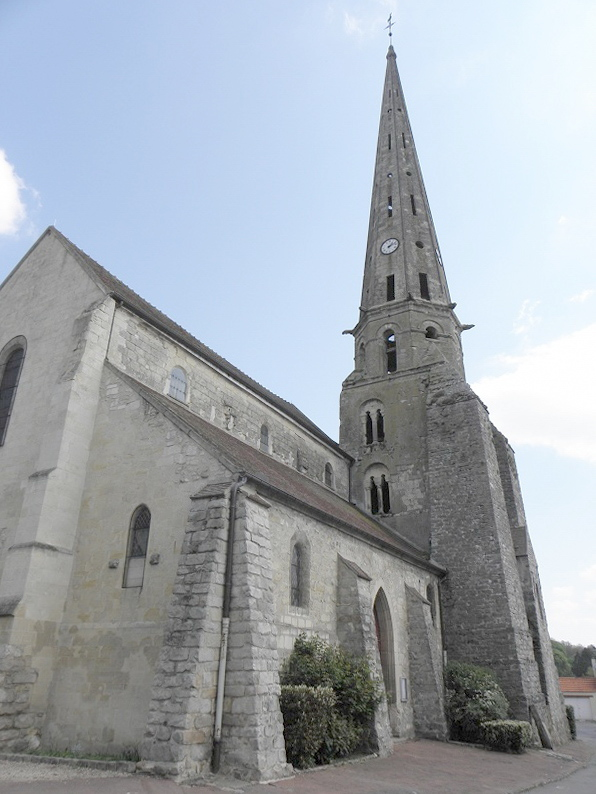
Église d'Acy.
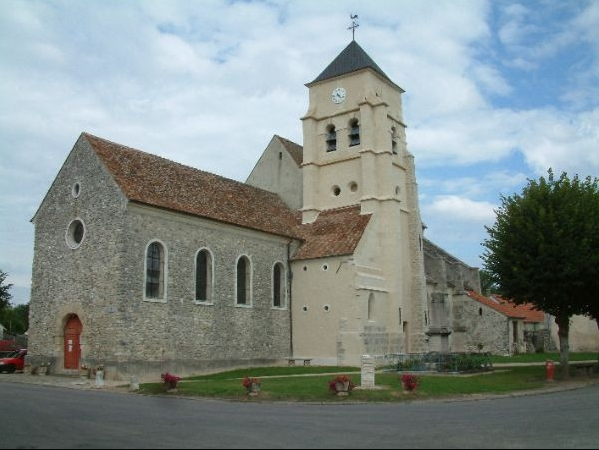
Église de Congis.
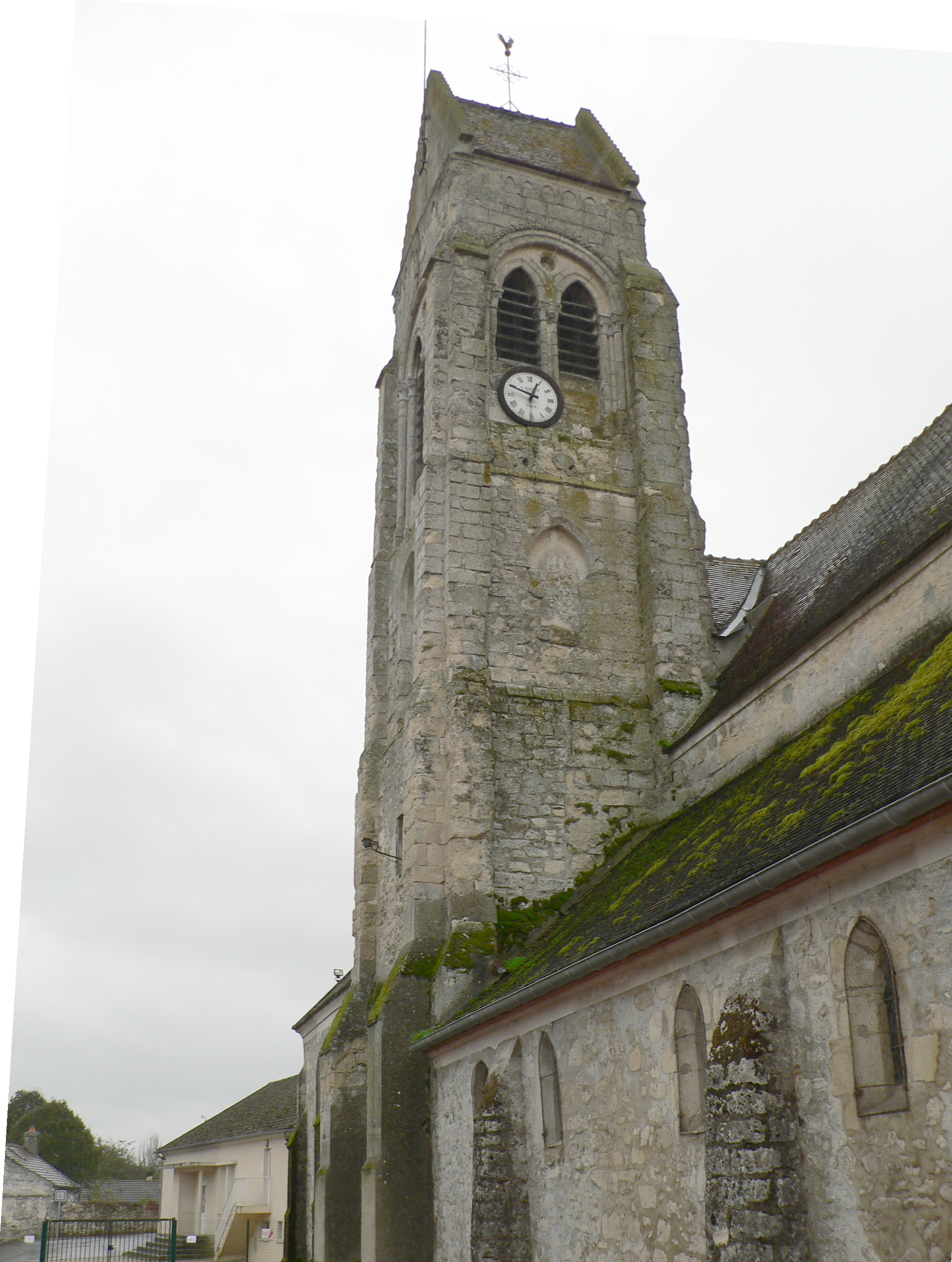
Clocher de Rosoy.
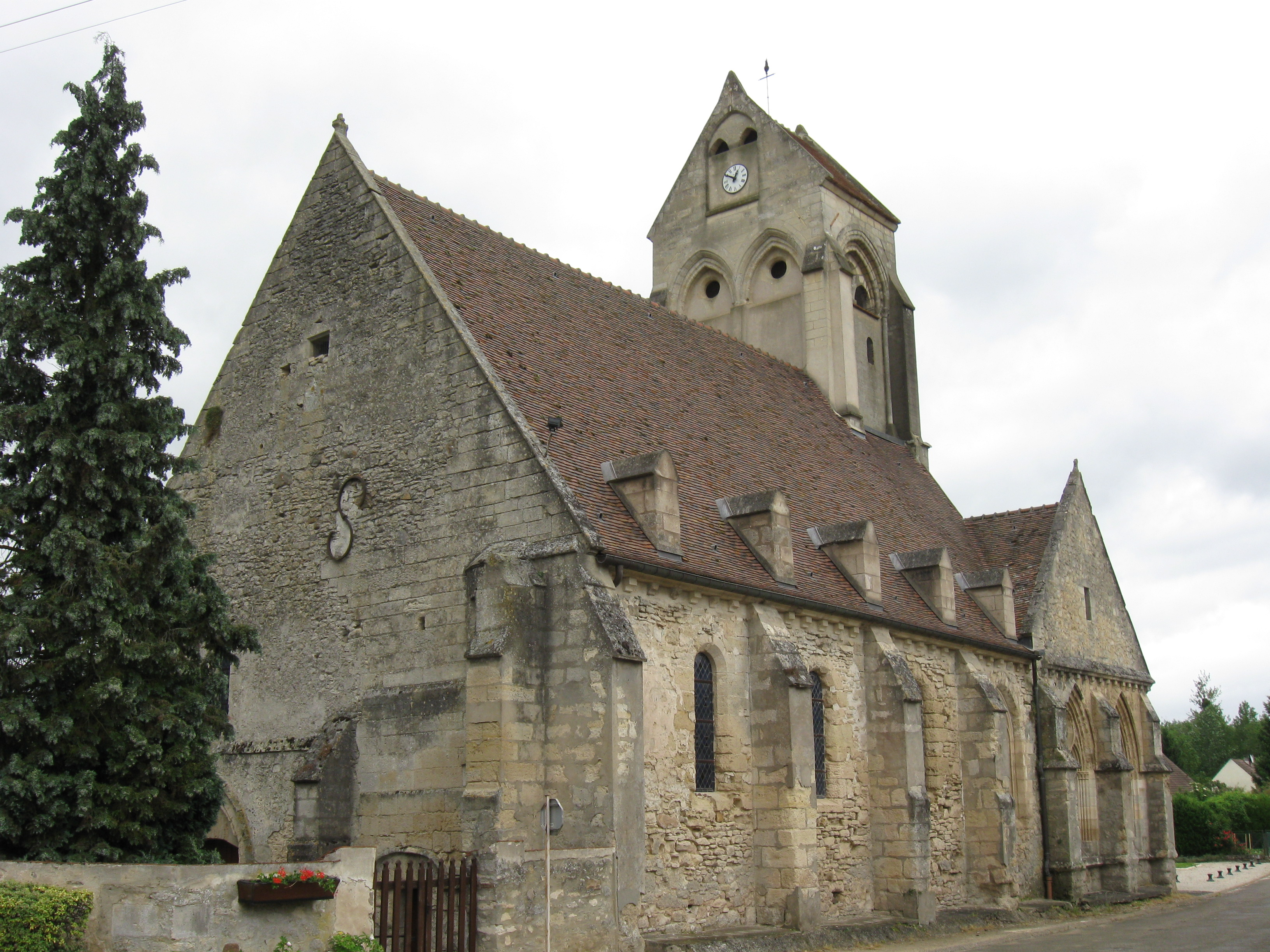
Église de Varinfroy.
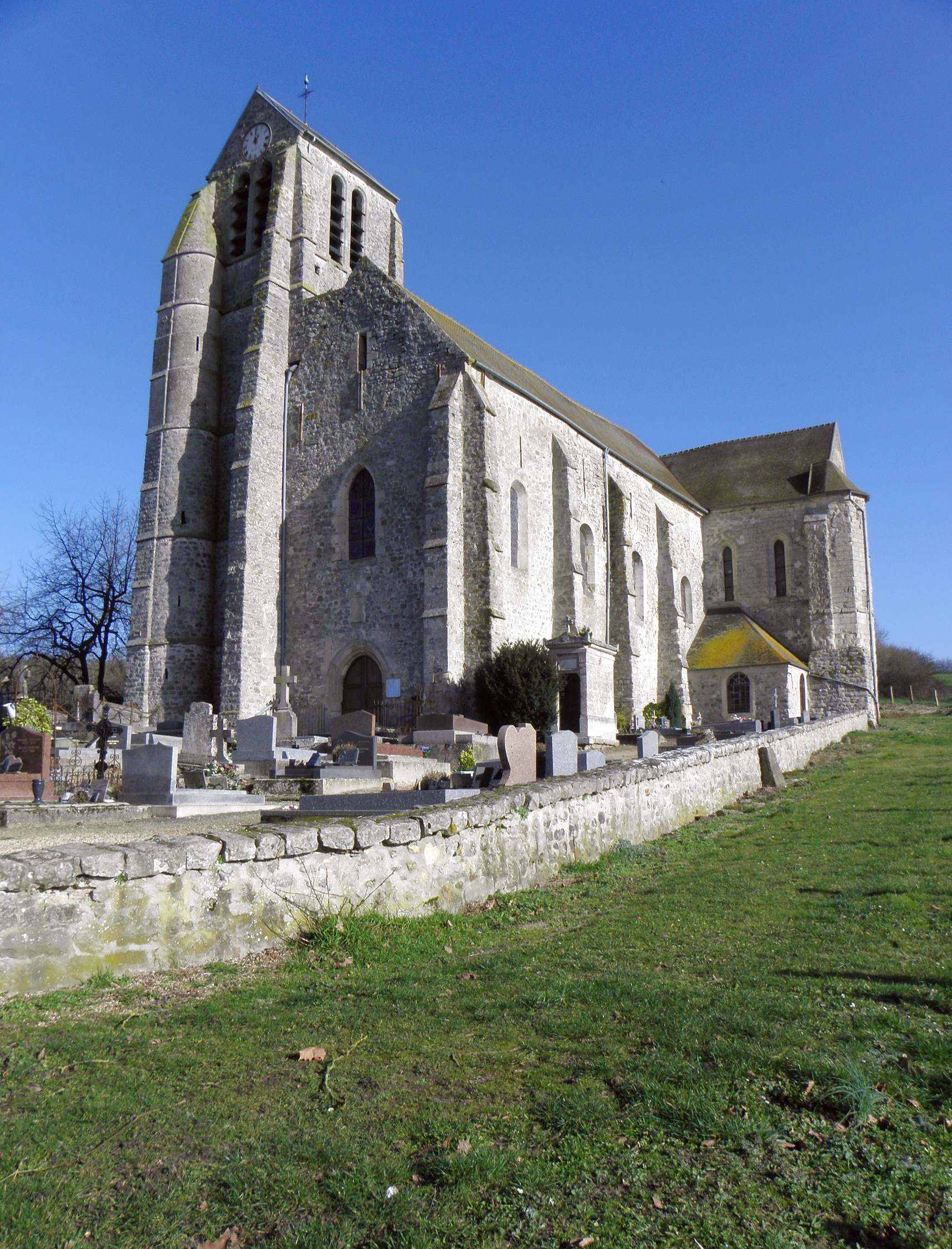
Église de Bouillancy.

##### Les monastères
Les communautés religieuses existantes continuent d'essaimer vers le nord. D'abord Fontaines-les-Nonnes fondé en 1124, prieuré qui relève de l'abbaye de Fontevraud. Il se trouve sur la commune de Douy-la-Ramée. Guillaume des Barres s'y retira et y mourut ; succursale de Fontaines, Collinance, sur Thury-en-Valois, s'établit en 1134. On trouve aussi des prieurés à Étrépilly, Ognes, Rouvres, Saint-Pathus, May ; des maladreries, centres de soins aux lépreux et sources de bénéfices, voient le jour sur tout le pays, au retour des croisades, dans les années 1250.

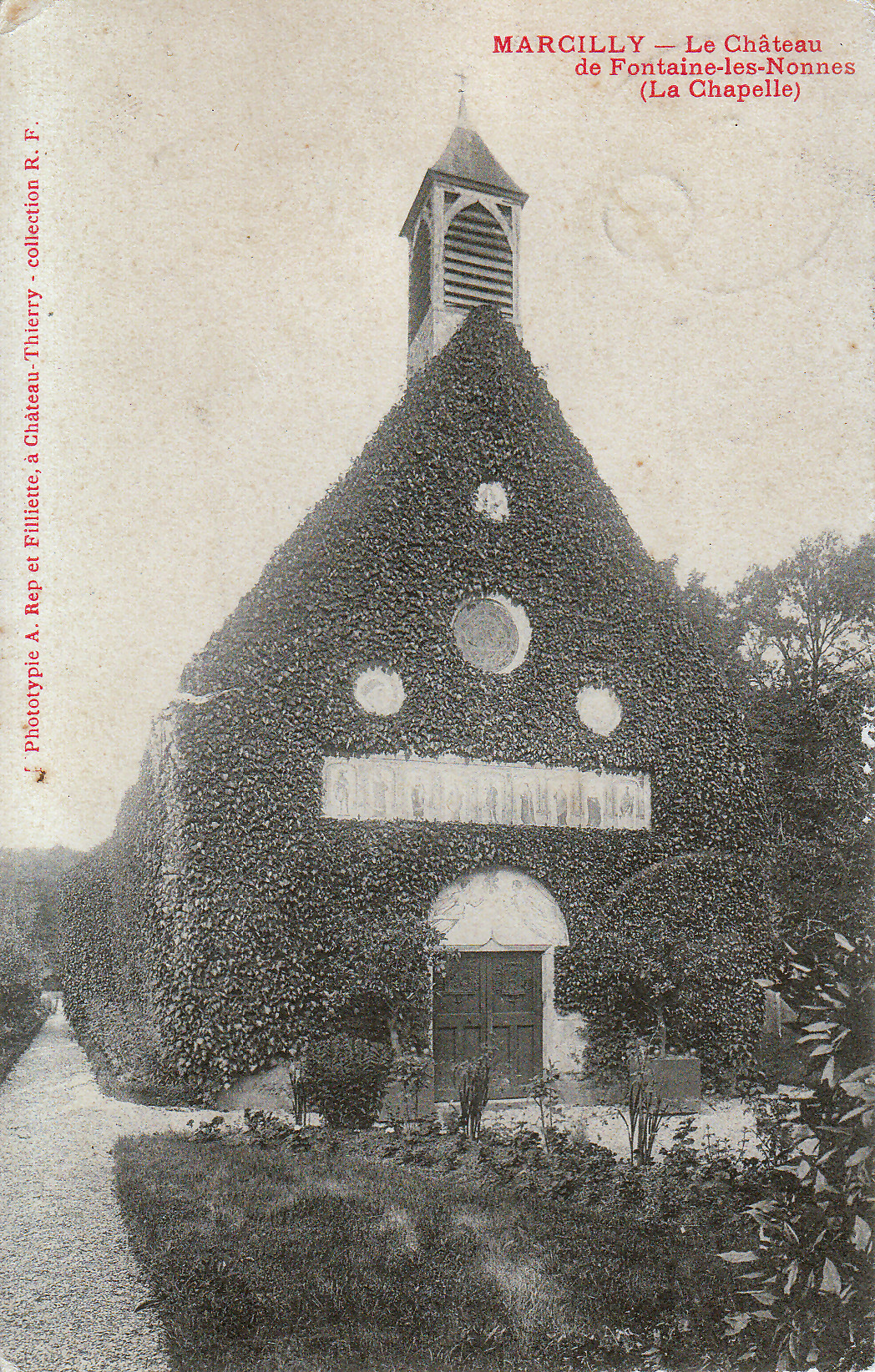
Chapelle XVIe siècle de Fontaine-les-Nonnes.
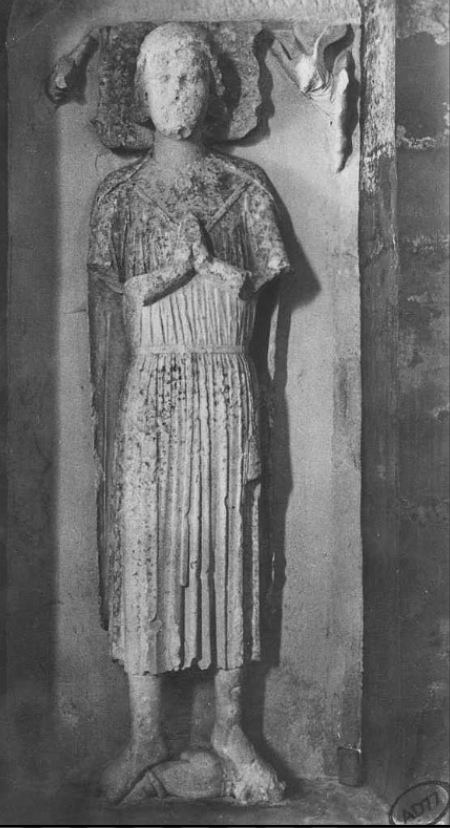
Gisant de la chapelle de Fontaine-les-Nonnes.
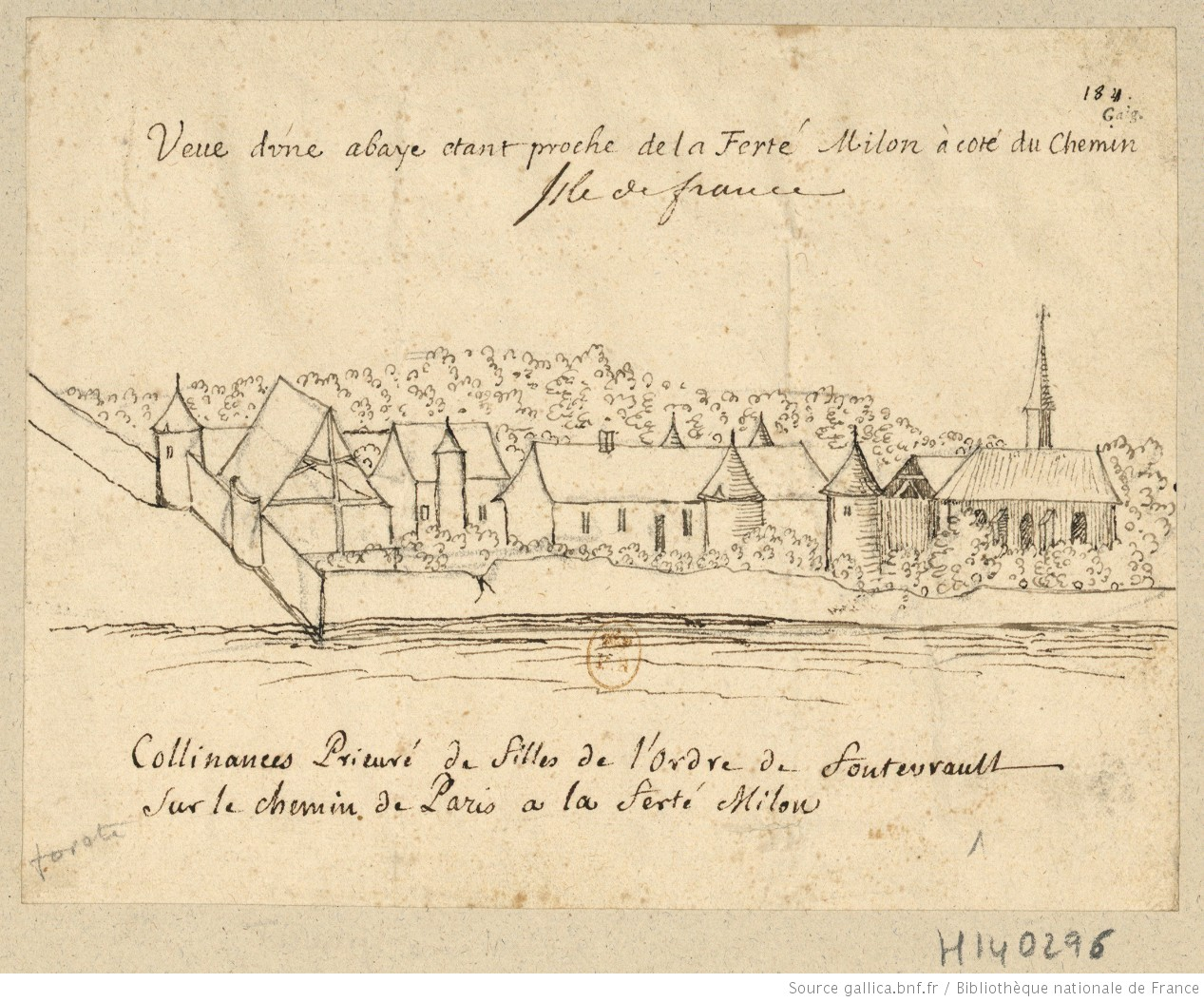
Prieuré de Collinances sur Thury-en-Valois.

#### Moyen Âge tardif
En 1335, sous Philippe de Valois, roi de France, le comté de Champagne rejoint le domaine royal. Il est quelque peu réduit devant la nouvelle influence des Valois. Ses limites septentrionales, correspondant aux communes de Douy, Bouillancy, Acy, Lizy, couperont le Multien en deux : au nord le Valois, au sud la Champagne. Ces limites seront presque définitives jusqu'à nos jours.
En 1337, deux ans après cet évènement, c'est le début de la Guerre de Cent Ans – 1337-1453. C’est une époque calamiteuse. Le climat est déréglé, la campagne est ravagée par les groupes armés.
- Dès 1304, le cartulaire de Fontaines-les-Nonnes donne des indications datées sur les perturbations climatiques et leurs conséquences sur le pays : disettes et famines entre 1304 et 1317, pluies torrentielles en 1319, 1415, débordements de rivières en 1389, 1402, froids intenses en 1408, 1420, 1421, 1422, neiges de quarante jours en 1433. La normalité ne reviendra qu’après 1450[26].

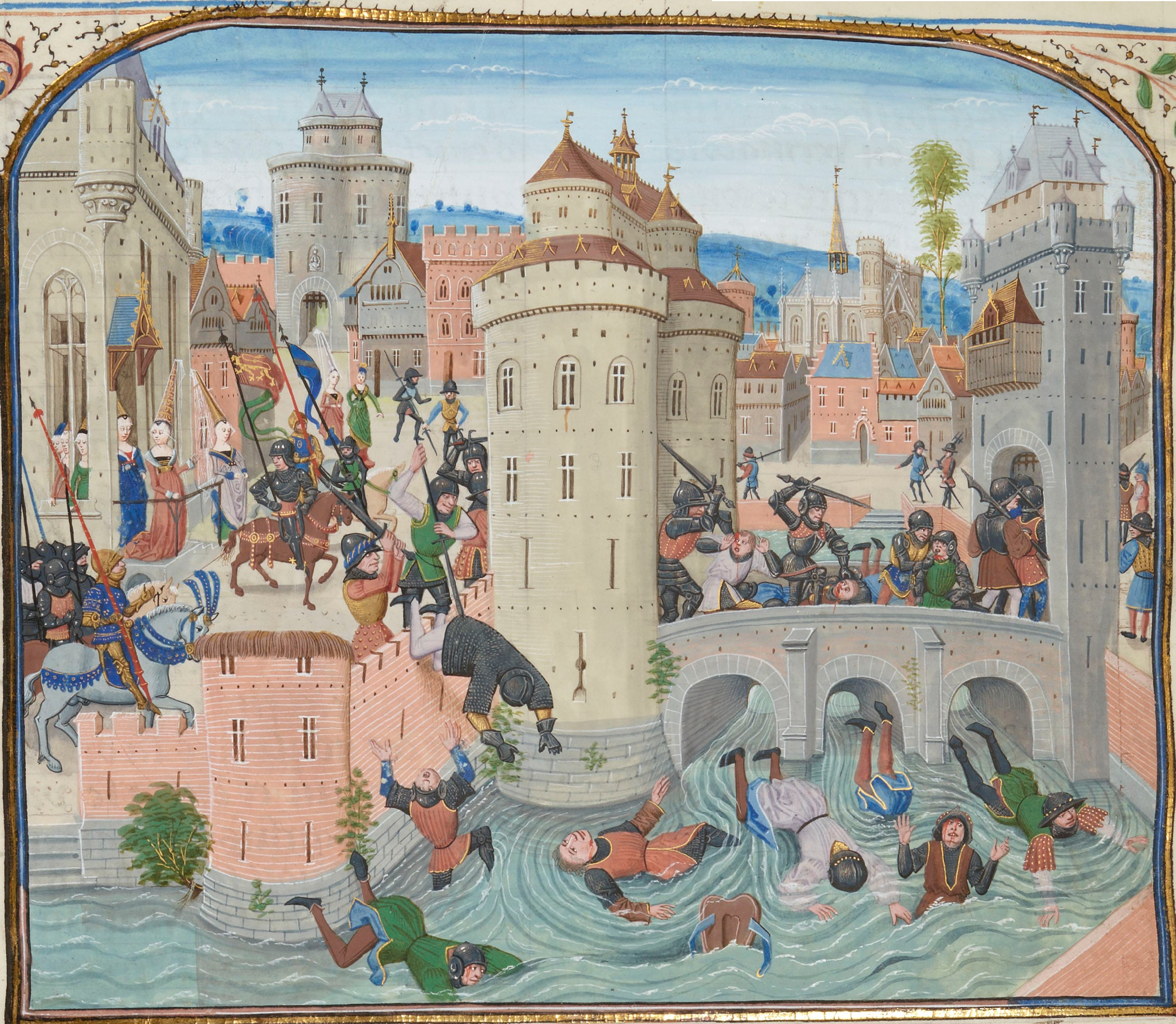
Jacquerie à Meaux.

- En 1358, un soulèvement de paysans, la Grande Jacquerie, venant de Picardie, s'avancent vers Meaux, « pillant et démolissant les châteaux qui se trouvent sur leur chemin, atteignant le monastère de Fontaines-les-Nonnes qu'ils dévastent[27].». Puis, cinq cents d'entre eux rassemblés à Cilli-en-Meucien et trois cents venant de Paris vont à Meaux où ils se font ouvrir les portes. Mais les troupes royales les taillent en pièces et mettent le feu à la ville qui brûlera pendant quinze jours ; sept mille Jacques seront poursuivis, passés par les armes, les chaumières seront brulées, les paysans massacrés au cri de « mort au vilain »[28]
- En 1358 encore, une compagnie composée de gens de guerre et de brigands anglo-navarrais se répand en divers logis à Lizy, Acy, Fontaines. « Ils y firent beaucoup de maux, pillant les maisons et forçant les femmes »[27].
- Vers 1400, le château de May est reconstruit par le duc d'Orléans, frère de Charles VI ; des souterrains sont creusés un peu partout dans les paroisses pour servir de cachettes. C'est aussi à cette époque que sont créées les premières compagnies d'archers.
- En 1422, après sept mois de siège, Meaux est pris par les Anglais. Les assaillants, sur place depuis plus de cinq ans pillent le pays pour s’approvisionner. À Chèvreville l’église est détruite en 1416, les terres comme celles de Nanteuil restent en friche pendant une trentaine d’années[Note 12], Fontaines est incendié en 1422. Des filles de l’évêché[Note 13] - soit Étrépilly, Germigny, Varreddes - et Barcy ne peuvent plus remplir leurs obligations de dîme et taille « envers Monseigneur l’évêque de Meaux »[29].
- En 1429 Jeanne d'Arc et l’armée du roi traversent le Multien, venant de Crépy-en-Valois pour se diriger vers Mitry où se trouvent les troupes du duc de Bedford. Le 11 août Jeanne est présente à Lagny-le-Sec, le 13 en Goële, à Dammartin-en-Goële. Le village de Thieux, près de Juilly, a conservé le souvenir du passage de la « Pucelle ». Une porte de son église a peut-être vu passer Jeanne pour la prière ; une croix en son hommage a été érigée vers Compans. Il n’y eut pas de combat, l’armée du roi se retira sur Crépy. L’année suivante, Jeanne est faite prisonnière. Elle sera brulée à Rouen le 30 mai 1431.
- Vers 1430, la situation économique reste catastrophique : les abbayes sont abandonnées et ruinées, les églises sont pillées, des villages disparaissent même complètement tel Chanoy, près de Vincy-Manœuvre. Dans les années 1437-1438, les loups reviennent dans le nord du pays et font l’objet de battues générales financées par des taxes supplémentaires. En 1439, Richemont reprend enfin Meaux, mais les Anglais ne seront expulsés du territoire qu’en 1451, à l’aube de la Renaissance[30].

### Époque moderne

#### XVIesiècle
Ce siècle va voir une reprise économique et démographique de la contrée. Dans sa seconde moitié, les guerres de Religion vont replonger la population dans des affrontements fratricides qui ne cesseront qu’à l’arrivée du roi Henri IV à Meaux.

##### Le monde rural
Il se structure : la coutume de Meaux date de 1509, celle de Crépy de 1539 ; le pouvoir des baillis et prévôts est conforté. En 1539, l’ordonnance de Villers-Cotterêts prescrit aux curés des paroisses de tenir les registres de baptêmes - ainsi chaque individu existe légalement. L’école apparait timidement : à May, en 1515, le  magister reçoit dix sols de gages et à Meaux, le collège est ouvert en 1556. La terre est mieux distribuée entre petits propriétaires et riches roturiers ; ces derniers « se font donner à bail » de nouveaux domaines venant de l’Église appauvrie ou de seigneurs désargentés. Telles sont les familles : Bureau, Taranne, Sanguin à Oissery, la famille Dormans à Lizy et les Potier, à Trèmes, en 1547. Les voies de communication commencent à s’améliorer, une ébauche du canal de l’Ourcq est entreprise, menée à bien sous la régence de Catherine de Médicis. En 1564, l’Ourcq est navigable à des bateaux spéciaux qui peuvent apporter ainsi à Paris les bois de la forêt de Villers-Cotterets.
À la fin du siècle, l'administration s'établit ainsi : Le sud du Multien se trouve dans la généralité de Paris, élection de Meaux et le nord, en 1587, dépend de l'élection de Crépy, dans la généralité de Soissons.

##### Les monastères et églises
C'est une époque de reconstruction : Fontaines, aux murs tout neufs, voit son cloître béni en 1486 ; Collinance suivra en 1516. Toutes les églises, plus ou moins endommagées, sont transformées avec une architecture XVIe siècle : Brégy, à la nef construite dans les années 1500 et réparée en 1546 ; May-en-Multien, à la majestueuse tour datant de 1512 ; Neufchelles, au chœur construit en 1530 ; Barcy, où se trouve un pilier de 1547 ; Crouy-sur-Ourcq, au portail Renaissance blasonné des armes des Sepois (1550) ; et encore : Cuvergnon, Étrépilly, Forfry, Rosoy, Rouvres…

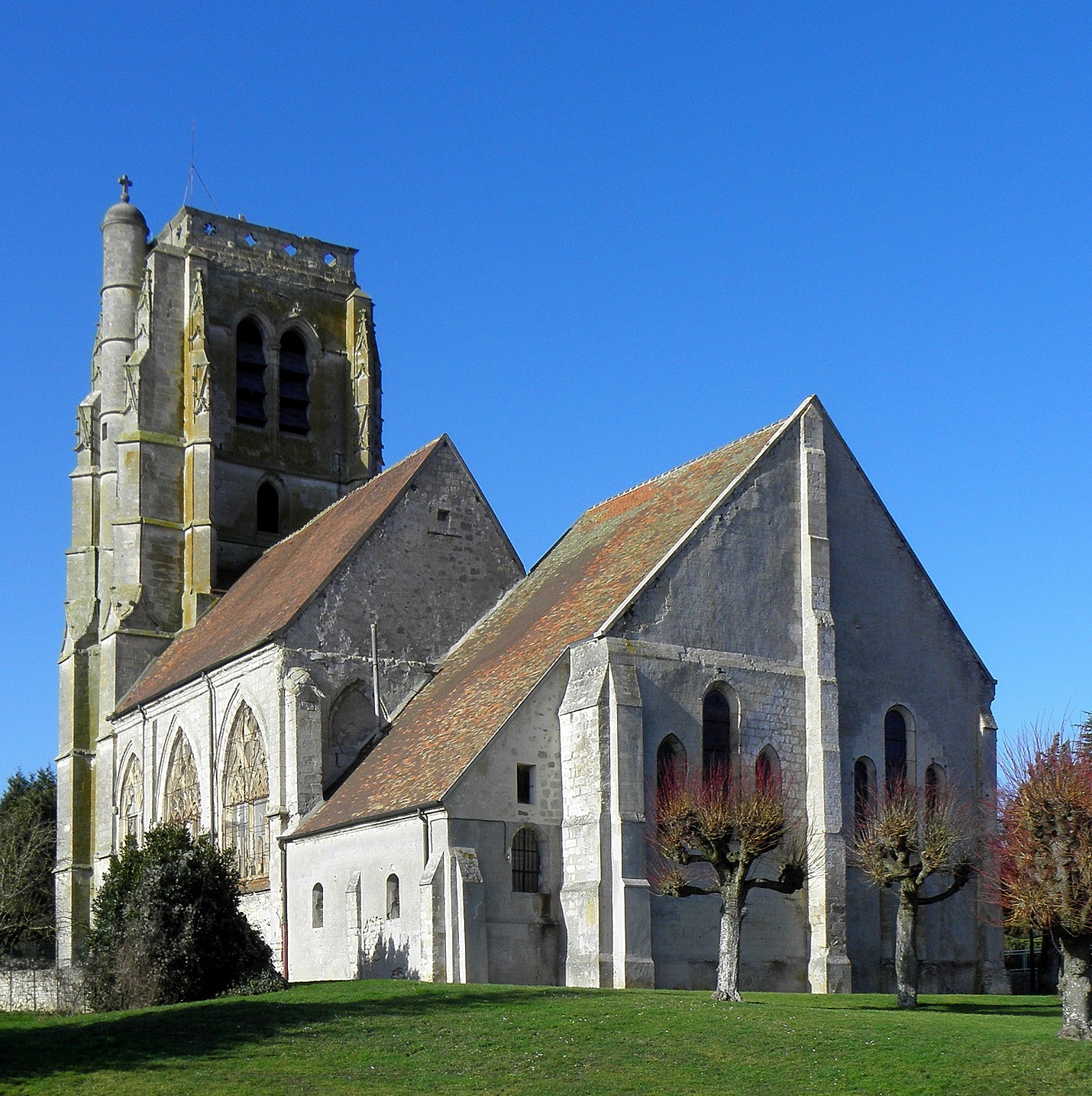
Église de May.
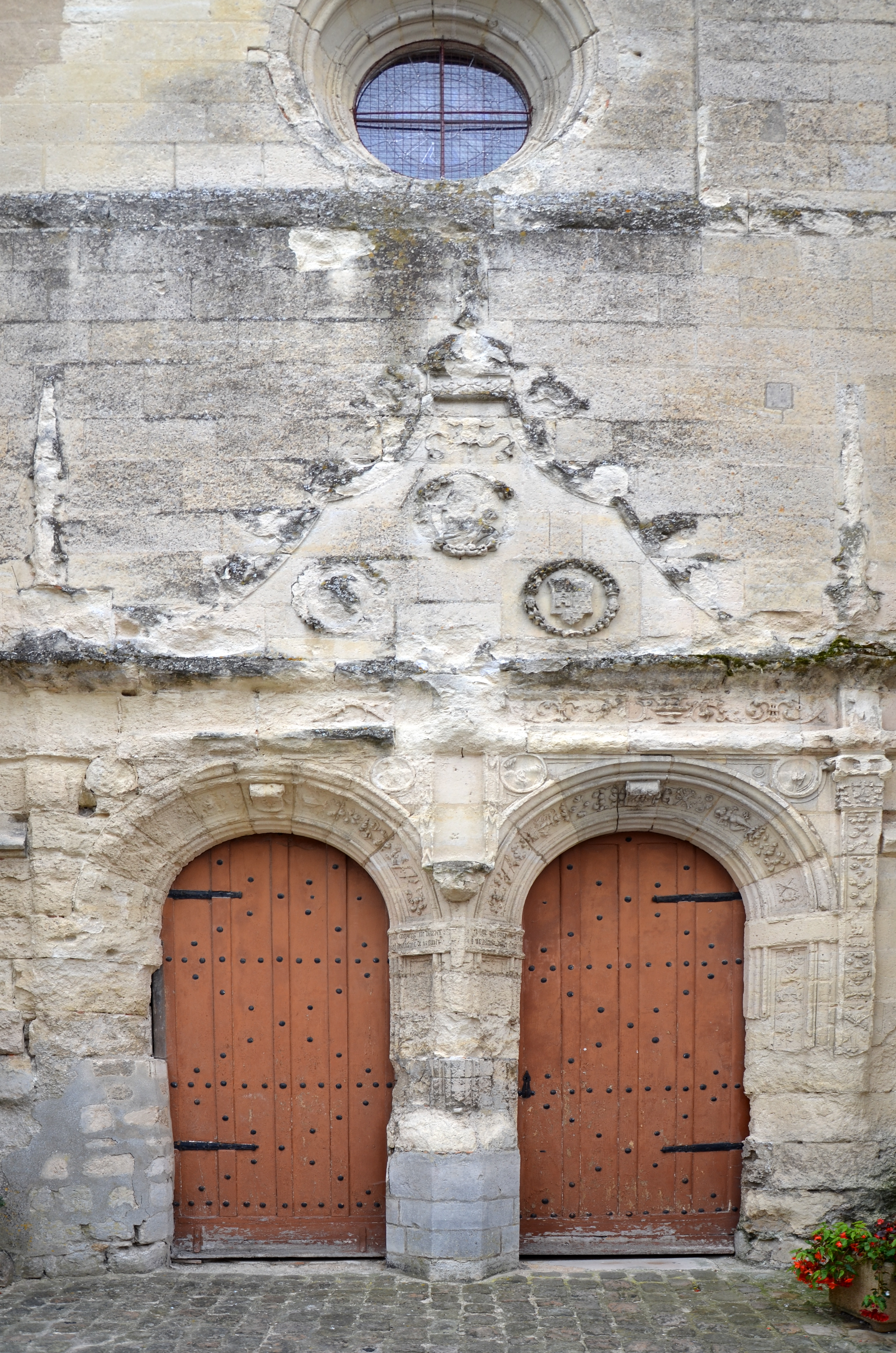
Portail de l'église de Crouy-sur-Ourcq.
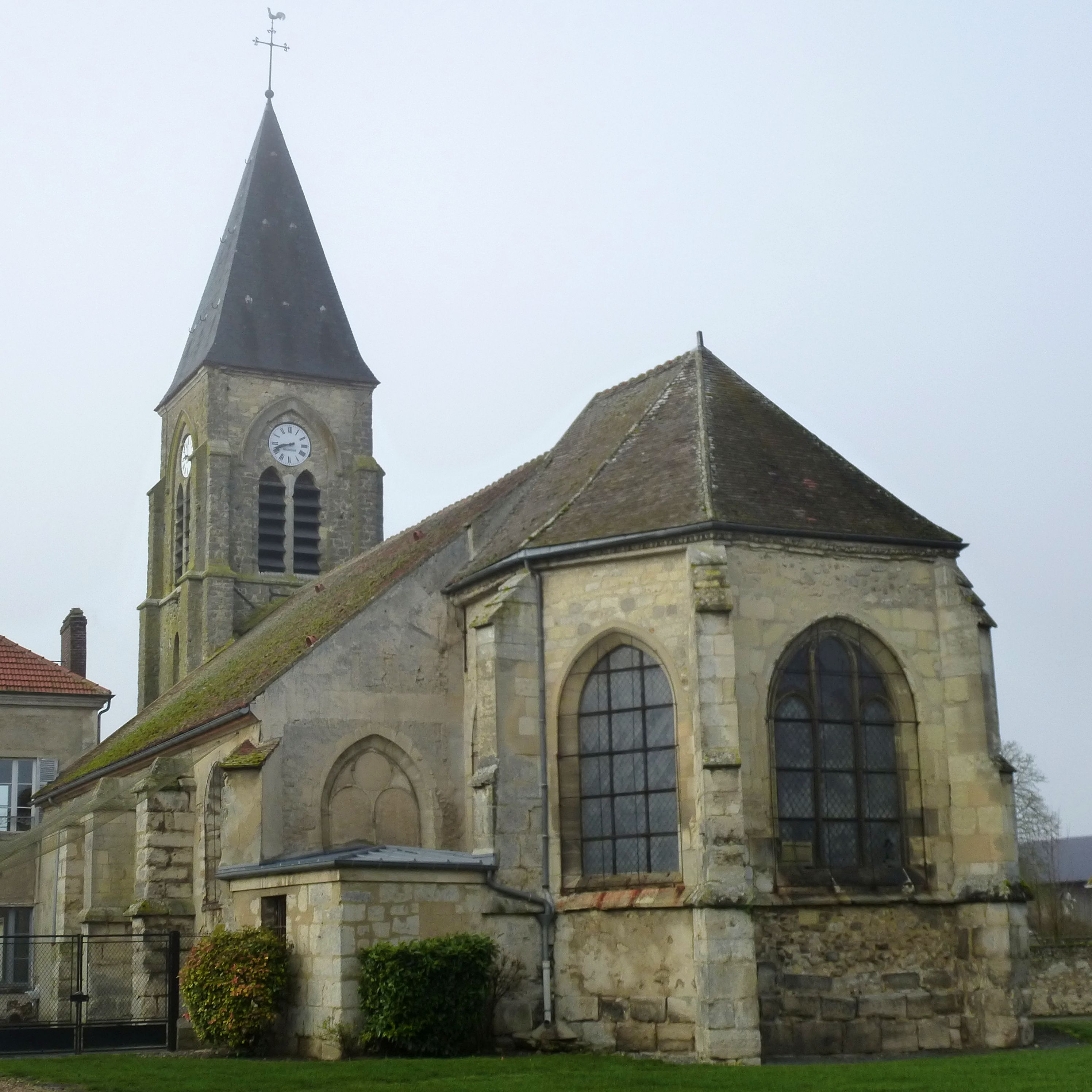
Église de Barcy.

##### Les châteaux

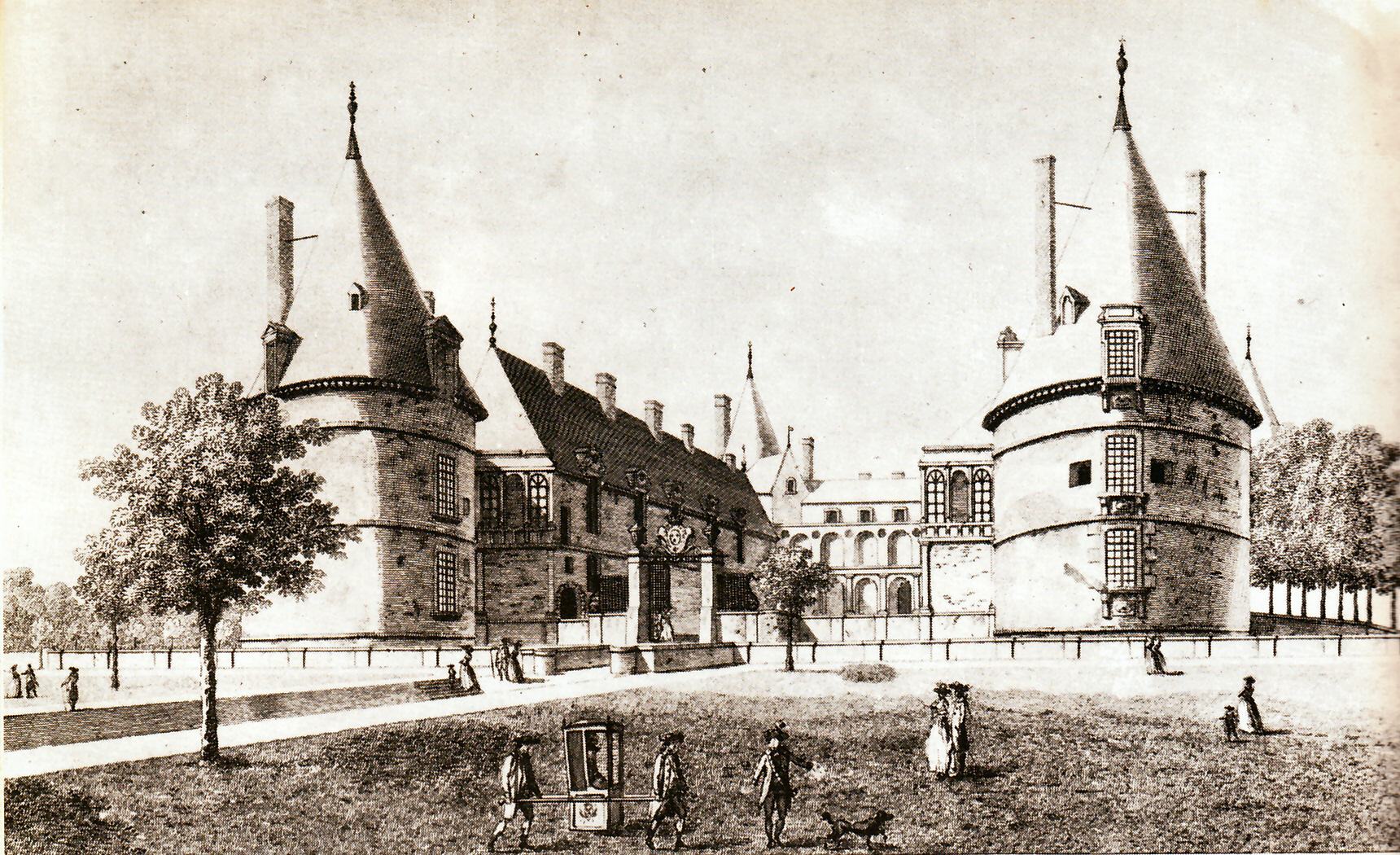
Nanteuil-le-Haudouin, château.

Les châteaux existants sont transformés en demeures de plaisance, d’autres voient le jour : Oissery, où se réuniront les Ligueurs, est toujours existant en 1591 ; Forfry, appartenant à la famille Paris, est cité en 1578 ; Nanteuil - où François Ier vient en 1543 fêter le nouveau « comté de Nanteuil »  - est agrémenté l'année suivante par deux tours, un donjon et de larges fossés ; Betz voit un nouvel aménagement avec une belle façade, deux tours, etc. ; le château de Trocy, lui, est transformé en ferme. Aujourd'hui, subsiste une tourelle d'époque ; Lizy est construit par Charles de Broullat en 1512, mais dans un style qui ne doit rien à l’époque François Ier ; pour finir, une belle maison, aux ouvertures « Renaissance », côtoyait l’ancien château de Rosoy flanqué de deux tours couvertes d’ardoises. Aujourd’hui, le vieux château est démoli, mais la maison « du Chapitre » attire encore l'attention.

##### La Réforme

Massacre de la Saint-Barthélemy.

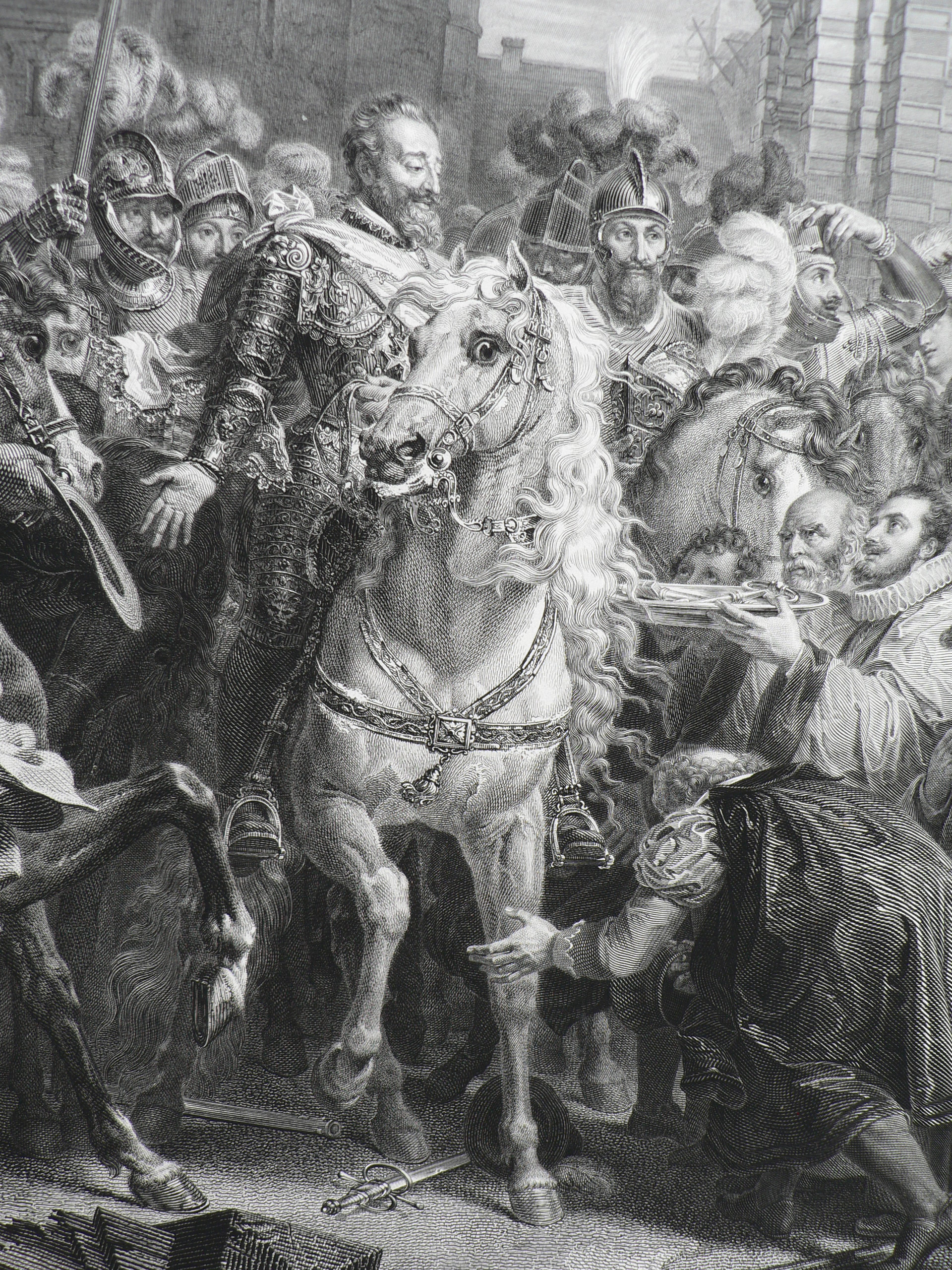
Entrée de Henri IV à Paris.

Il est reconnu que la Réforme protestante a vu son origine dans l’essai de rénovation du diocèse de Meaux par l’évêque Briçonnet à partir de 1518. « Meaux devient la première paroisse protestante organisée de France. »
En 1521 est fondé le cénacle de Meaux, école théologique réformatrice. Bientôt de nouveaux convertis vont essaimer dans la région, notamment autour du château de Lizy. Ces nouvelles croyances vont engendrer les premiers conflits fratricides :
- En 1525, Pauvant, ecclésiastique de Meaux, est brulé vif à Paris, en place de Grèves, pour hérésie.
- En 1528, Denis de Rieux, de May, est brûlé vif pour avoir soutenu le symbolisme catholique de la messe. Devant la montée du Protestantisme (50 % de la population du balliage de Meaux), la Contre-Réforme s’organise. Nanteuil en est un centre résolu, les seigneurs d’Acy et Vincy seront des partisans inconditionnels de la Ligue.

Les guerres de religion, dans le pays meldois, s’étaleront sur plus de quarante ans, de 1546 à 1594.
- 1546 : quatorze hérétiques sont brulés vifs au marché de Meaux ;
- 1562 : la ville est protestante ;
- 1567 : le roi, Charles IX échappe aux calvinistes. Louis de Meaux, sieur de La Ramée et hérétique, lève des troupes, pille la cathédrale ; il est pris au Plessis-Placy et est décapité à Meaux ;
- 1572 : (Massacre de la Saint-Barthélemy) ;
- 1577 : la Ligue catholique est publiée à Meaux ;
- 1580 : Scipion de Meaux, fils de Louis de la Ramée, est décapité à son tour ;
- 1588 : Disette, peste ; Meaux prend le parti d’Henri de Guise et devient la farouche ennemie des rois Henri III puis Henri IV qui voudront alors s’emparer de la ville. Le Multien dont Acy, Étrépilly, Crégy, Chambry, Varreddes, Poincy… passe alternativement entre les mains des belligérants dans les années suivantes ;
- 1593 : le roi est à Nanteuil, les Ligueurs attaquent Oissery sans succès ;
- 1594 : le premier janvier, Henri IV fait son entrée triomphale à Meaux ; le 22 mars, ce sera Paris ! En 1598 l’Édit de Nantes est publié dans la ville, la campagne peut enfin revivre.

#### XVIIeetXVIIIesiècles

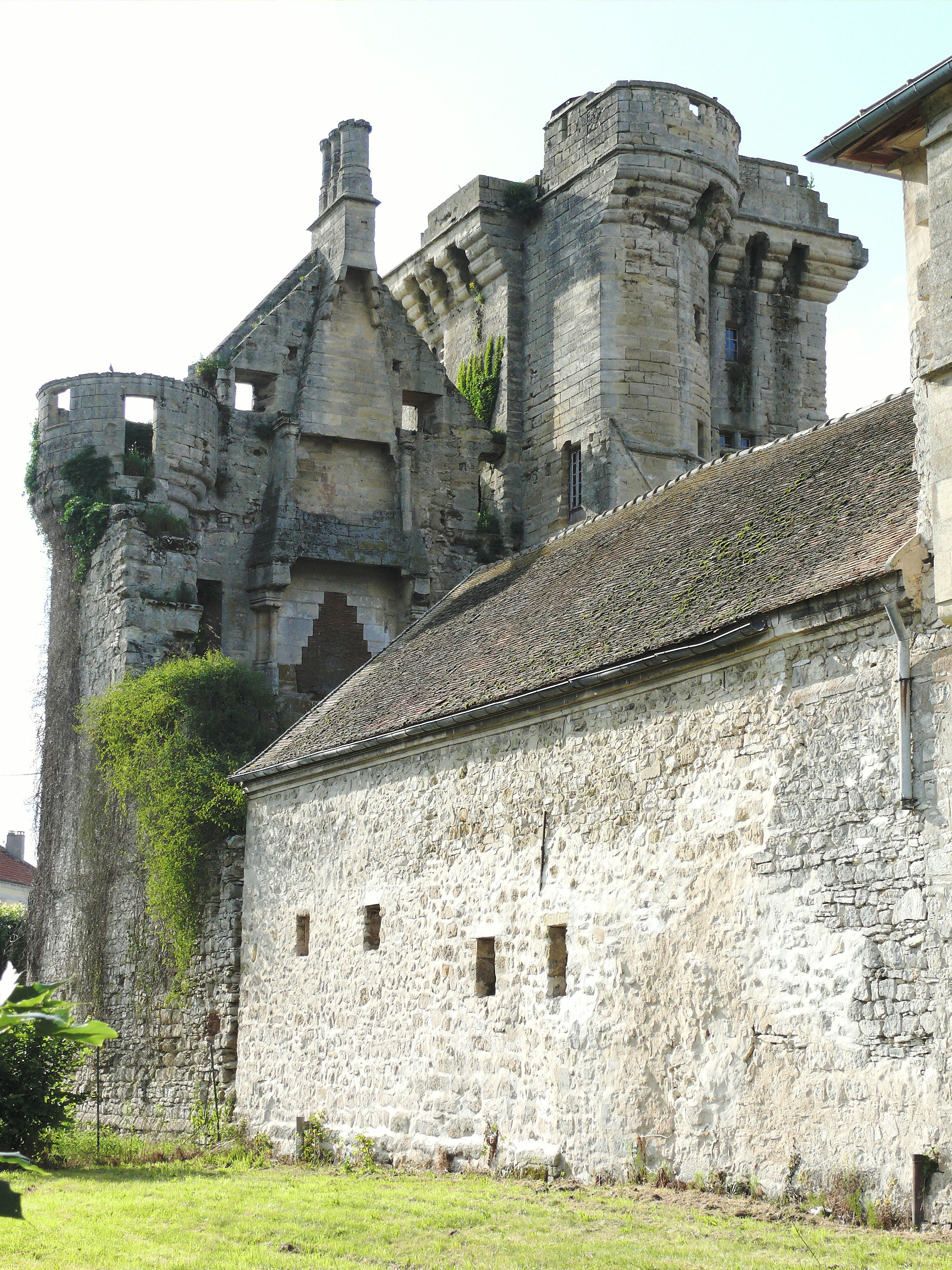
Le château du Houssoy à Crouy.

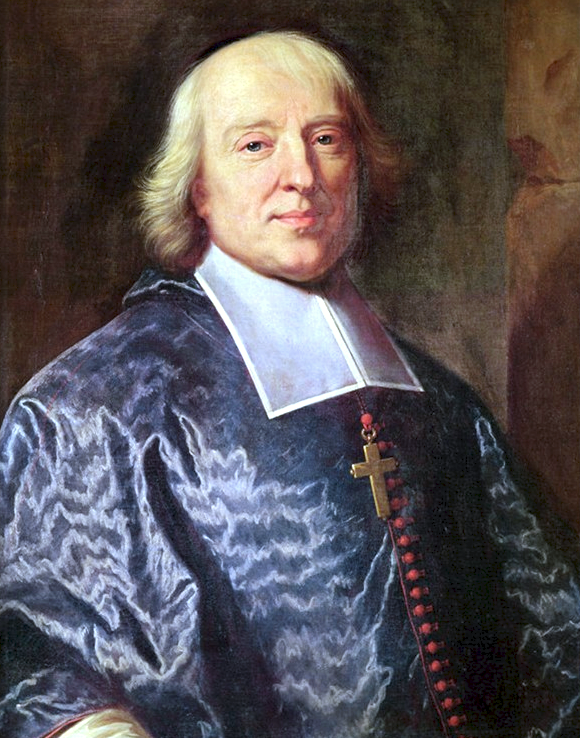
Bossuet.

Avec Henri IV et Sully, le peuple respire mais, bientôt, sous Louis XIII, de nouveaux impôts accablent les paysans. Dès 1614 le Tiers état demande « l’égalité des charges et la destruction des privilèges », doléances qui subsisteront jusqu’en 1789. De plus, sous la Fronde, en 1647, les routiers lorrains ravagent le pays. Le château de Crouy est ruiné, Varreddes et les villages avoisinants sont pillés, les dames de Fontaines-les-Nonnes fuient à Paris et le duc de Lorraine campe dans leurs murs.
Après la Fronde, en 1653, la paix reviendra avec Louis XIV et le pays du Multien ne connaitra plus la guerre jusqu’en 1815. Mais en 1688, Louvois, pour soutenir les guerres de Louis XIV et plus tard de Louis XV, va créer les milices provinciales, « premier pas vers le service militaire obligatoire ». La milice est mentionnée à Varreddes en 1703, 1726... 1758.

##### Évolution religieuse
Le clergé séculier étant resté treize ans sans évêque, la discipline ecclésiastique s'est relâchée. Il est repris en main par plusieurs évêques successifs, dont le célèbre Bossuet, qui est nommé en la ville en 1681 et qu'on surnomme « l'aigle de Meaux ».
Le clergé régulier, qui voit en 1622 la fondation du couvent des Carmes à Crégy, est lui aussi soumis à obéissance. Ce qui n’empêche pas le monastère de Fontaines d’être très riche. En 1691, il possède mille hectares. En 1789, ses revenus annuels sont de 64 000 livres pour soixante personnes dont trente-deux religieuses. Collinances, rattaché à Fontaines, est aussi une maison très prospère (12 000 livres pour 16 religieuses).
Les protestants sont environ dix mille au début du siècle, soit plus de 20 % de la population du diocèse. Ils sont en nombre à Meaux, à Nanteuil et à Lizy. La liberté de culte leur est acquise, mais des tensions surgissent entre catholiques et calvinistes. Les évêques s'emploient à réduire progressivement leurs libertés : fermeture d’une école réformée en 1637, interdiction d’enseignement à Lizy en 1644. Un dernier synode se tient au château de Lizy, en 1682, sous la surveillance de commissaires catholiques. La Révocation de l’édit de Nantes a lieu trois ans après, en 1685. Les temples de Lizy et Nanteuil sont « fermés, murés et démolis », les populations huguenotes sont décimées, poussées à émigrer ; «  la perte économique locale est irréparable… ».

##### Évolution intellectuelle
Les écoles rurales se développent peu à peu jusqu’à la Révolution. Le local d'enseignement est souvent trouvé – quand il existe - auprès du seigneur ; seuls, les garçons y sont admis. Le maître ou magister est choisi théoriquement par les paroissiens mais en fait la décision revient au curé dont il est l’auxiliaire. Il est à la fois enseignant, responsable de l’horloge, sonneur de cloches, secrétaire de la paroisse. Il doit en plus chanter à l’église et apprendre aux enfants à servir la messe. En 1724, des postes sont créés, les gages imposés aux habitants sont de 150 livres pour un maître. L’enseignement consiste à faire le catéchisme et à dispenser des rudiments de lecture et d’écriture à partir de livres pieux. La finalité est de mener les élèves à la Première communion. La fréquentation de l’école est fonction de la saison. Les travaux des champs sont prioritaires, comme ils le resteront jusqu’au milieu du XXe siècle. La situation de l’école est connue à travers des textes et des chroniques locales sur Varreddes et plus précisément sur Silly-en-Multien, référence précieuse sur « la vie au village » à l'époque de la Révolution.

##### Évolution rurale
La terre limoneuse du Multien, à cette époque, est exploitée dans de grosses fermes. Des voies de communication diverses vont être tracées. Sur ces terres, de riches propriétaires se font construire des châteaux majestueux ; les petits seigneurs, eux, se contentent de résidences plus modestes, dans des villages traditionnels centrés sur les fermes nourricières.

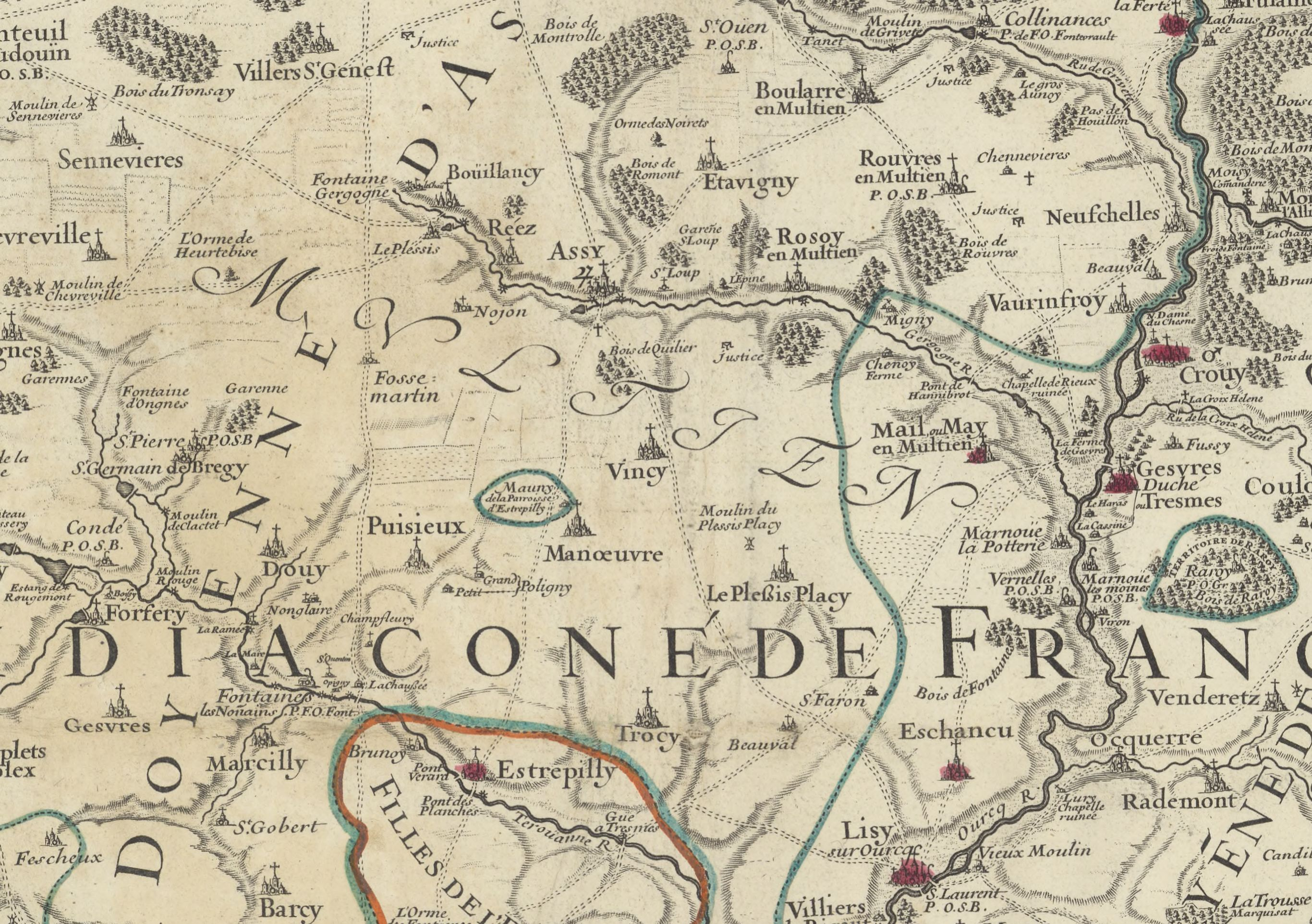
Représentation partielle du Multien en 1717 (carte de Chevalier).

##### Les grosses fermes

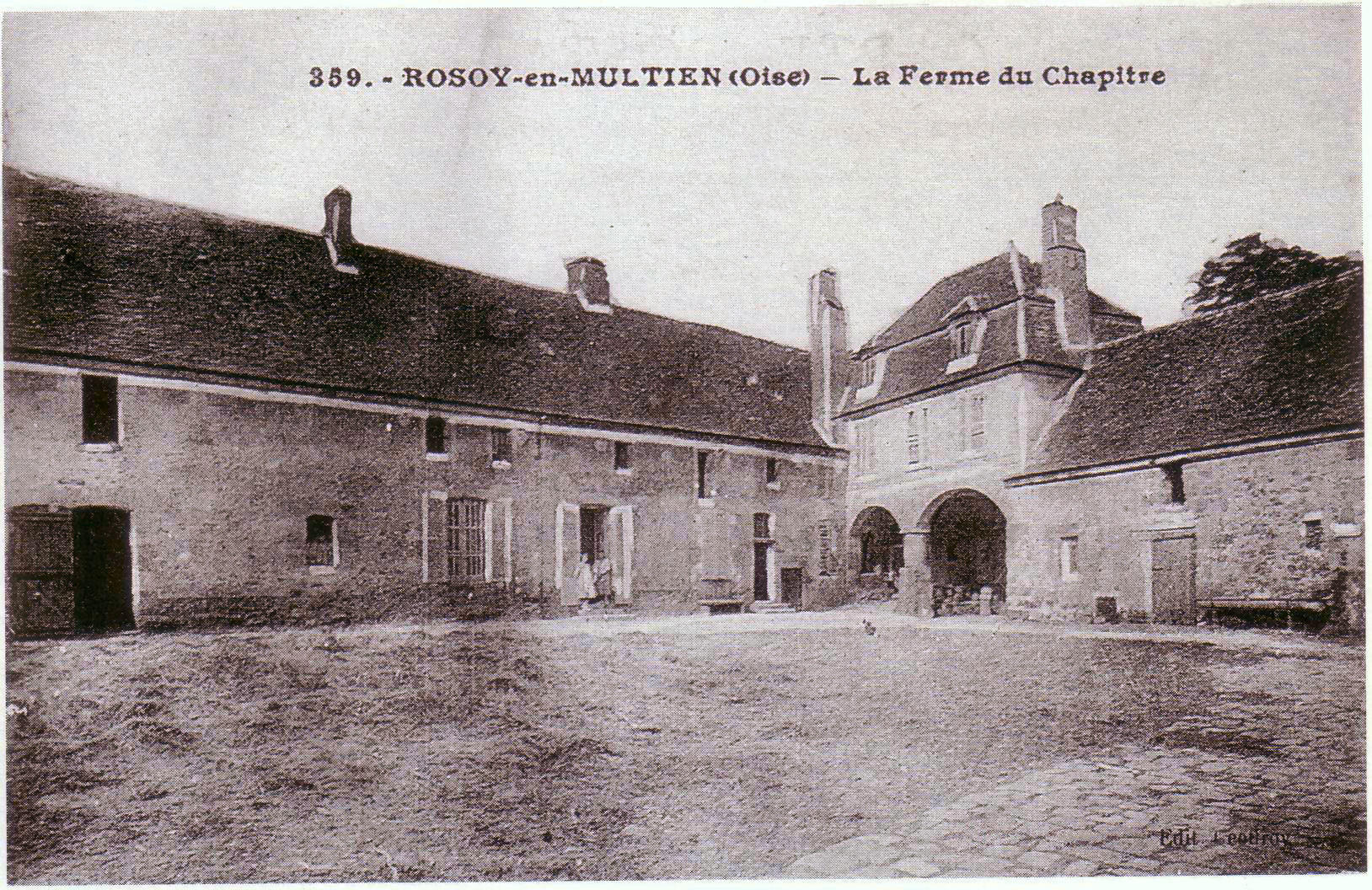
ferme traditionnelle du Multien.

Implantées dans les villages ou dans des écarts, elles sont très caractéristiques avec des bâtiments entourant une cour intérieure, ce qui leur donne un aspect fortifié. En moyenne, leur superficie est de 200 ha ; on peut compter 20 personnes par ferme (famille du laboureur, domestiques, journaliers, manouvriers) ; dans les écuries et étables le nombre d’animaux est relativement constant.
Les terres cultivées dans ces exploitations représentent 75 % des terres des communes. De petits propriétaires, manouvriers (80 % de la population) se partagent les 25 % restants. Cette distribution restera constante, au moins jusqu’au milieu du XIXe siècle.
La culture est traditionnelle, avec assolement triennal où la troisième année est réservée à la jachère. Les progrès sont faibles : d’après Young, en 1787 « l’agriculture n’est pas plus avancée que dans le Xe siècle. » !
Pour l’anecdote, la vigne existe au XVIIe siècle dans 20 % des paroisses, sur les coteaux exposés au sud. Barcy, Crégy, Congis, Etrépilly, Varreddes sont cités dans les textes ; sur les terriers ou plans cadastraux, il existe même des lieux-dits « Les Vignes » dans des villages situés plus au nord, sur la Gergogne. Ces vignes produisent un vin de médiocre qualité réservé à la consommation locale. La production disparaitra complètement avant le milieu du XIXe siècle devant la concurrence des vins bourguignons acheminés par bateaux vers Paris et sa région.
Autour des grains : Les variations climatiques vont sans cesse perturber la production qui est importante. De 1611 à 1789, on ne compte pas moins de 32 années calamiteuses avec gels, inondations, sécheresse. Ces fortes intempéries vont souvent réduire les récoltes à néant, engendrant disettes, maladies et épidémies. De plus les grains sont livrés en priorité vers Paris, accroissant les manques au niveau local.

##### Géographie et transport

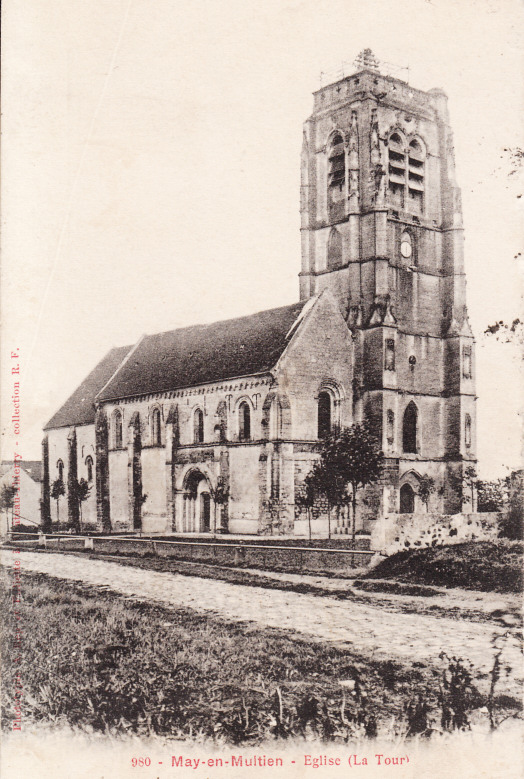
La tour de May, point géodésique.

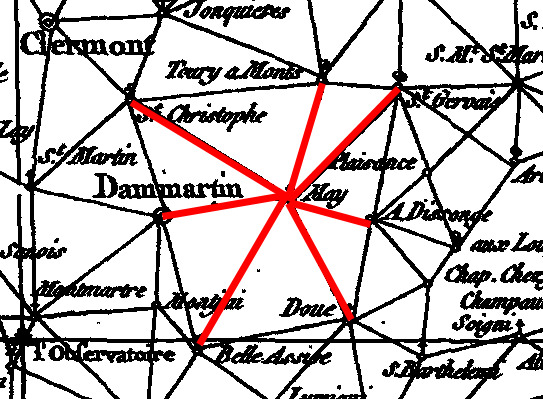
Cassini de Thury, triangulation autour de May ; carte de 1756.

Au XVIIIe siècle, la carte de France est levée géométriquement par les opérations des Cassini. La méridienne de France, qui passe par l'Observatoire de Paris, triangulée de Dunkerque à Perpignan, tangente le Multien par Dammartin-en-Goële ; elle est tracée en 1718 et vérifiée en 1740. May-en-Multien est alors repéré dès cette époque. La tour de son église deviendra une station géodésique importante, rattachée par triangulation à sept autres sommets situés à plus de trente kilomètres en moyenne. Les cartes Cassini de Paris, Beauvais, Meaux et Soissons, comprenant chacune une partie du Multien seront levées entre 1749 et 1752 et publiées en 1756-1757.
Pour faciliter les transports, de nouvelles voies de communication sont ouvertes : « Le réseau routier actuel a été tracé sous Louis XV, [par Trudaine], perfectionné au XIXe siècle, et goudronné au XXe siècle ». Les voies fluviales sont favorisées : Lizy voit son port de Mary-sur-Marne florissant, et, dès 1676, Paul Riquet et de la Manse, sont chargés de canaliser l’Ourcq. Ces grands travaux doivent permettre d’acheminer, toujours vers Paris, les bois de la forêt de Retz. Ils seront interrompus en 1681, et ne reprendront sérieusement qu’en 1802, avec le creusement du canal de l’Ourcq.

##### Grands et petits châteaux

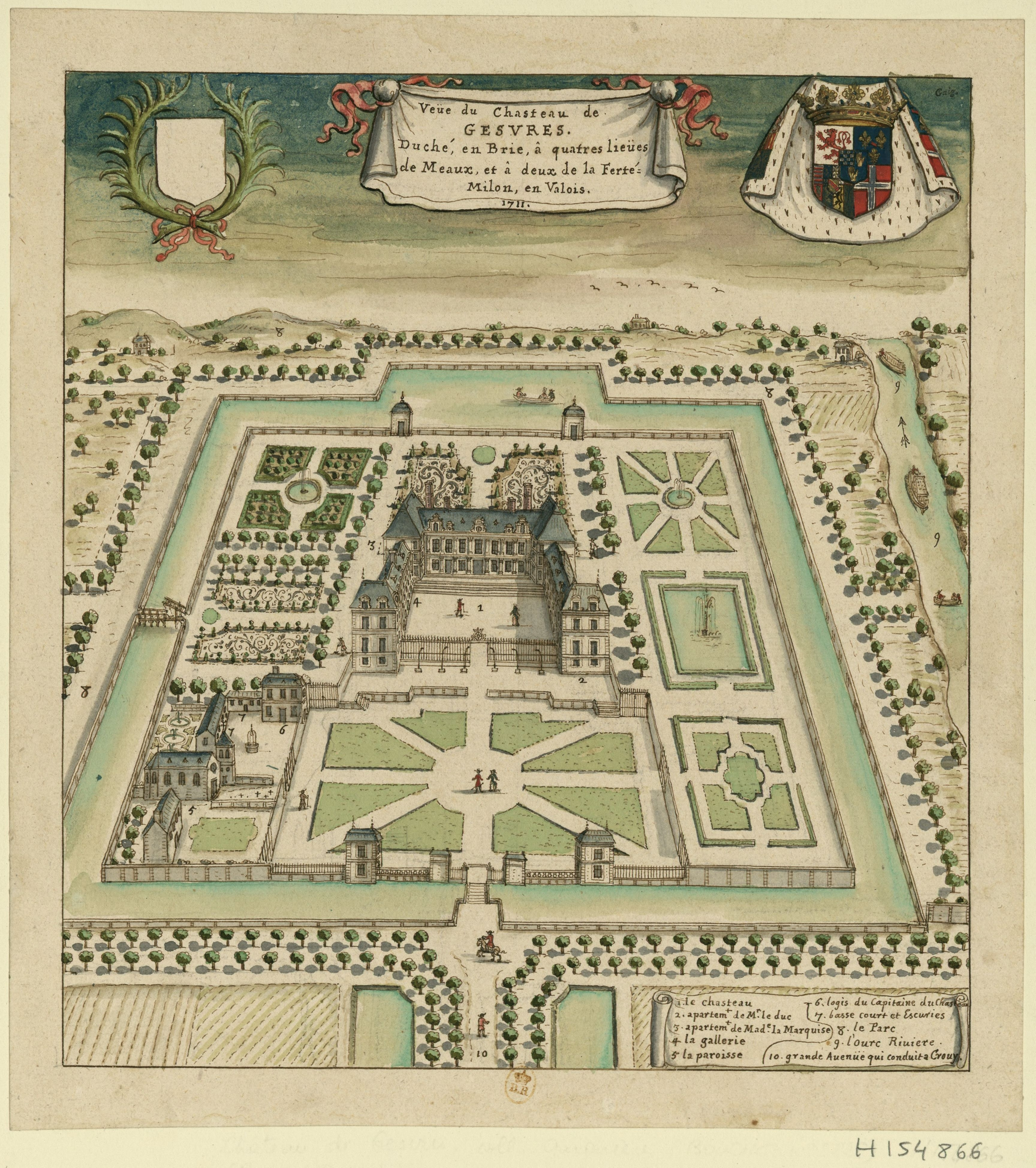
Château de Gesvres.

- Gesvres-le-Duc : à la limite du Multien, près de Tresmes et May, la riche famille Potier construira un château. En 1648, leur domaine est transformé en duché. Il comprend, entre autres, dans le Multien les terres de May, l’ancien Tresmes, Trocy, Congis, Le Plessis-Placy, Puisieux, Rouvres, Varinfroy, Crouy, plus des parcelles sur des communes attenantes.
- Nanteuil : Les seigneurs du lieu, la famille de Schomberg branche française, continuent les travaux d’embellissement entrepris au siècle précédent : construction de l’aile droite « avec une belle galerie ornée de peintures magnifiques », puis ajout de l’aile gauche pour harmoniser l’ensemble. En 1658, après de décès de Jean de Schomberg, le château et le comté sont vendus successivement à Annibal d’Estrée, aux Noailles et pour finir à Louis Joseph de Bourbon, prince de Condé.
- Betz : en 1640, Jean d’Autry, vicomte de Lévignen, fait construire un nouveau château « avec tours et pont levis ». En 1780, il est acquis par la princesse de Monaco, bien-aimée du prince de Condé qui réside non loin de là, à Chantilly. Seul le parc reste encore aujourd'hui, les pavillons ont disparu.
- Non loin de là se trouvent les châteaux de : Thury (1760) où M. Louis-Étienne Héricart de Thury fait planter 100 ha d’arbres d’espèces rares ; Acy (1720) propriété du secrétaire du roi  Jacques Cadeau ; Antilly ; Lévignen.

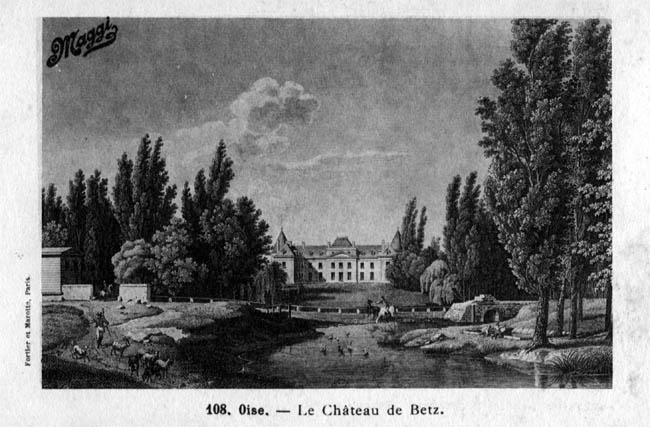
Le château de Betz, avant 1789.
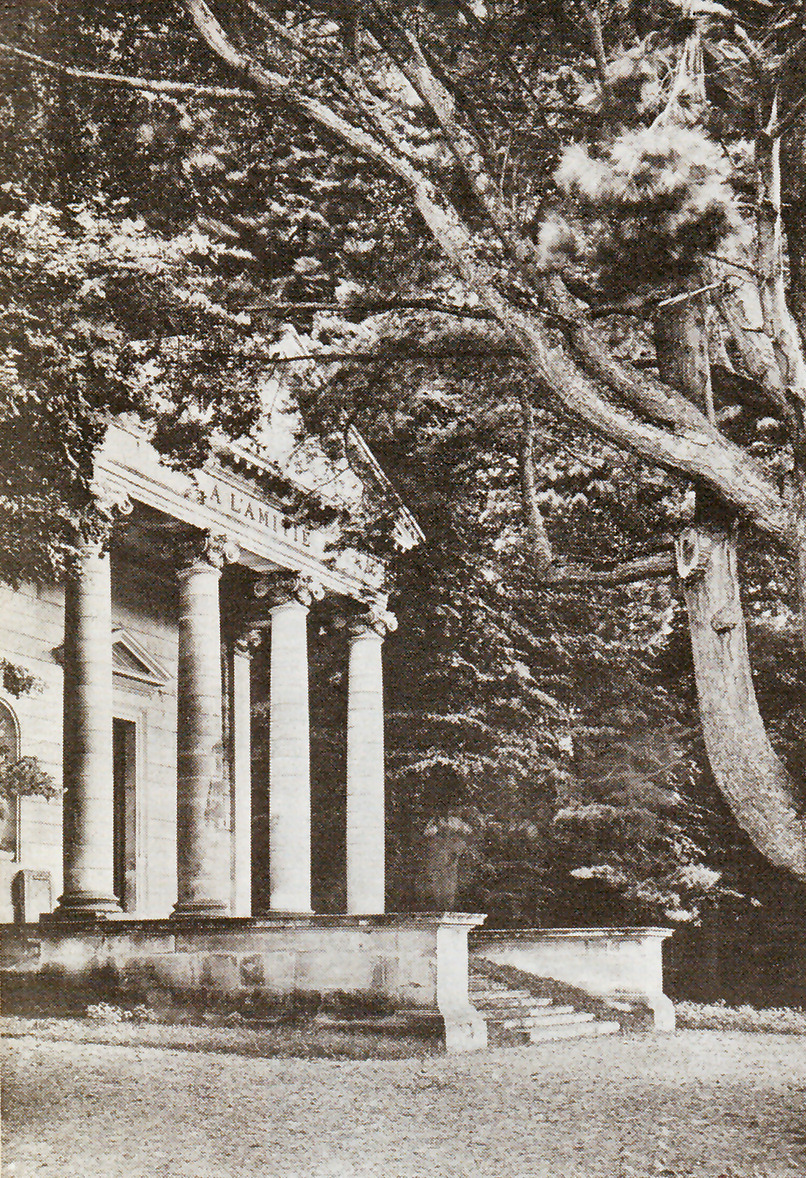
Une folie de Mme de Monaco.
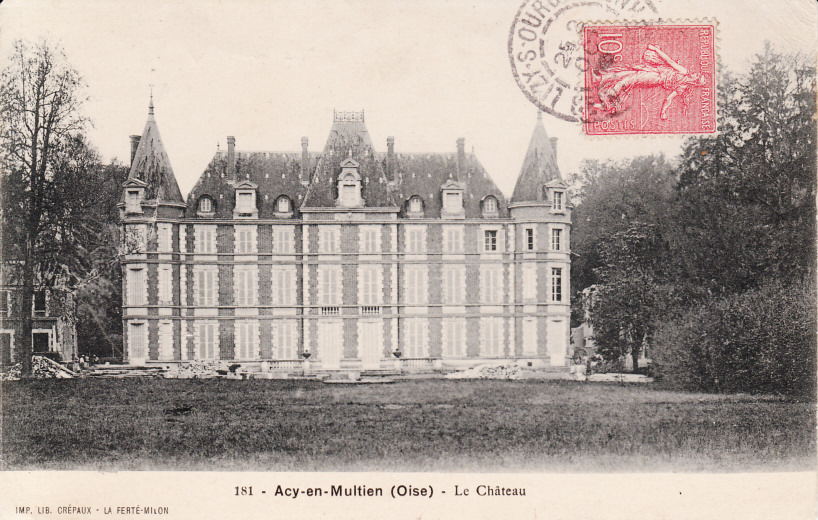
Le château d'Acy.
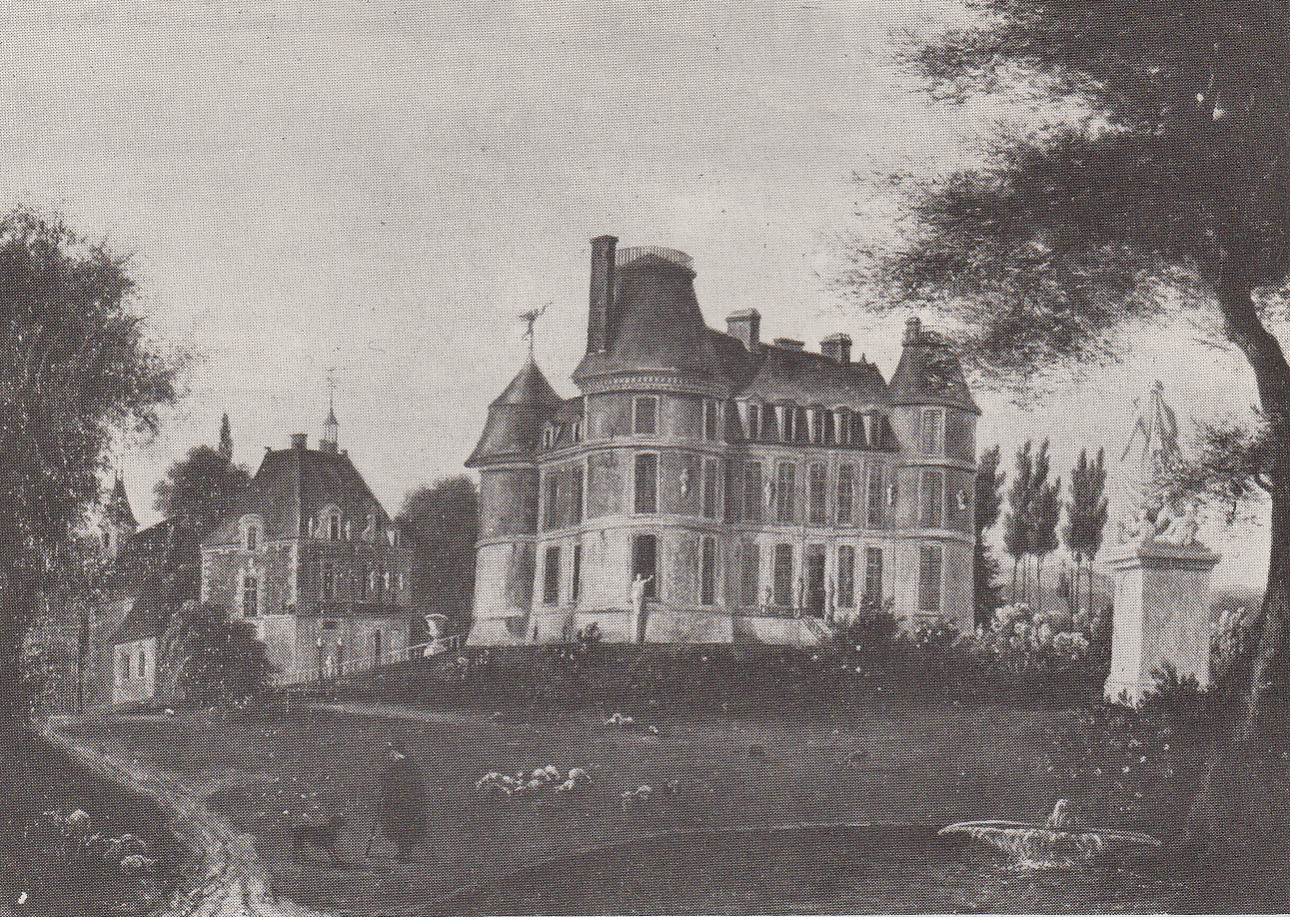
Le château du Plessis-Belleville.
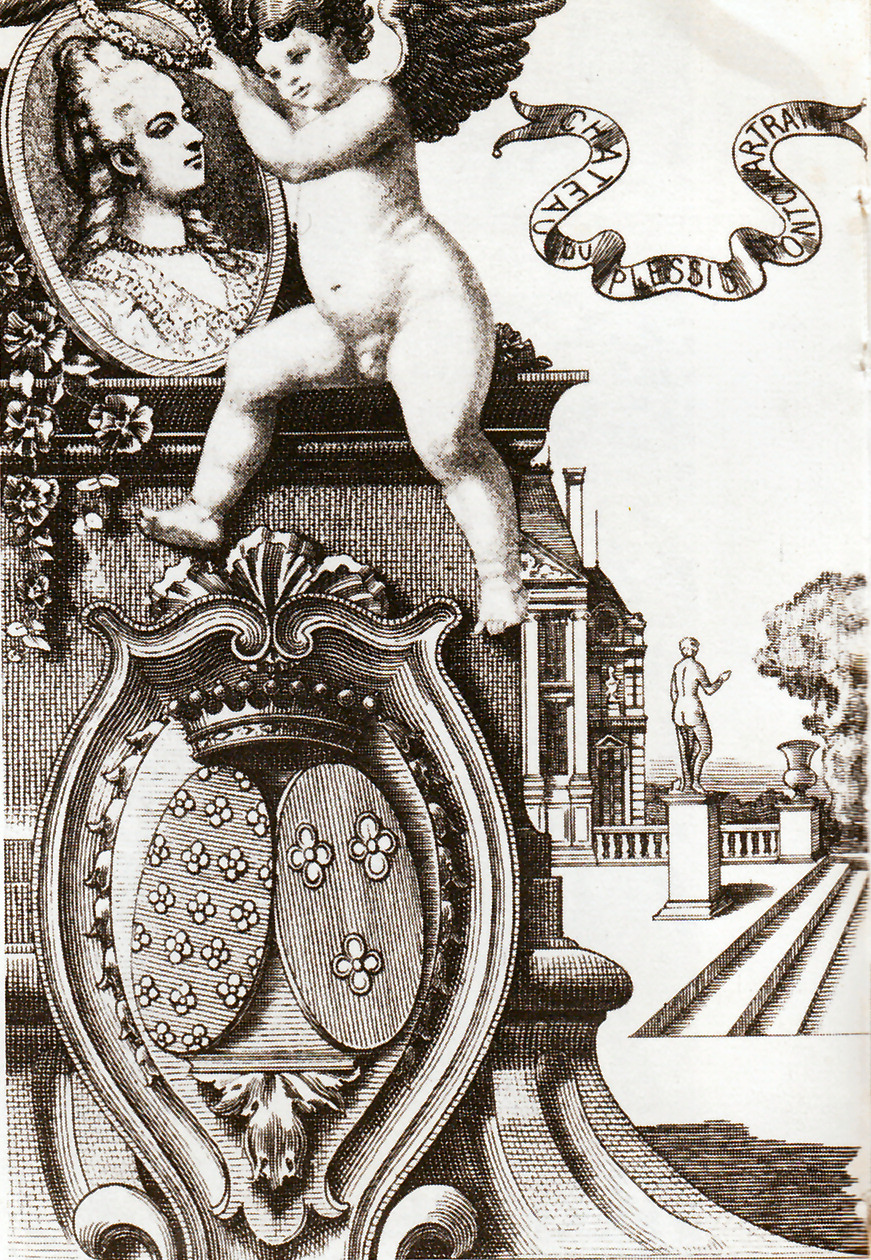
Le Plessis-Ponchartrain au Plessis-Belleville.

Plus près de Meaux, aux limites ouest du Multien, on trouve :
- Le Plessis-Belleville : datant du milieu du XVIIe siècle, c’est l’un des plus beaux du pays. Terminé d’après des dessins de François Mansart, en partie peint par Charles Le Brun, il est d’un luxe inouï. Il est accompagné d’un parc de 70 ha avec « arbres prodigieux, petit lac, bassins d’eau vive… ». Il appartiendra à Angélique de L'Aubespine dite Mme de Pontchartrain, puis au prince de Conti.
- Dans la même seigneurie, Oissery et Forfry, anciennes demeures qui appartiendront aussi à la comtesse de Pontchartrain.
- Et, disséminées dans tout le pays, de petites résidences seigneuriales : les « châteaux » de villages, comme ceux de Barcy, Chambry, Puisieux, Rosoy[43]….

### Époque contemporaine

#### Sous la Révolution

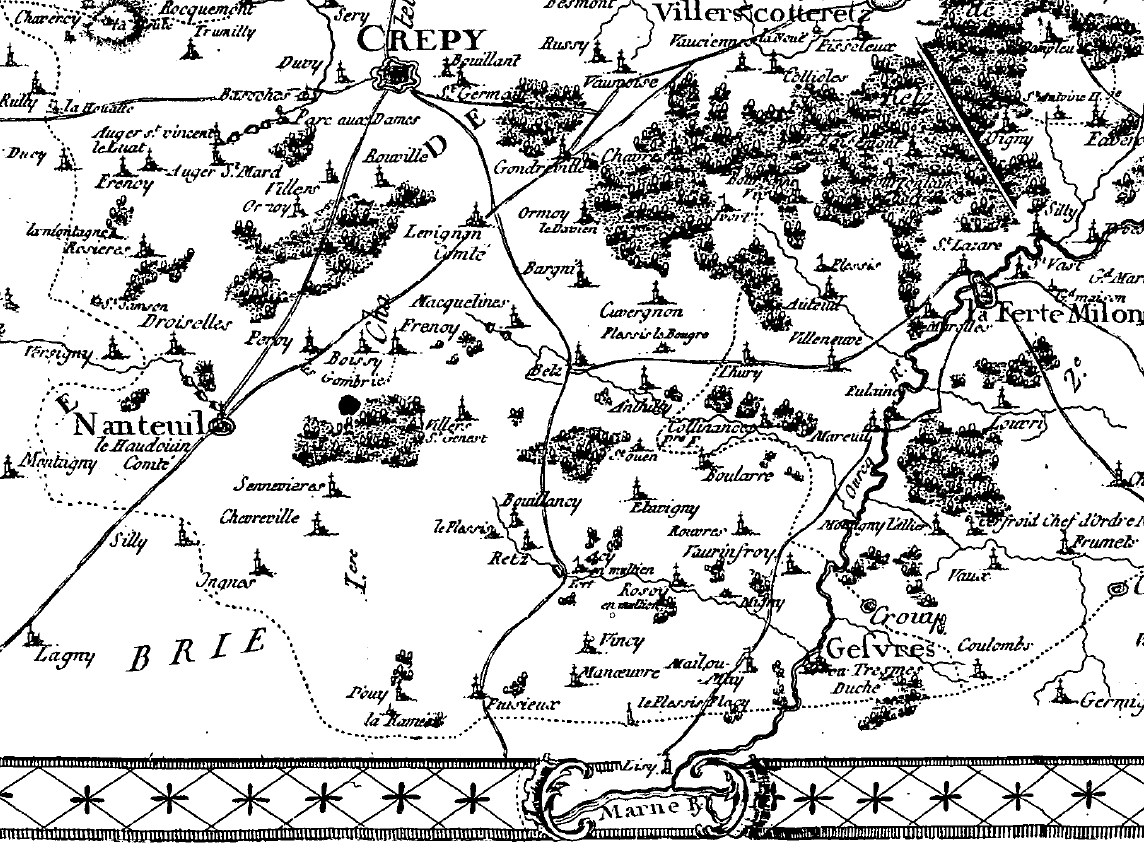
Limite sud du Valois, dans le Multien, avant la Révolution.

La Révolution va voir la disparition officielle des provinces et des pays qui les composent. Sur le plan des évènements, le climat révolutionnaire de l'époque imprègne le monde rural du Multien, mais ses effets resteront modérés.
En février 1789, les cahiers de doléances du Tiers état, rédigés en période de calamités climatiques et de disette, restent centrés sur les besoins immédiats des paysans :
- Suppression des capitaineries de chasse et de leurs excès (le gibier consomme plus de grain que la population),
- Annulation des corvées, des droits féaudaux, des banalités,
- Répartition plus équitable des charges (le clergé et la noblesse ne payent pas d'impôts).

Tels sont les vœux réformistes - et non révolutionnaires - des habitants de Silly-en-Multien, Douy-la-Ramée, etc. ; dans ces cahiers, « on ne trouve rien sur l'entretien des routes, l'assistance, ni l'enseignement qui sera l'œuvre du XIXe siècle. »
Les évènements vont se précipiter, les États généraux sont réunis le 5 mai, la Bastille est prise le 14 juillet. Le 15 janvier 1790, la France est divisée en départements, districts de 36 lieues carrées et cantons de 4 lieues carrées, sur le modèle des cartes de Cassini éditées depuis peu. Ce découpage territorial, à quelques ajustements près, est celui que nous connaissons aujourd'hui. Le Multien est définitivement scindé en deux. Sa partie septentrionale se retrouve dans le département de l'Oise qui s'arrête grossièrement à la vallée de la Gergogne, et sa partie méridionale constitue le nord du département de Seine-et-Marne qui aura Meaux comme sous-préfecture.

##### Faits religieux
Le 27 novembre 1790, les ecclésiastiques doivent prêter serment sur la constitution civile du clergé.
L'évêque de Meaux, le cardinal de Polignac est réfractaire et s'exile en Suisse ; son remplaçant, un curé de campagne, Pierre Thuin, curé de Dontilly fait son entrée à Meaux le 3 mars 1792, habillé de vêtements violets achetés à crédit ; à la cathédrale, pendant la cérémonie de son installation l'orgue jouera le « Ça ira » pendant l'élévation.

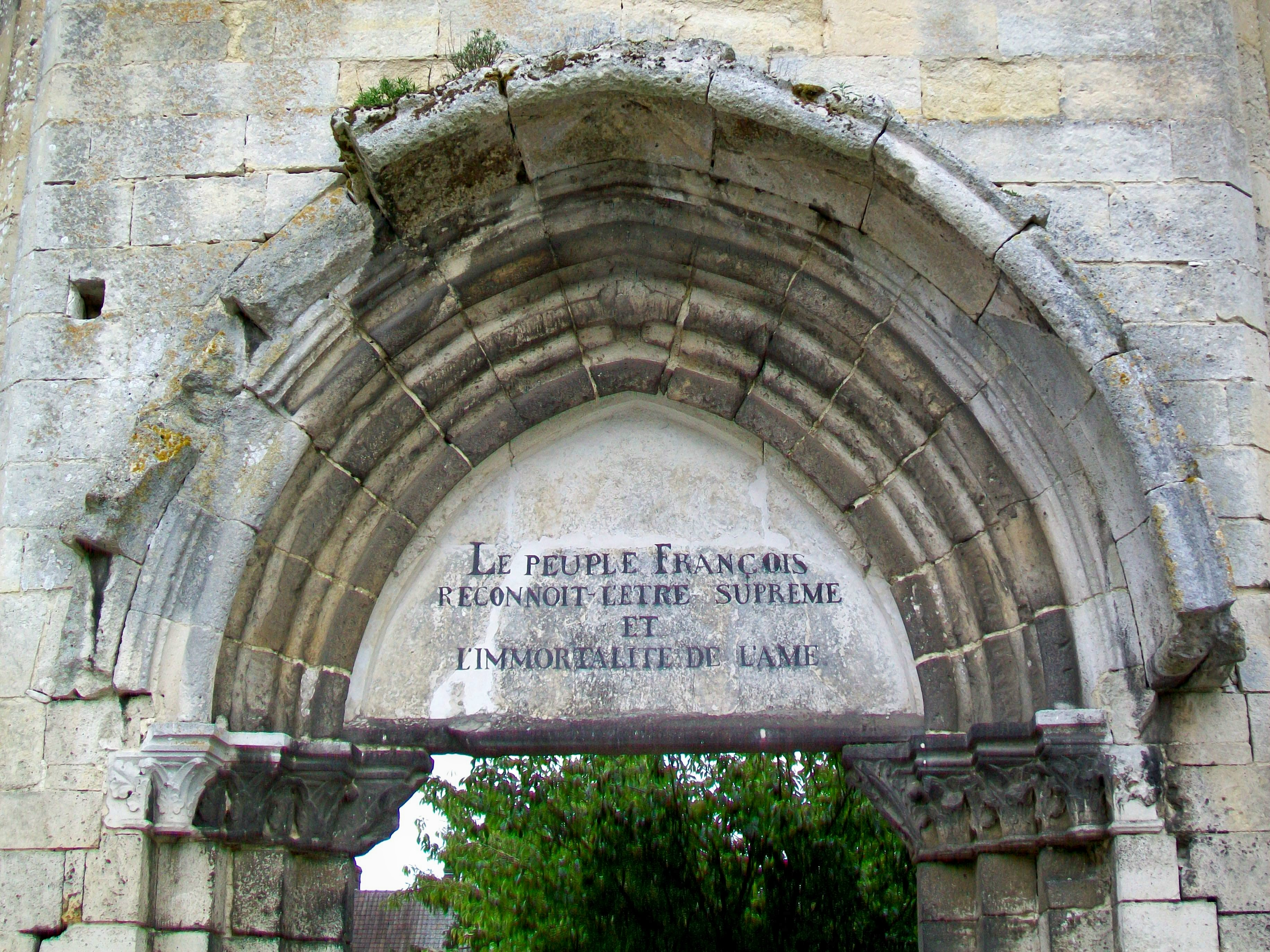
Culte de l'Être suprême, Crépy-en-Valois

Les prêtres du nouveau diocèse de Meaux prêteront serment à 66 % (contre 34 % de réfractaires en moyenne). Ils seront associés à l'administration civile et élus dans les premières municipalités. Le curé de Silly, lui, est nommé secrétaire greffier, monte en chaire à la fête civique du 14 juillet 1790, y fait un discours de circonstance et prête serment. La fête se terminera par un repas fraternel de 54 couverts où l'on but 13 bouteilles et demie de vin de Bourgogne. À Marcilly, le curé est adjoint au maire ; il renonce à la prêtrise et se marie comme le curé de Barcy. Celui de Douy-la-Ramée est officier public puis secrétaire greffier du conseil général. La situation se détériore en 1793 : Le culte catholique est aboli et remplacé par le culte de la Raison. Thuin, le nouvel évêque se retire à Isle-les-Villenoy. Dès la fuite à Varennes le 21 juin 1791 - à son retour à Paris, le roi couchera au palais épiscopal de Meaux - les prêtres réfractaires sont réprimés : sept d'entre eux sont tués en septembre 1792 dans la prison de Meaux. Nobles et prêtres sont poursuivis en 1793 pendant la Terreur et, à la fin de cette année, rares sont les paroisses où la messe est encore célébrée.
Dès le 2 novembre 1789, les biens du clergé sont « mis à la disposition » de la Nation pour l'extinction de la dette publique. Les édifices religieux sont dépouillés, telle l'église d'Étrépilly où « fleurs de lys, croix et bannières sont réquisitionnées... chandeliers, lampes de cuivre, portes de fer, grilles du chœur ainsi que deux cloches. » Il en est de même à Marcilly, Silly et ailleurs où les croix des cimetières sont portées au district pour la fabrication d'armes.
Le 19 février 1790, les ordres monastiques sont supprimés par décret. Les religieuses de Fontaines-les-Nonnes sont expulsées en 1792, tout le linge est porté vers Meaux et les locaux sont occupés par deux bataillons de soldats.
Mais, après la chute de Robespierre en juillet 1794, les choses vont peu à peu évoluer sous le désir croissant et les revendications de la population pour revenir au culte traditionnel. Des curés reviennent tel le curé du Plessis-Placy. En février 1795, à Silly, Chennevières, la messe est célébrée et chantée. Mais la situation restera précaire jusqu'au coup d'État du 18 Brumaire (9 novembre 1799) : sonner les cloches est passible d'une année de prison, Vareddes ne retrouve son pasteur qu'en juillet 1796, des curés sont encore incarcérés et déportés en 1797.

##### Émigrés, biens nationaux
Les nobles, effrayés par les évènements, fuient pour certains à l'étranger :
Le prince de Conti venant de Paris et se dirigeant vers Bruxelles passe vers ses propriétés, au Plessis-Belleville. « Il était déguisé et avait la cocarde du Tiers État sur un mauvais chapeau... » Il reviendra à Paris, sera arrêté plus tard par décision de la Convention nationale et finalement sera déporté en Espagne.
La princesse de Monaco suit le prince de Condé. Ils se retrouvent, après bien des détours, en Angleterre où la princesse mourra en 1813. Le château de Betz et ses biens seront mis sous scellés et vendus aux enchères, en 1794, pour 251 364 livres.
Louis-Joachim Paris Potier, duc de Gesvres n'émigre pas et essaie d'obtenir par tous les moyens les faveurs des révolutionnaires. Mais rien n'y fait : il est guillotiné sur la place de Vincennes le 7 juillet 1794. Le château sera démoli, les objets d'art iront enrichir les collections du musée de Meaux.
D'autres aristocrates passent la Révolution sans trop d'encombres : le comte d'Harville, seigneur de Doué, sert la République. Il est néanmoins arrêté et finalement libéré. Son épouse se retirera plus tard à Lizy où elle habitera « une jolie maison de style colonial qui existe encore comme un des rares témoignages architecturaux de la révolution dans notre pays.» ; il en sera de même pour le comte Hilaire Rouillé de Boissy, seigneur de Douy-la-Ramée, participant à l'effort révolutionnaire, arrêté puis finalement libéré.
Les biens du clergé et des émigrés, confisqués sont inventoriés et vendus. Il existe des renseignements détaillés pratiquement pour chaque commune :
Dans le sud du Multien, où se trouvent les propriétés de l'évêché, c'est plus de 50 % des biens fonciers qui sont dispersés ; dans le nord du pays, les proportions sont moindres, mais restent importantes, de l'ordre de 30 à 40 %. Tous ces biens, vu leurs quantités, sont vendus à moins de 50 % de leur valeur : évaluées à 1600 livres l'arpent avant les évènements, les meilleures terres du Multien seront vendues de 600 à 800 livres maximum. Les acheteurs n'appartiennent que très rarement à la petite paysannerie. Il s'agit plutôt de marchands, bourgeois parisiens et gros laboureurs locaux.
Les biens mobiliers et objets d'art - quand ils ne seront pas rendus en partie à la noblesse - enrichiront les collections publiques, notamment les musées de Meaux.

##### La patrie en danger

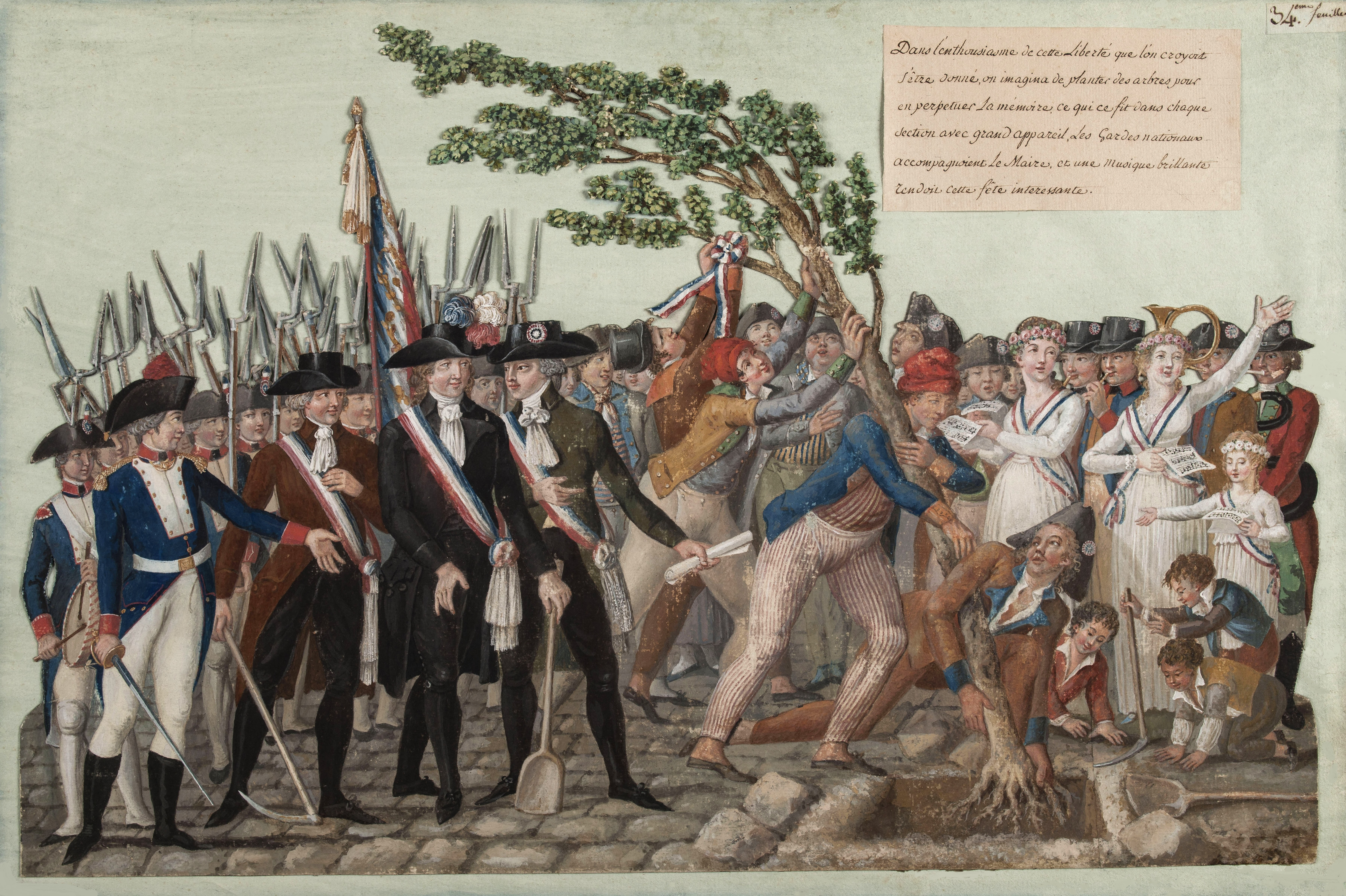
Plantation d'un arbre de la liberté.

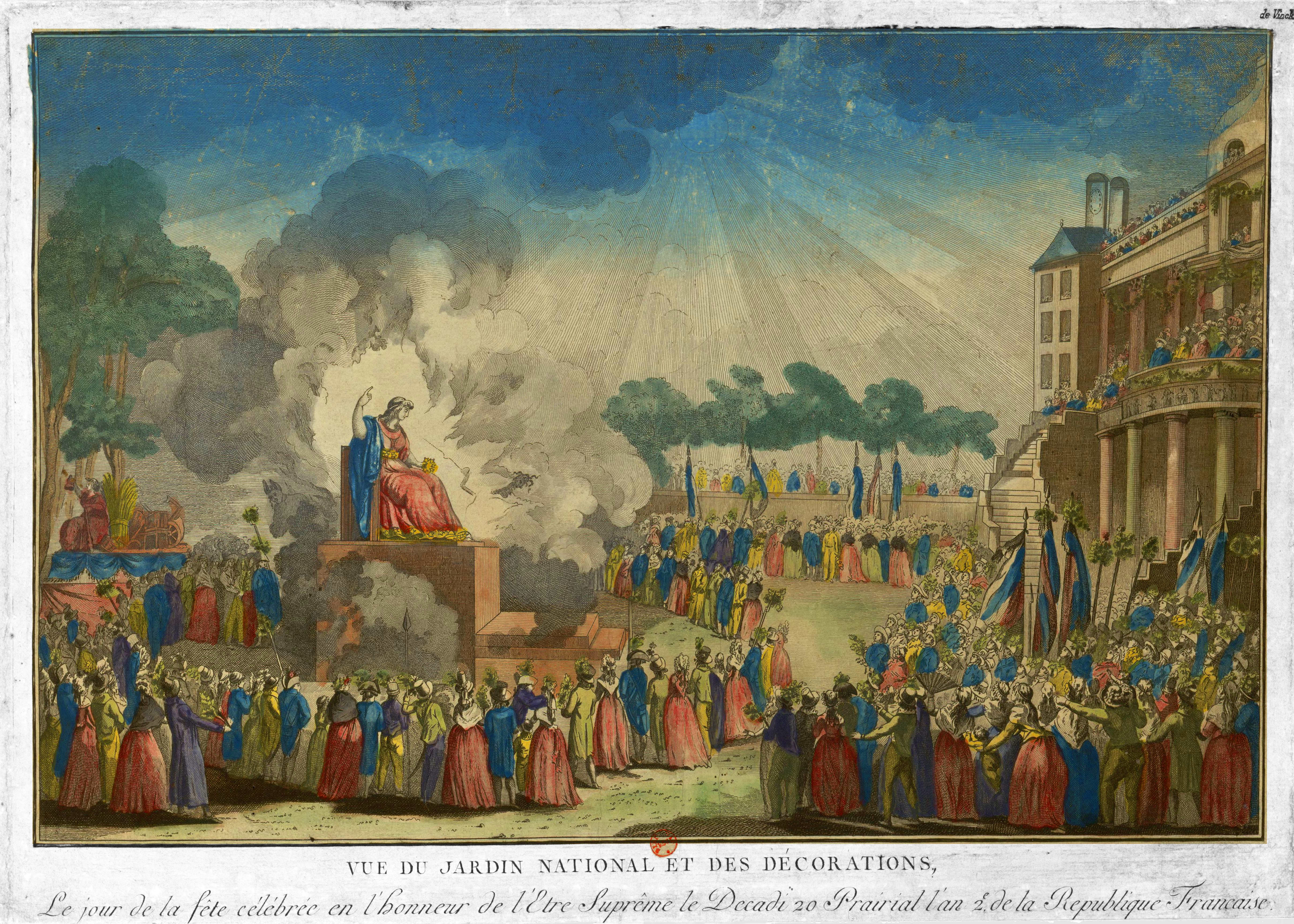
Fête de l'Être suprême à Paris.

En 1792, la France entre en guerre contre l'Autriche et la Prusse solidaires de la famille royale. Devant les défaites successives, le 11 juillet, l'assemblée législative proclame « la patrie en danger ». Chaque commune se met sur son pied de guerre, chaque village a sa garde nationale. Des volontaires s'enrôlent un peu partout comme à Silly où huit hommes partent vers Crépy, pour défendre la Patrie, avec « un fusil garni de sa baïonnette, chacun trente livres et habillé en garde national sans compter la quête qu'ils ont faite dans Silly. » Mais les effectifs restent insuffisants, le recrutement va remplace le volontariat. Le 10 avril 1793, levée de 300 000 hommes : toujours à Silly, on tire au sort huit « soldats volontaires » sur trente-trois citoyens âgés de 18 à 40 ans. Certains volontaires désignés achètent un homme pour partir à leur place et c'est une désolation générale au départ de ces pauvres jeunes gens vêtus d'un habit bleu, d'une veste et d'une culotte blanches. À Douy, ils seront 7 ; à Étrépilly, 12 ; à Crouy, 65 sont partis en 1793 et 25 sont déjà morts... Ces jeunes sous les drapeaux représentent alors environ 5 % de la population des communes.
L'armée en campagne est épaulée par toute la population des villes et des campagnes qui vit dans la mobilisation générale. Tout ce qui peut servir à la victoire est rassemblé : les églises, les cimetières, comme vu précédemment, sont dépouillés des pièces métalliques (grilles, croix, cloches) ; les taillandiers sont réquisitionnés pour fabriquer des piques et autres instruments militaires ; chevaux et voitures (à Silly, Étrépilly...) vont transporter soldats et vivres vers les théâtres d'opérations ; dans chaque commune est nommé un commissaire au salpêtre pour faire de la poudre ; des églises, des châteaux, tel celui de Thury servent de dépôts ; des cordonniers (comme à Étrépilly) fabriquent des chaussures sur un modèle standard qui tarde à être défini et qui sera finalement à bouts carrés.
Cette fièvre de l'instant trouve son dérivatif dans des fêtes patriotiques innombrables. Des arbres de la liberté et de l'unité sont plantés, des autels de la patrie sont montés, la Liberté personnalisée et rayonnante, sur un char, précède des cortèges accompagnés d'une musique guerrière. Des banquets fraternels avec bal succèdent aux cérémonies du jour. Tel est par exemple la description sur plus de six pages de la Fête de l'Être suprême à Lizy, le 11 prairial an II (30 mai 1794). La fièvre patriotique perdra de son intensité sous le Directoire, pour disparaitre complètement sous l'Empire autoritaire qui lui succédera.

#### XIXesiècle
À partir de cette époque, l'histoire locale est liée aux départements de l'Oise et de Seine-et-Marne et à leurs communes respectives. Seuls trois évènements spécifiques du XIXe siècle réunissent encore les deux pôles géographiques du Multien. Ce sont : le creusement du canal de l'Ourcq dans les années 1800-1825, un épisode de la bataille de France en 1814, et les incidences de la guerre de 1870.

##### Le canal de l'Ourcq
Le creusement du canal de l'Ourcq, de Mareuil à Meaux dans le Multien commencera en 1802, d'après des plans du XVIIe siècle.
« En 1803 le général d'Harville reçoit à Lizy le Premier Consul et Joséphine, Napoléon
venant se rendre compte de l'état d'avancement des travaux (on compte dès cette époque près de 3 000 ouvriers terrassiers dont beaucoup sont des prisonniers autrichiens) » ; le 17 ventôse An XIII (le 8 avril 1805) il est décrété que le canal, en plus d'amener l'eau à Paris, sera navigable de Mareuil à la Villette. Il assurera le transport des bois, des grains et des passagers dans des anciens bateaux à fond plat de 9 m de long, 2 m de large et 70 cm de tirant d'eau. Dès l'ouverture du canal, en 1826, de nouvelles embarcations, appelées « flûtes », vu leurs proportions, aménagées avec deux abris pour passagers, descendent le canal, tirées par trois chevaux. Le trajet de Meaux à la Villette s'effectue alors en trois heures. Les travaux coûteront près de 60 millions de francs.

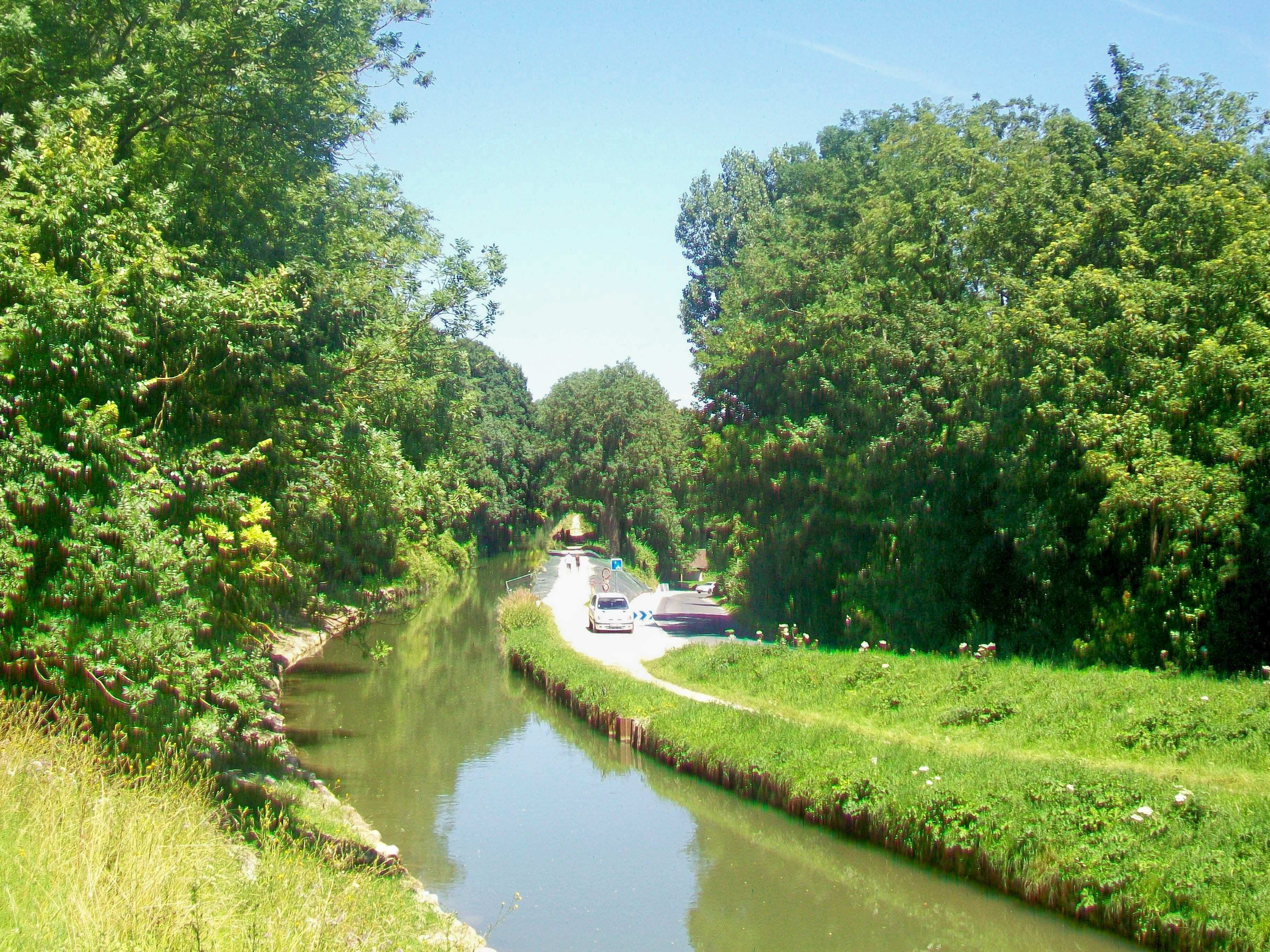
Le canal à Crégy.
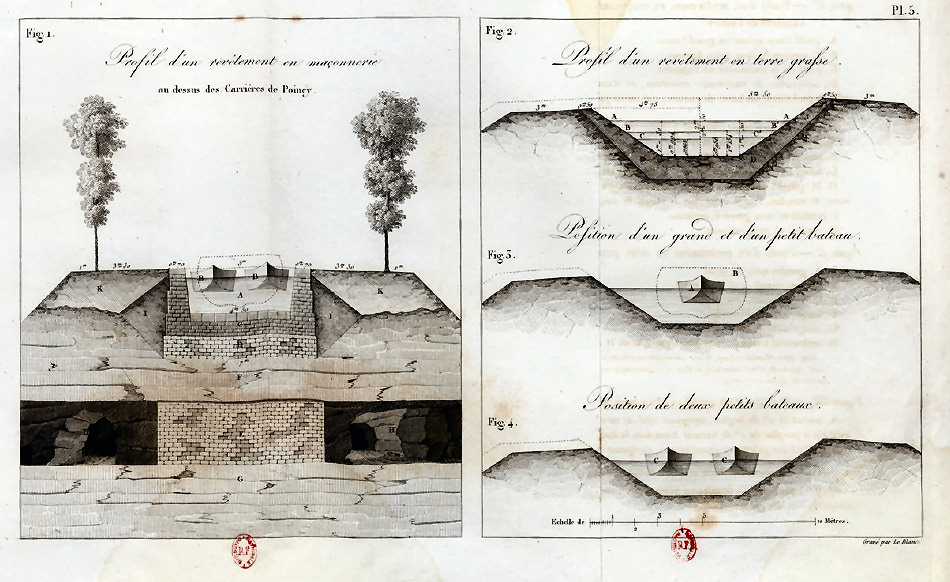
Sections du canal.
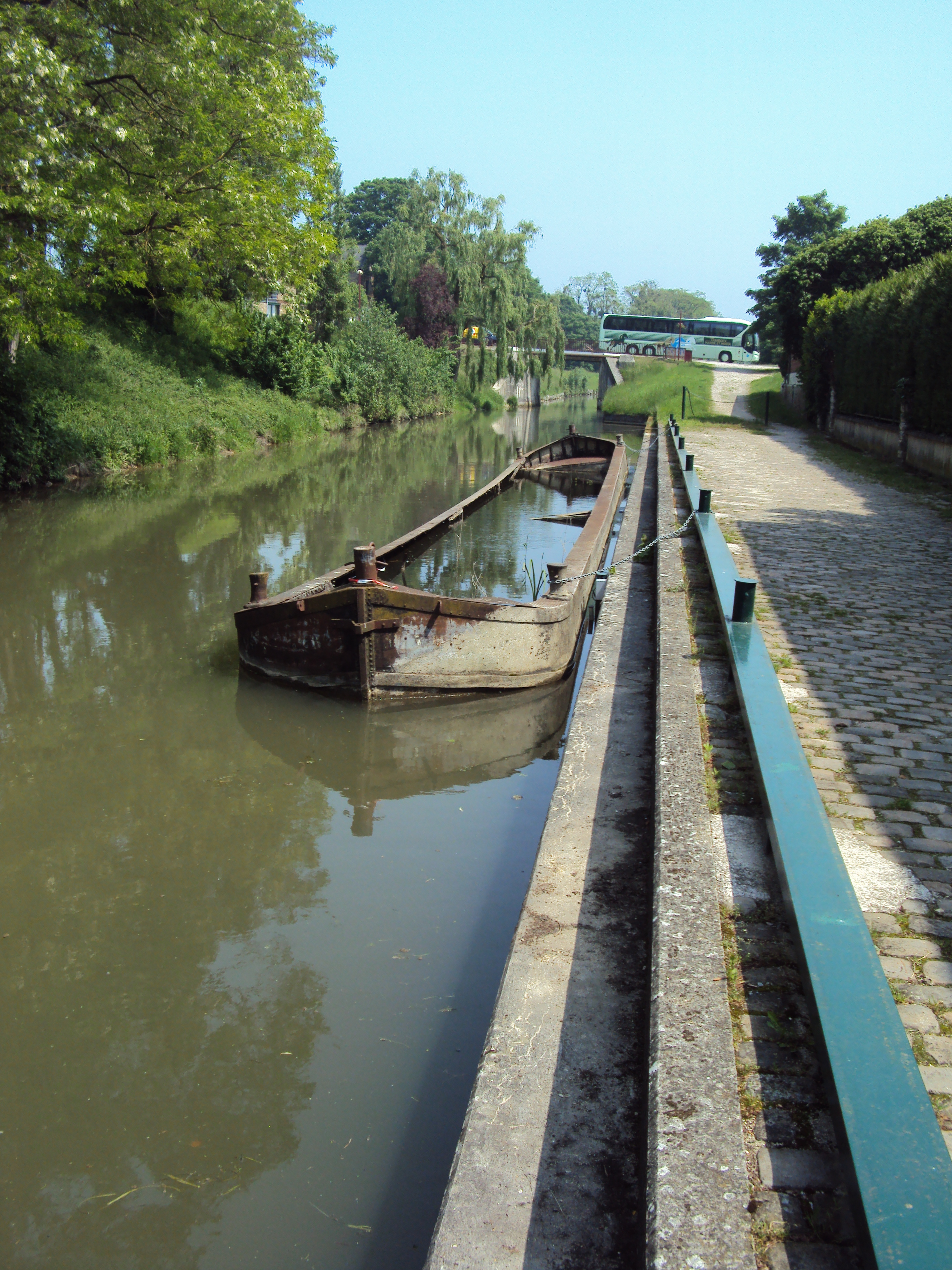
Épave de flûte, à Lizy.

##### Campagne de France, 1814

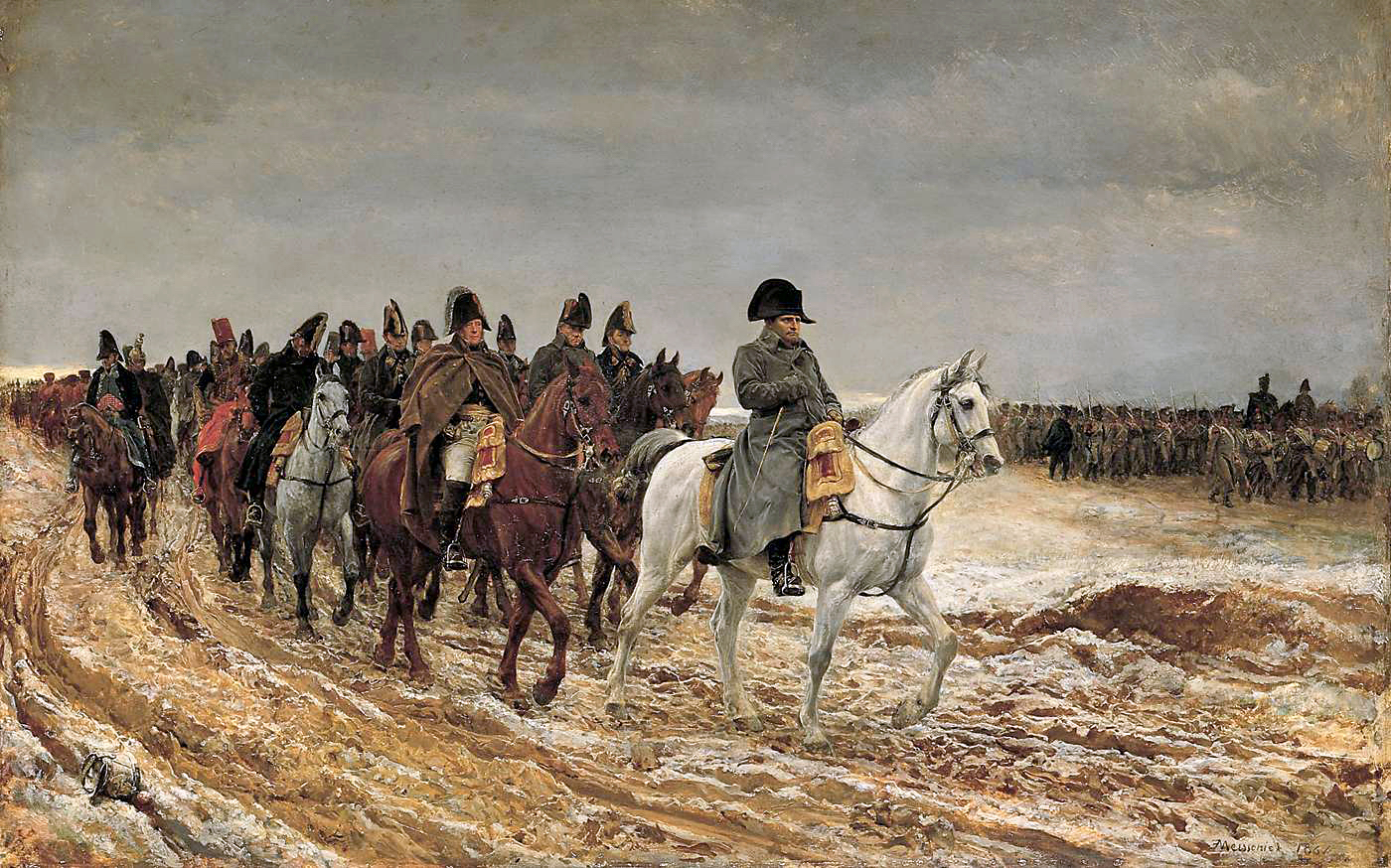
Campagne de France.

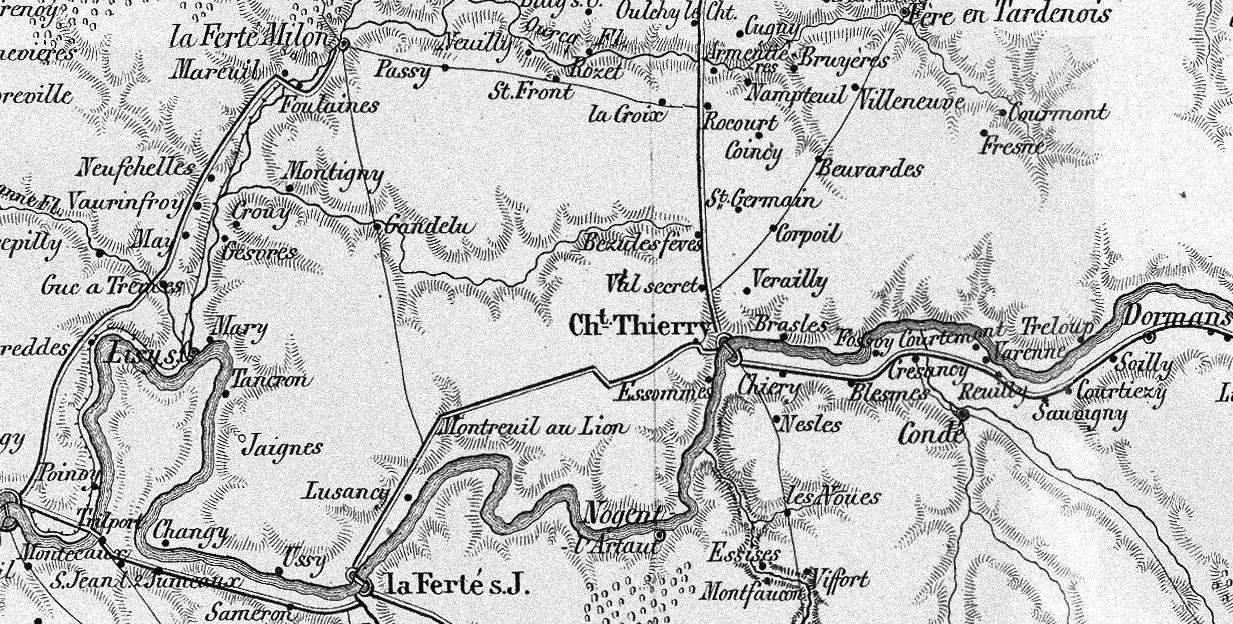
Lieux des combats.

Sous l'Empire, le pays souffre de la conscription de plus en plus intolérable dans cette période de guerres incessantes.
En 1814, les alliés de la Sixième Coalition envahissent le territoire. Ce sera la Campagne de France. Parmi les armées coalisées, Blücher et 50 000 hommes marchent sur Paris en suivant la vallée de la Marne. Le 28 février, ils contournent Meaux par le nord, franchissent l'Ourcq à Lizy et la Thérouanne pour se diriger vers le Gué-à-Tresmes. Mortier attaque alors les Prussiens avec 4 000 hommes vers Étrépilly ; Marmont arrive à May. L'ennemi cède, perd Lizy et retraite vers Neufchelles. Blücher, pressé d'en finir, regroupe ses forces vers Neufchelles, Crouy et Gesvres-le-Duc. Près de 100 000 hommes (Prussiens et Russes) attaquent, le 2 mars, du côté de Gesvres mais ils sont arrêtés par Marmont et repassent l'Ourcq en laissant derrière eux près de 800 morts, blessés ou prisonniers. Ils récidiveront vers May, sans succès. Blücher renonce alors, mais il abandonne le pays à ses troupes qui pillent Crouy deux jours durant.
Cependant, la disproportion des troupes en présence amènera rapidement à la capitulation. Paris est pris, le pays est occupé : à Varreddes, le chroniqueur raconte « nous avons été obligés de nous cacher dans les carrières ; ils nous ont pillé tout le linge, habits, pain, vin, chevaux, vaches, ânes, avoine, foin, tout ce qu'ils trouvaient, violaient les femmes et battaient les hommes... et sont restés jusqu'au mois de mars 1815 ». Les communes les plus touchées, pour le Multien, sont dans l'ordre décroissant : May, Varreddes, Chambry, Crégy, Trocy, le Plessis-Placy. Le 18 juin 1815, ce sera Waterloo.

##### La guerre de 1870

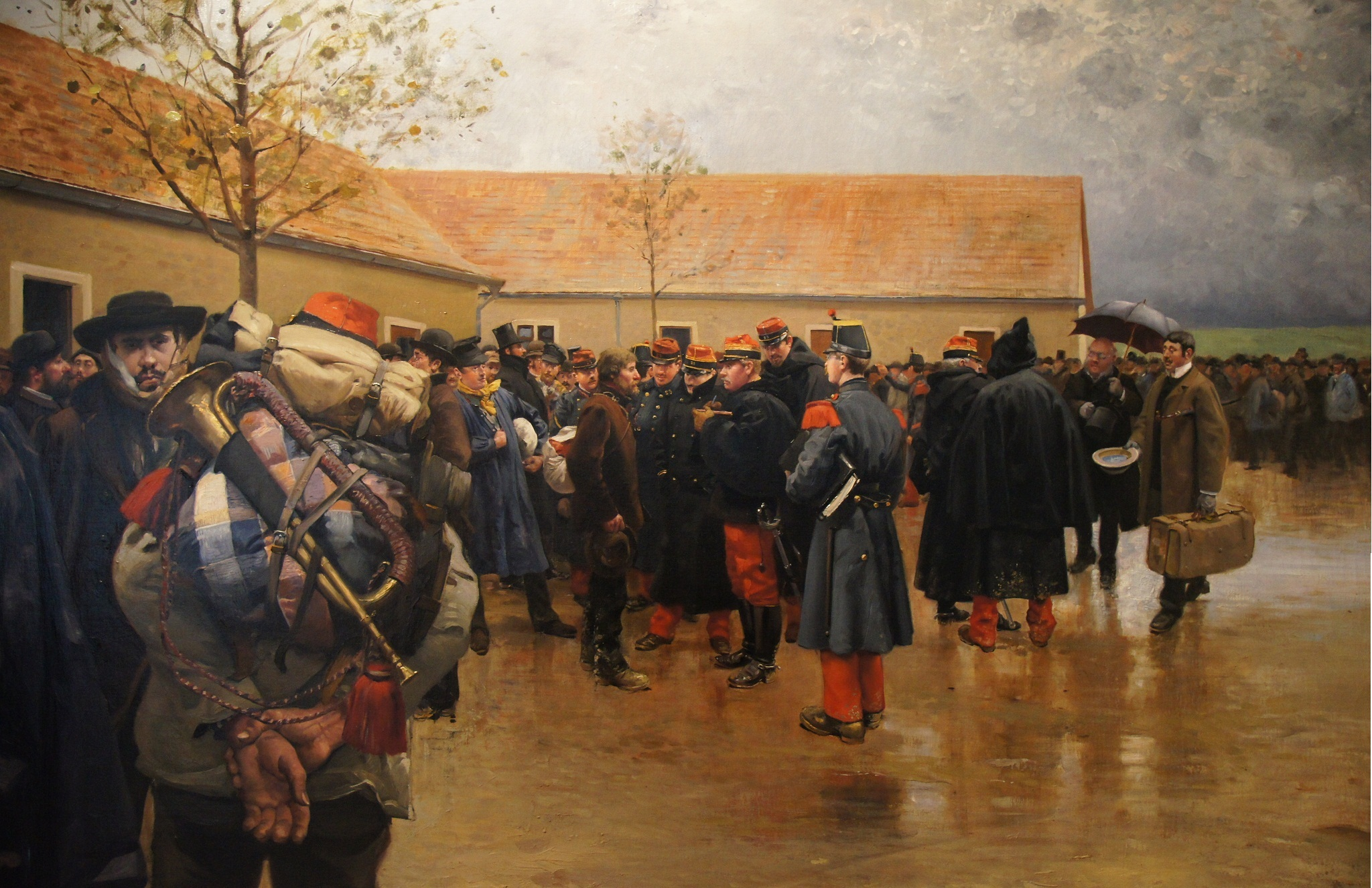
Réservistes de la guerre de 1870.

Dans ce conflit franco-allemand, la route La Ferté-sous-Jouarre - Meaux - Lagny sera une voie de l'invasion et de l'occupation prussienne. Le Multien, au nord de cette ligne, restera relativement épargné des affres de la guerre.
Le 13 septembre 1870, c'est le sauve-qui-peut à Meaux. Quatre-vingt cavaliers prennent le contrôle de la ville. Ils y resteront plus d'un an. Le roi de Prusse, Guillaume 1er, y séjournera quelques jours avant de partir avec Bismarck à Ferrières. Le 15 septembre, quelques éclaireurs uhlans sont vus à Dammartin-en-Goële, venant de Lagny-le-sec où l'armée est stationnée. Le 21 septembre, 10 000 soldats prussiens passent à Meaux en direction de Paris, ce sera un flux ininterrompu durant deux mois. 150 000 soldats gitent dans la région, rançonnant à Varreddes, Mary-sur-Marne, Crégy, etc. Le 25 septembre cinquante voiture venant de Betz et Acy arrivent à Meaux. Des convois de prisonniers traversent le pays. Le 20 novembre la gare de Meaux voit passer la première locomotive prussienne. Le 25 décembre, le thermomètre descend à -15°, comme en 1788-1789.
La population souffre énormément : le froid, la faim et les réquisitions, comme en 1814 (voitures attelées, hommes pour conduire des convois, garder des bestiaux, enfouir les morts, femmes pour blanchir le linge et faire la cuisine...) vont laisser un souvenir amer de cette période. À la fin de la guerre, le 29 janvier 1871, l'arrondissement de Meaux aura vu passer 300 000 hommes, 100 000 chevaux et 41 000 soldats cantonnés. Les dépenses s'élèveront à plus de 40 000 000 de francs,.

### 1914, combats en Multien

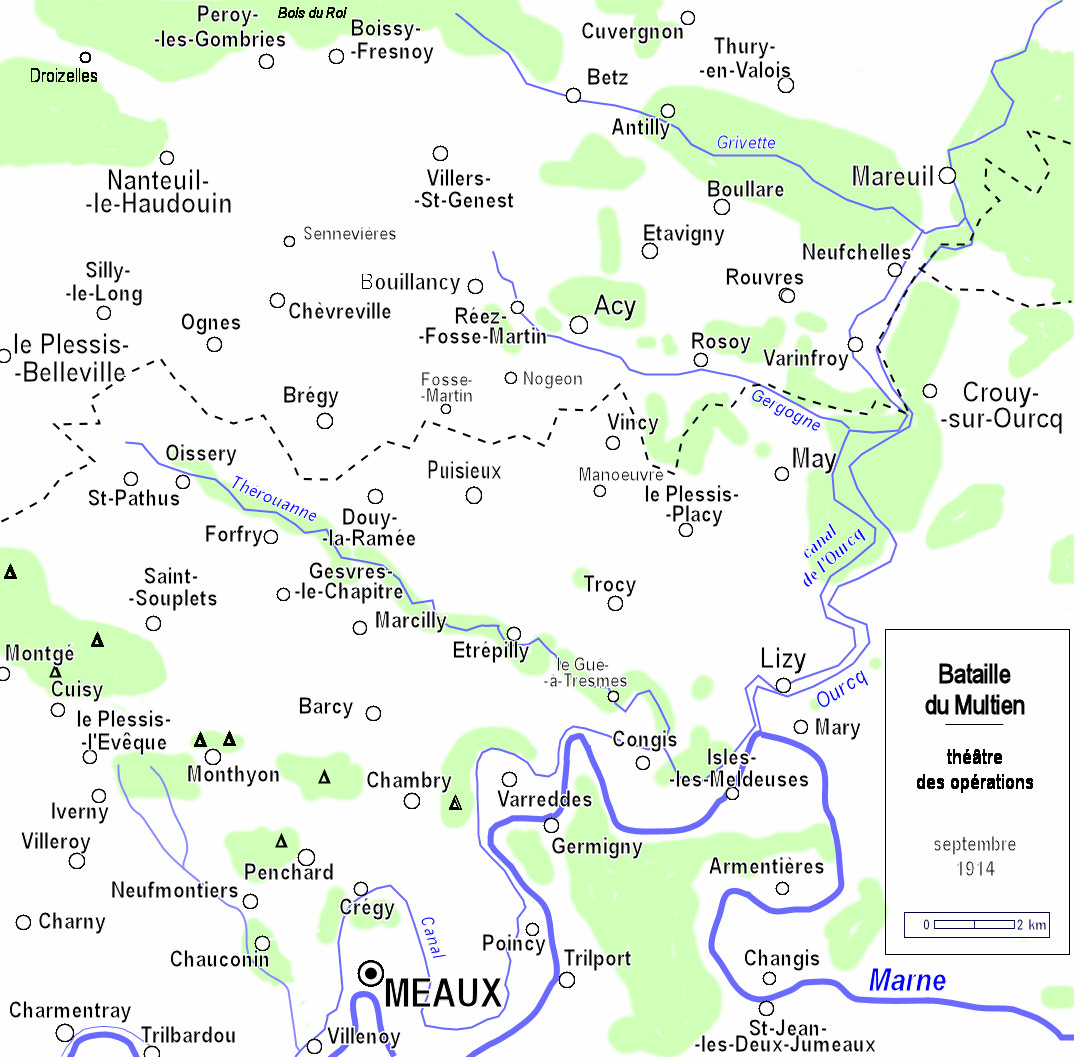
Théâtre des opérations.

En 1914, le Multien est le théâtre d'intenses combats. C'est certainement un des épisodes les plus critiques de la Bataille de l'Ourcq.
Pendant cinq jours, du 5 au 9 septembre, les troupes allemandes et françaises s'affrontent dans des luttes sans merci. Les combats, dont l'issue est incertaine, aboutissent au décrochage et à la retraite des Allemands vers l'Aisne et au-delà de Reims. C'est le mouvement des armées au jour le jour qui est présenté ici, ainsi que les lieux de mémoire.

#### Avant les combats
Le 1er septembre, l'aile droite allemande, la 1re armée, commandée par le général von Kluck, traverse l'Oise entre Noyon et Compiègne et se dirige vers Meaux, abandonnant l'objectif premier : Paris. À marche forcée, à raison de 30 à 40 km par jour, les troupes arrivent vers le Multien par Senlis, Crépy et vers l'Ourcq par Villers-Cotterêts et la Ferté-Milon qui sera momentanément le P.C. de von Kluck.
Les armées alliées (française et britannique), qui se trouvaient en face de von Kluck, retraitent vers le sud, déjà depuis le 26 août, sur ordre du général Joffre :
La 6e Armée française du général Maunoury se replie plus bas que Dammartin-en-Goële. Composée de 60 000 hommes, elle ferme la route de Paris.
La 2e Armée britannique, du Maréchal French, retraite vers Crécy et Coulommiers. Le 1er septembre, venant de Villers-Cotterêts par Acy, Rosoy et Vincy, elle stationne à Étrépilly. Le 2, elle est à Chambry, le 3 à Varreddes et Germigny ; elle traverse Meaux aux mêmes dates. Ses troupes franchissent la Marne à Trilbardou et Trilport à partir du 2 septembre.

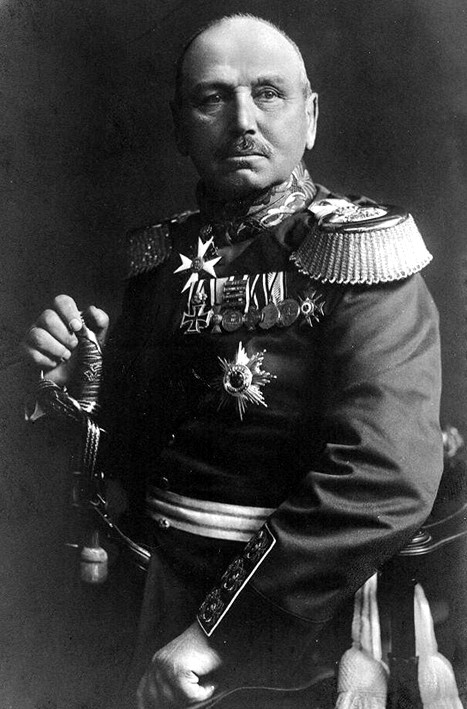
Le général von Kluck.
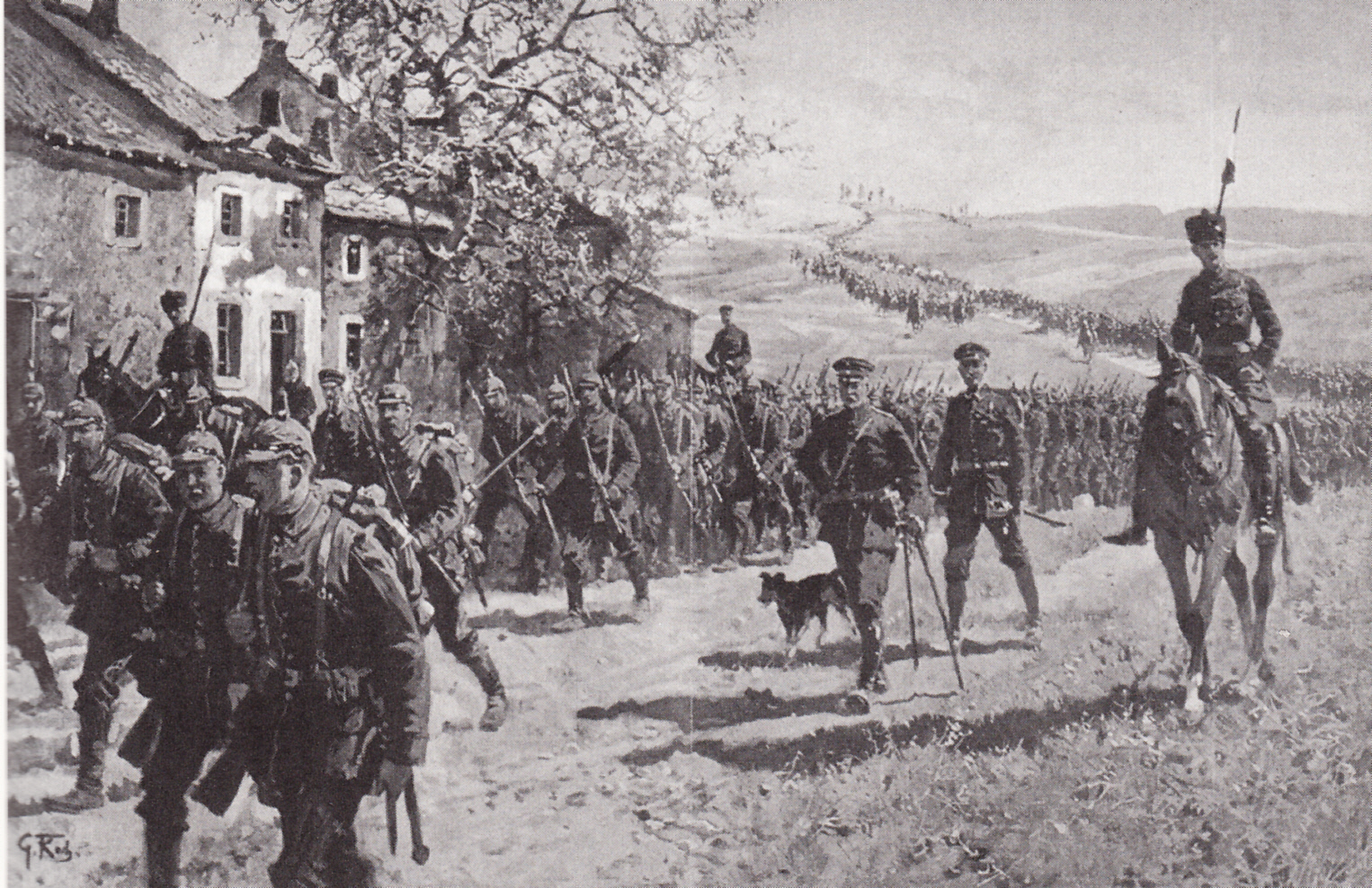
Troupes d'infanterie allemande.
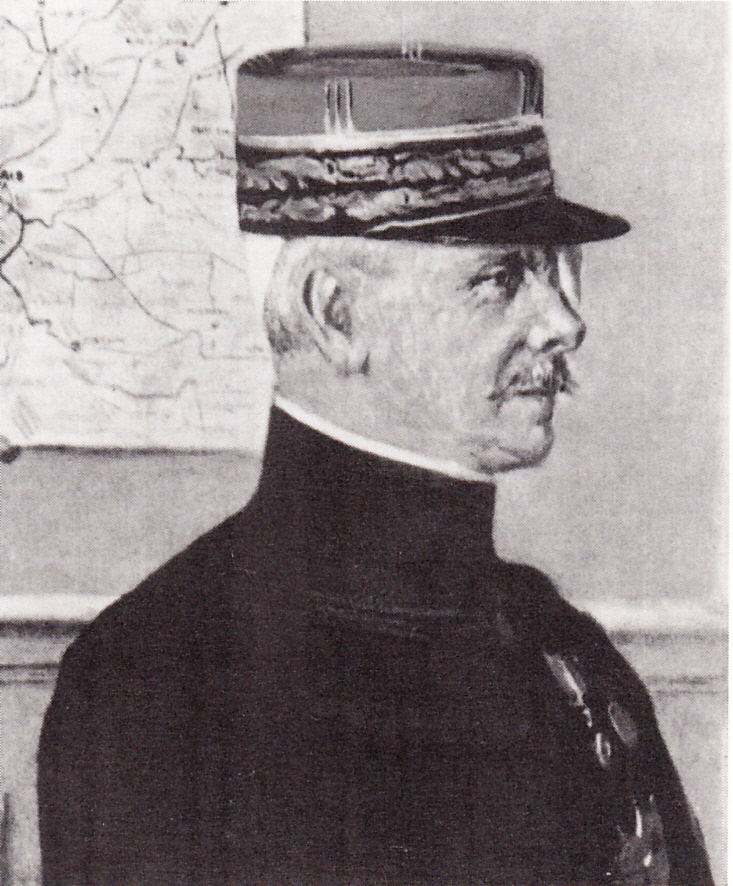
Maunoury, commandant de la VIe Armée.
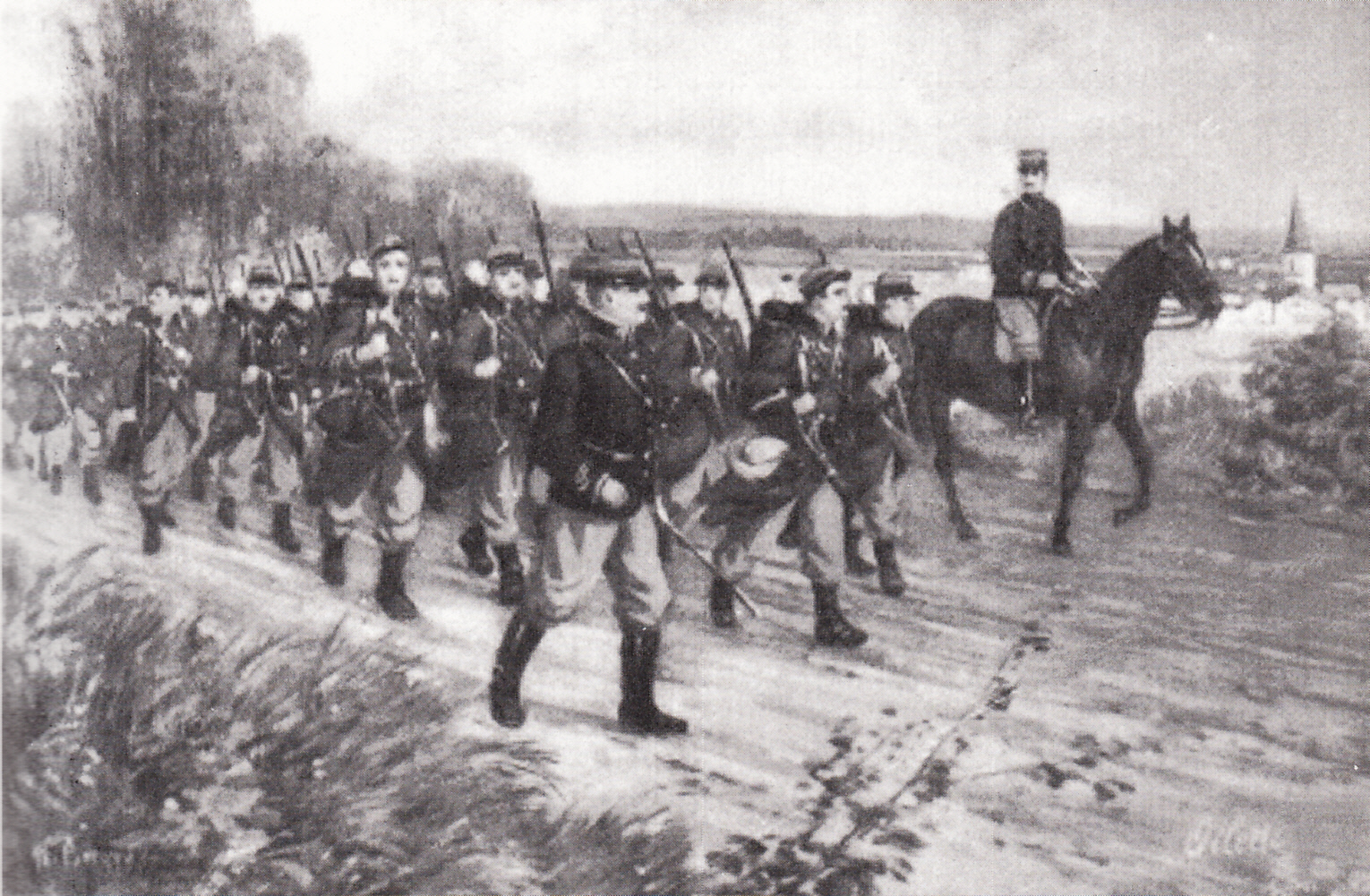
Troupes d'infanterie française.
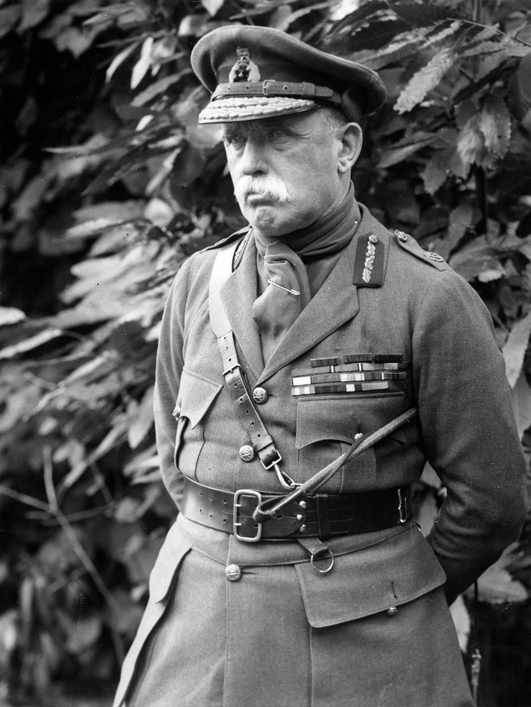
Le maréchal French.
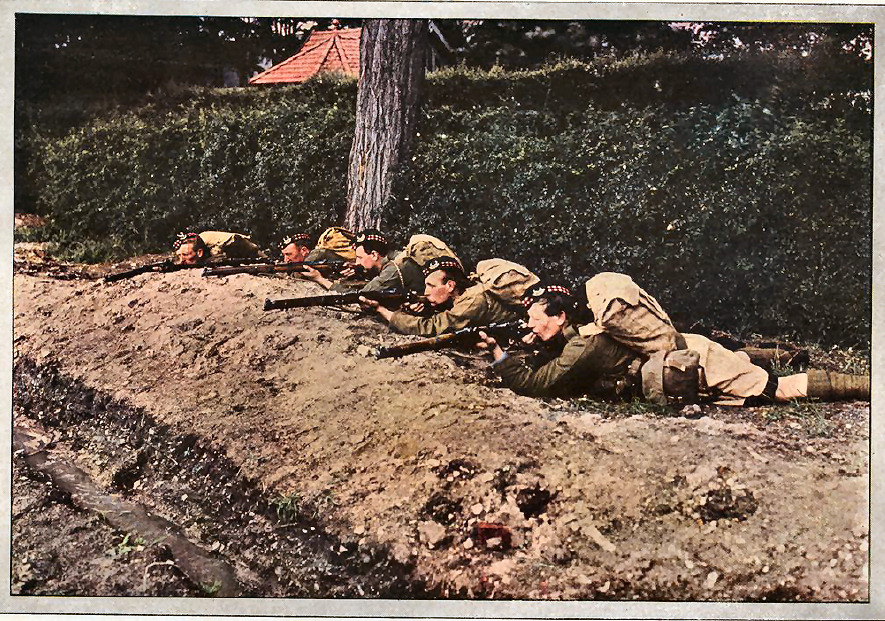
Troupes d'infanterie écossaise.

Les populations civiles fuient en avant ou en simultané avec les troupes britanniques. C'est l'exode vers le Loiret et l'Yonne. Les populations venant de Belgique, du Nord, des régions de Senlis, Compiègne, Soissons, traversent le Multien et s'y arrêtent. Paniqués par les récits des migrants, et sur les conseils d'officiers britanniques, les locaux abandonnent leurs villages à 90 %. Le 2, les Meldois envahissent la gare pour fuir vers Paris ; le lendemain, on fait sauter les ponts, passerelles, bateaux et lavoirs. Les Allemands arrivent.
Le 3 septembre, des observateurs français (le lieutenant Juin, et l'aviateur Prot) rendent compte : des colonnes de 6 à 8 km de long sont vues vers Nanteuil, Betz, Douy-la-Ramée. Elles font route vers le sud-est. Une colonne de 12 km traverse Étrépilly. Parallèlement, le premier Allemand, à bicyclette, est vu à Barcy dans l'après-midi. Le soir, arrivent des uhlans en grand nombre.

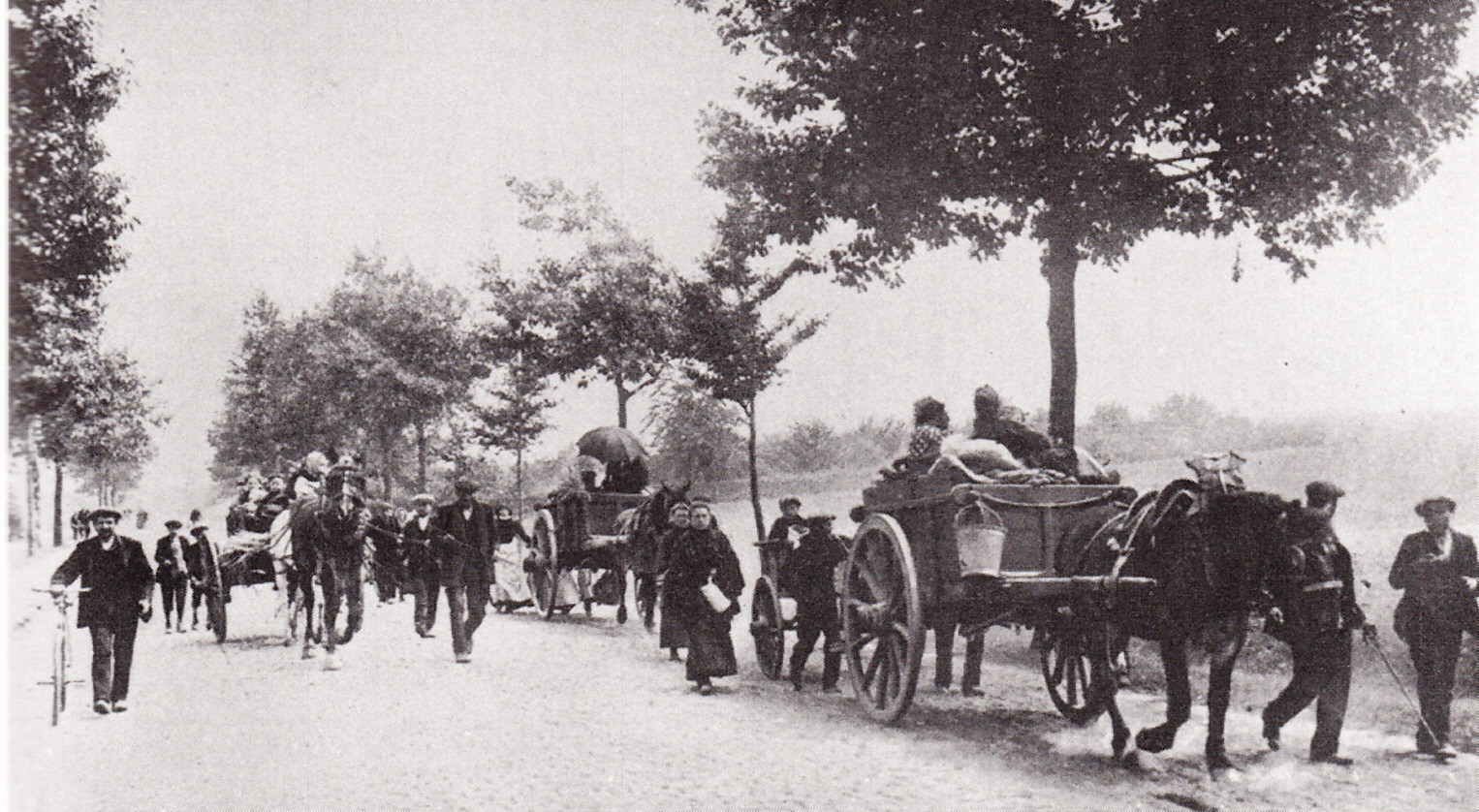
L'exode.
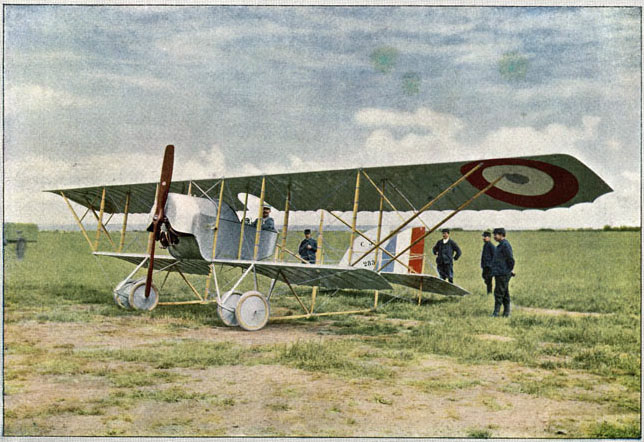
Un Caudron G3.

Le 4 septembre au matin, c'est l'invasion du Multien par le 4e Corps de réserve (16 bataillons soit 20 000 hommes) de von Gronau, qui couvre sur l'aile droite la 1re Armée, laquelle commence à traverser la Marne à la poursuite des Britanniques, cherchant à prendre le gros de l'armée française à revers sur la Seine. Sur place, c'est d'abord la cavalerie, puis les avant-postes et la troupe qui cantonnent. Les Allemands sont à Marcilly à 6 h du matin ; à Étrépilly, des éclaireurs cyclistes sont vus à 8 h 1/2 ; le gros des troupes, descendant de Vincy, arrive dès 16 h jusqu'à 1 h du matin ; à Chambry, une patrouille de douze uhlans annonce les troupes du lendemain. Le soir, la 1re Armée allemande a traversé la Marne. Elle se déploiera sur une ligne Meaux-la Ferté Gaucher-Esternay, laissant le 4e Corps de réserve, épuisé, dans le Multien. Après un mois de marche forcée, c'est la fête : une halte débridée, au détriment des villages occupés. Les officiers de l'état-major, ne sont pas en reste. Ils festoient et pillent les résidences visitées : Lizy, Rouvres, Rosoy, Brégy, Puisieux, Nogeon... Ce même jour, du côté français, le général Gallieni prescrit au général Manoury « de porter son armée en avant dans le flanc de l'ennemi […] en liaison avec les troupes anglaises ». C'est le signal de l'offensive à venir.

#### La bataille

##### Le samedi 5 septembre

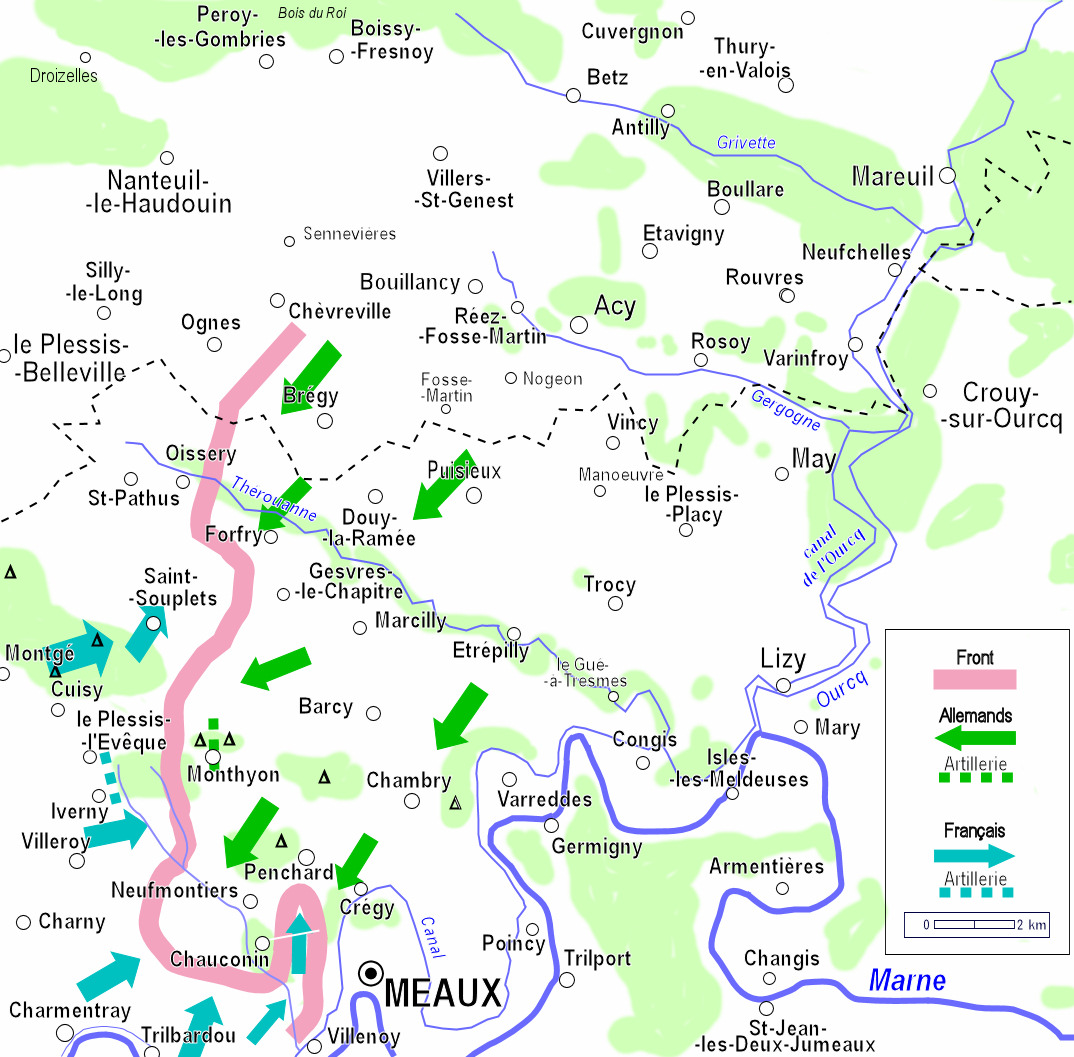
Ligne de front au 5 septembre.

Dès 6 h, des colonnes allemandes traversent Chambry et se dirigent vers les limites de la Goële : Penchard, Neufmontiers, Villeroy. Les troupes pensent arriver à Paris le soir ! Du côté français, la 6e Armée de Maunoury se déploie vers 10 h, venant de Thieux, direction Lizy-sur-Ourcq. À 12 h 30, sous une chaleur accablante, les canons de 77 mm de l'artillerie allemande se mettent à tirer des bois de Neufmontiers et des hauteurs de Penchard et Monthyon. Les canons de 75 mm de l'artillerie française centrés vers Iverny répliquent. La bataille est engagée.
Au sud, la brigade marocaine est la première à partir à l'assaut, dans les bois, vers Penchard, sous une grêle de balles qui la décime. C'est le corps à corps ; les Allemands reculent, mais des renforts leur arrivent de Chambry vers 17 h. Sans artillerie, les tirailleurs décrochent et fuient vers Charny. Les Allemands reprennent Neufmontiers. La brigade a perdu ce jour 1 150 hommes et 19 officiers.
Au centre, la 55e division de réserve, où se trouvent de nombreux soldats âgés, se déploie en avant de Villeroy et d'Iverny. Objectif : les buttes de Monthyon. Vers 17 h, les Allemands reculent. Mais bientôt à découvert, plus de 300 soldats et officiers français sont fauchés avant d'avoir pu franchir les rus donnant accès aux hauteurs de Monthyon. Les capotes bleues et les pantalons rouge garance sont des cibles immanquables. Parmi eux le lieutenant Charles Péguy ; il meurt d'une balle en pleine tête. Le soir, les troupes exténuées reculent et se replient en arrière du Plessis-l'Évêque et sur Villeroy.

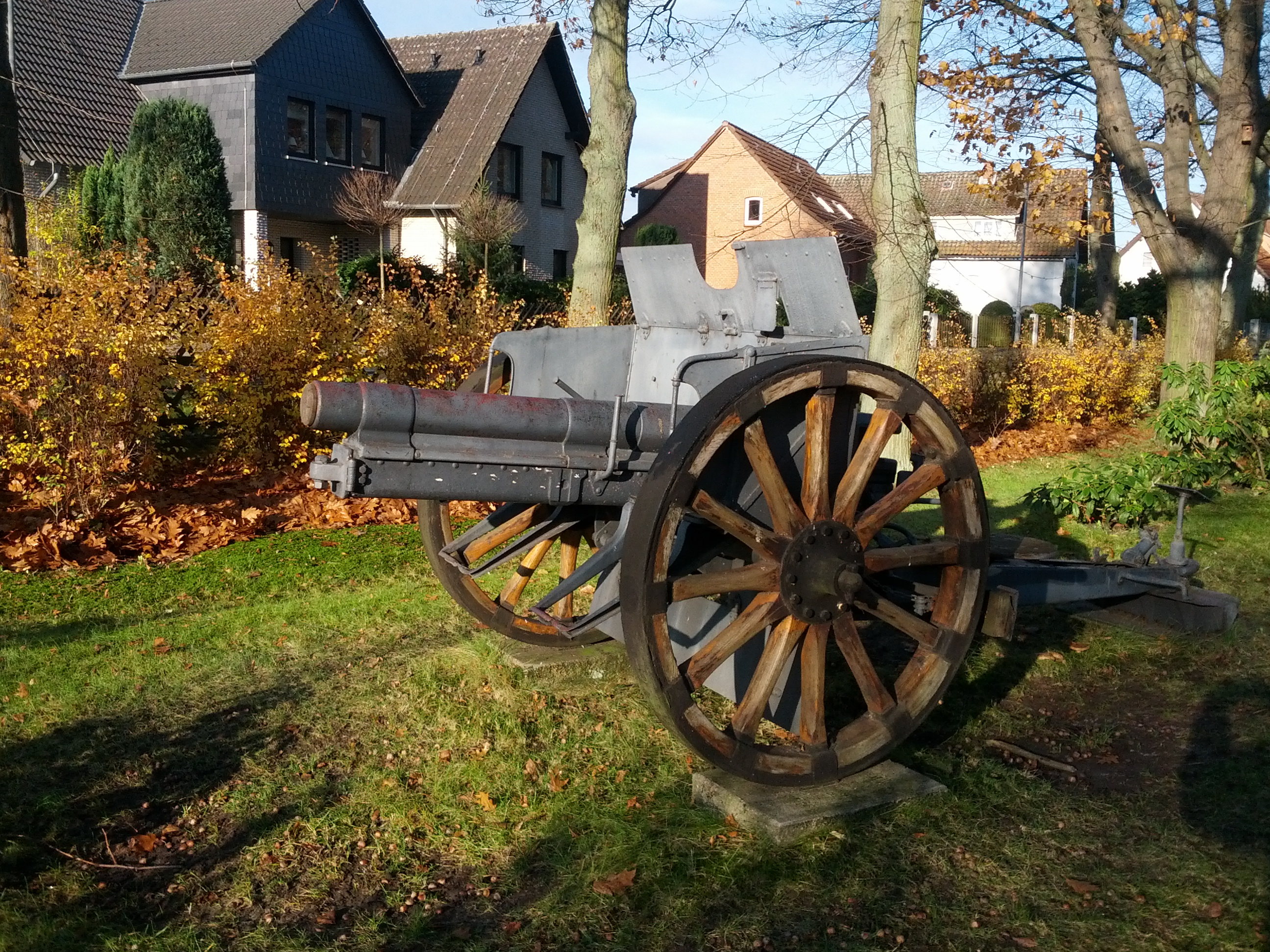
Canon de 77 mm allemand.
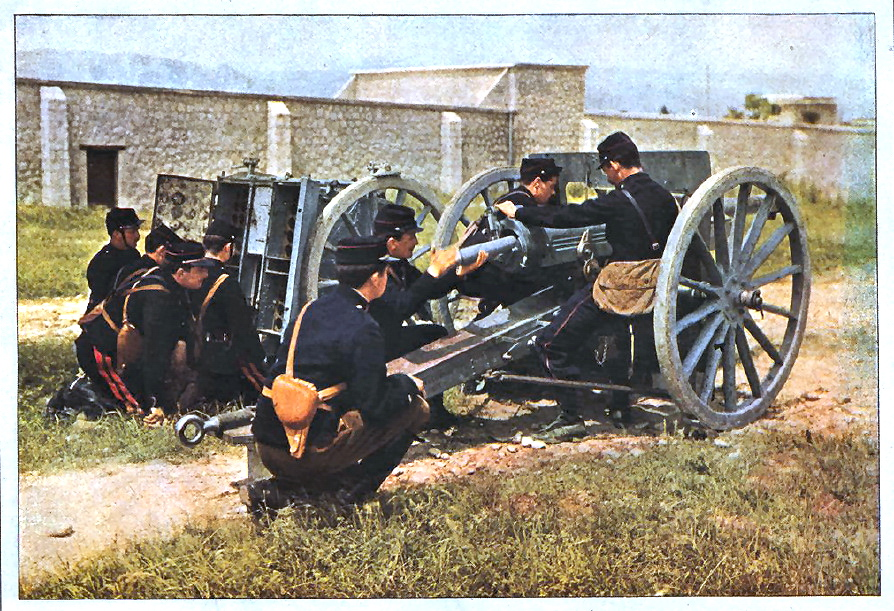
Canon de 75 mm français.
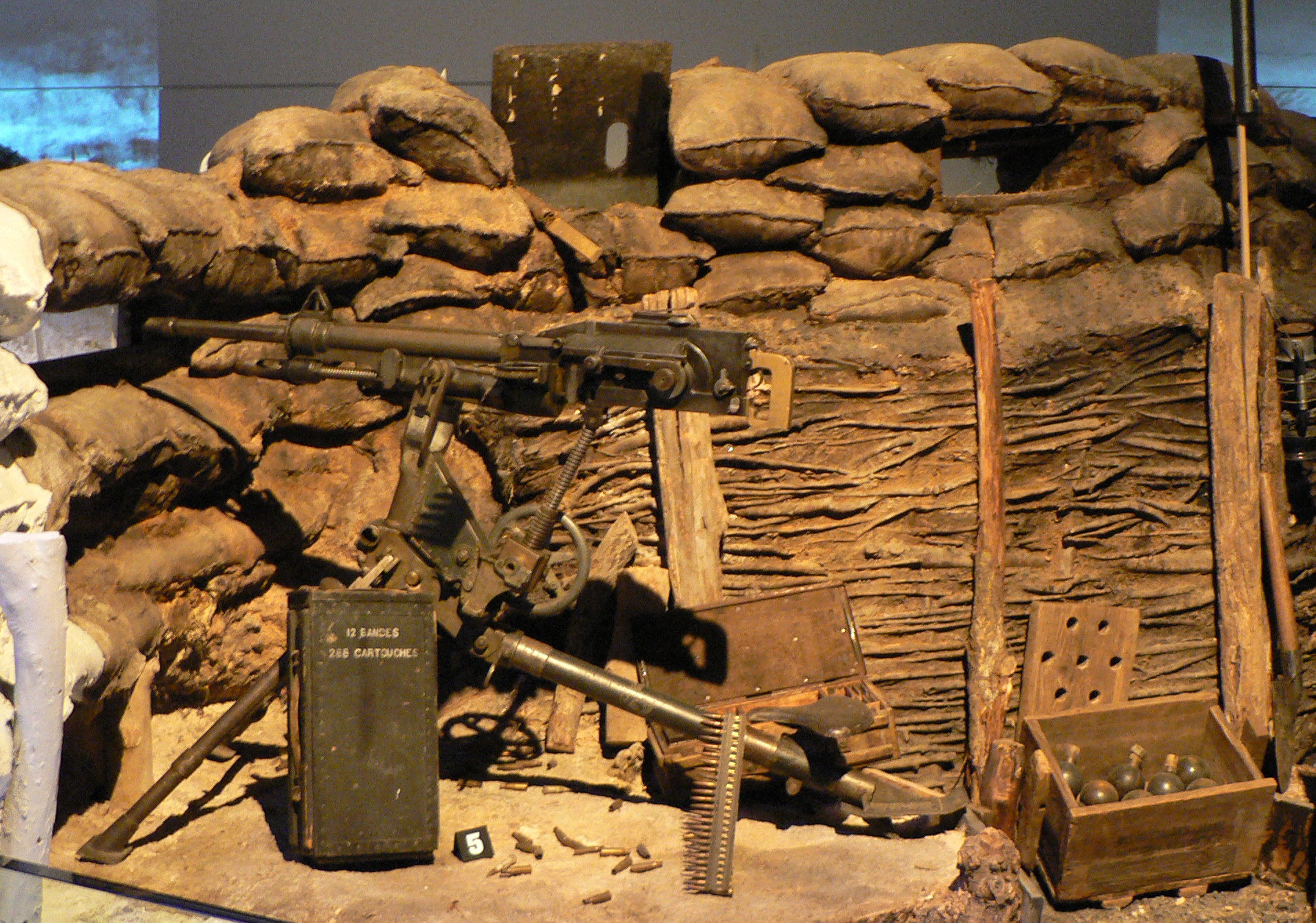
Mitrailleuse française.
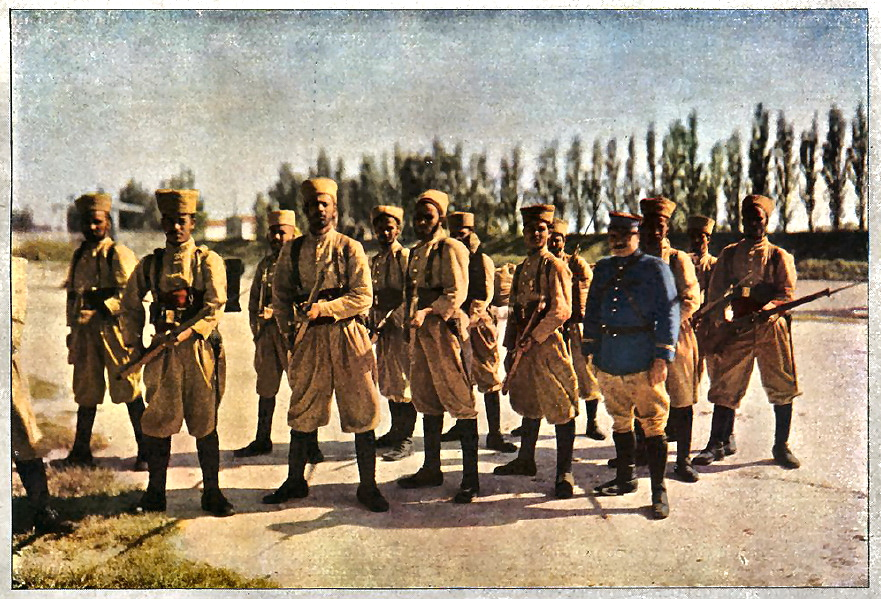
Tirailleurs marocains.
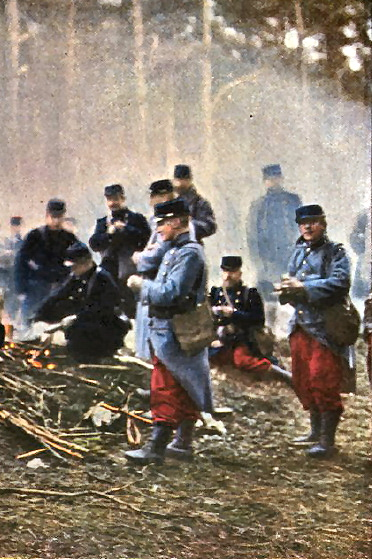
Fantassins français.
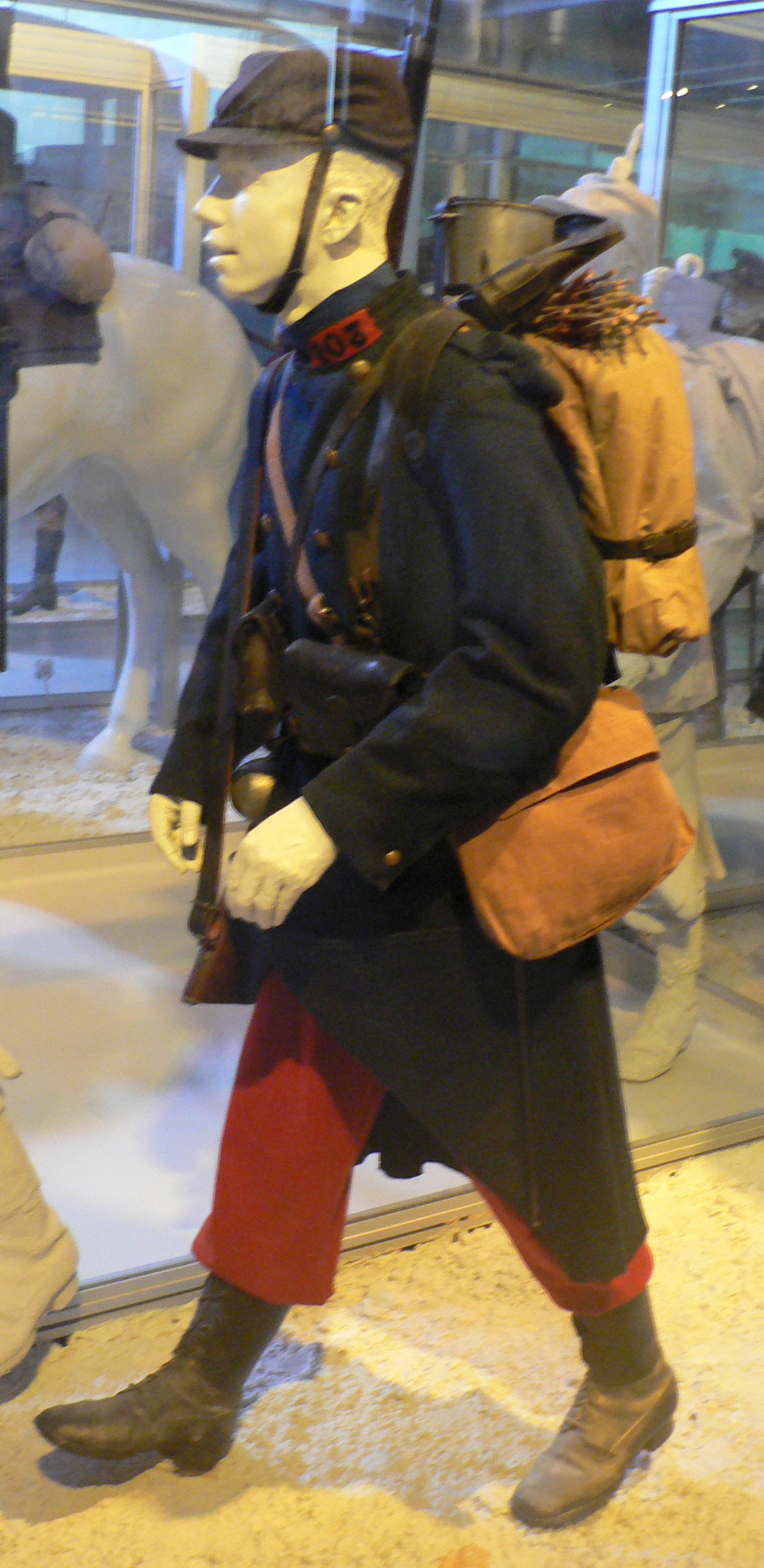
Équipement du fantassin.

Plus au nord, la 56e division, venant de Montgé et de Cuisy, a pour objectif Saint-Souplets. Les fantassins progressent à travers les grands bois qui les séparent de leur but et débouchent dans les champs au pied du village. Ils sont tirés « comme des lapins » par des adversaires abrités derrière les premières maisons et les talus de la route de Senlis ; mais « ils ne reculent pas et s'organisent pour la nuit à la lisière des bois ». Plus tard, des éclaireurs s'approchent du village : il est vide. Les Allemands sont partis à 23 h ; les Français prennent possession des lieux. L'objectif est atteint.
Dans la nuit, toutes les positions avancées allemandes sont abandonnées sur ordre de Gronau, qui craint d'être tourné sur son aile droite. La retraite s'effectue au-delà de la Thérouanne. Cependant, Kluck, qui avait déplacé son P.C. dans la journée à Rebais, ignorant la situation du jour, s'empresse de faire remonter des troupes du sud de la Marne pour prêter main-forte à son subordonné qui l'appelle à son secours. Faute de combattants, les Français ont gagné cette première journée de combats. « Cette demi-victoire va exalter le moral des troupes […], permettant l'offensive générale donnée pour le 6 au matin. »

##### Le dimanche 6 septembre

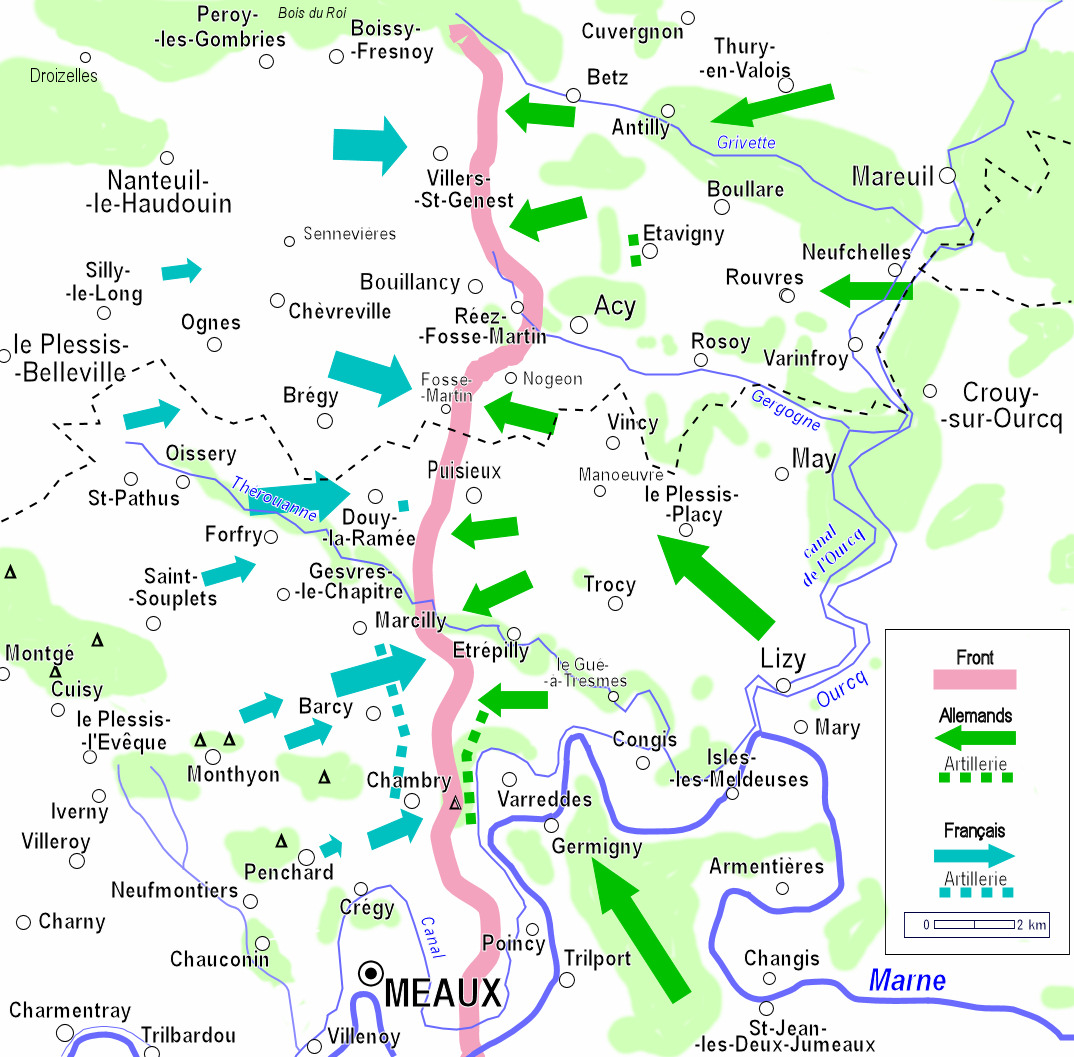
Ligne de front au 6 septembre.

Dans la nuit, des troupes de von Kluck se trouvant à l'ouest de Coulommiers remontent vers la vallée de l'Ourcq, traversant la Marne à Germigny et vers La Ferté-sous-Jouarre. Pendant ce temps, des pionniers allemands finissent de creuser une ligne de défense, qui s'étend sur 20 km, des côtes de Varreddes à Étavigny. Du côté français, sur tout le front de la Marne, c'est l'offensive générale. L'ordre a été signé par le général Joffre à 9 h et le « message est à communiquer immédiatement à tous, jusque sur le front. » Comme le jour précédent, le front dans le Multien comprend trois secteurs :
Au sud, dès 6 h, les Marocains, renforcés par les chasseurs d'Afrique et les zouaves, laissent derrière eux les collines de Goële et remontent vers celles de Varreddes par Chambry, direction la cote 107. La bataille, meurtrière, durera toute la journée, en rase campagne et vers Chambry et son cimetière, qui sert de fortin, avec des meurtrières creusées dans son mur est. Les mitrailleuses allemandes crépitent et un duel d'artillerie oppose les canons de 105 allemands abrités derrière les côtes de Varreddes et les canons de 75 français disposés en ligne entre Crégy et Barcy-Marcilly. Le soir, la ligne de front est stabilisée sur ces positions.
Au centre, la 55e division de réserve « s'immole » sur le vaste plateau de Barcy, dénudé et parsemé des meules dérisoires de la moisson de l'été. La chaleur est torride, l'ennemi invisible, le clairon sonne la charge, c'est l'emballement général. Le feu est intense, l'ennemi se découvre et attaque. C'est le corps à corps et l'horreur. Des batteries de 75 arrivent et, au culot, se portent en avant des fantassins. C'est alors un véritable massacre. Les Allemands regagnent leurs abris. Les morts sont innombrables : un régiment français compte 600 morts et les Allemands abandonnent plusieurs centaines des leurs. Quant à la 56e division de réserve, localisée au nord de la Thérouanne, elle se dirige aussi vers Lizy et le clocher de May. Elle gagnera Forfry, Gesvres, Fontaine-les-Nonnes. Elle franchira Douy-la-Ramée, direction Puisieux, protégée par 72 canons disposés à Nongloire. Le soir, la ferme de Champfleury est à portée de main, mais un tir de barrage nourri arrêtera là les troupes pour la nuit.
Plus au nord, des troupes fraîches, n'ayant pas participé aux combats de la veille, sont chargées de déborder l'armée allemande. Elles se présentent d'une part vers Saint-Pathus, Oissery, essuient le feu des canons de 77 allemands, traversent Brégy et se dirigent vers Fosse-Martin et Nogeon. D'autre part, venant de Silly-le-Long, une autre division essuie des tirs de canons situés à Étavigny ; protégée par son artillerie, elle atteint le haut de Bouillancy à 16 h. La bataille s'engage, direction Acy caché dans la vallée boisée de la Gergogne. Au nord et au sud du bourg, les combats, baïonnette au canon, sont acharnés. Les Allemands reculent puis reprennent l'avantage. Le soir, à 8 h, les Français se replient sur le plateau, à Bouillancy.

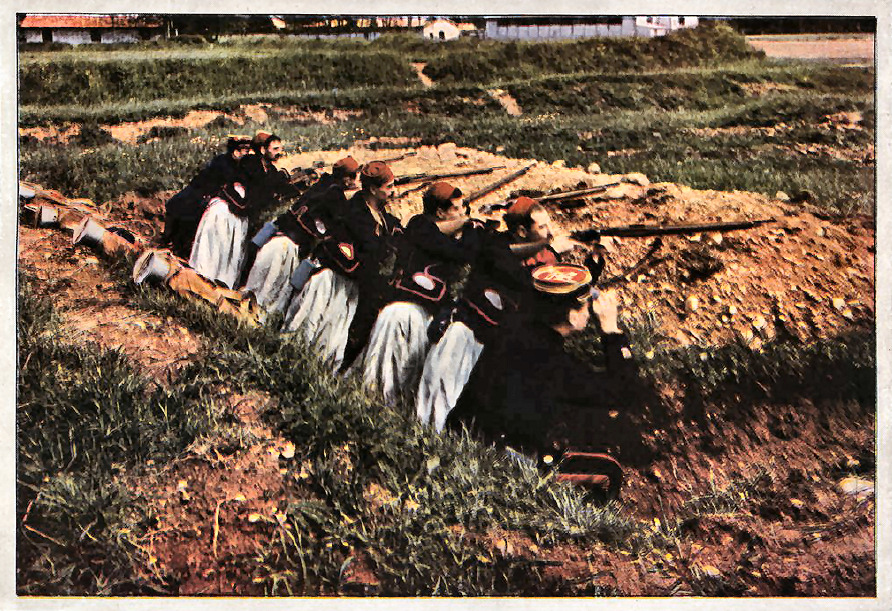
Zouaves dans une tranchée vers Barcy, Chambry.
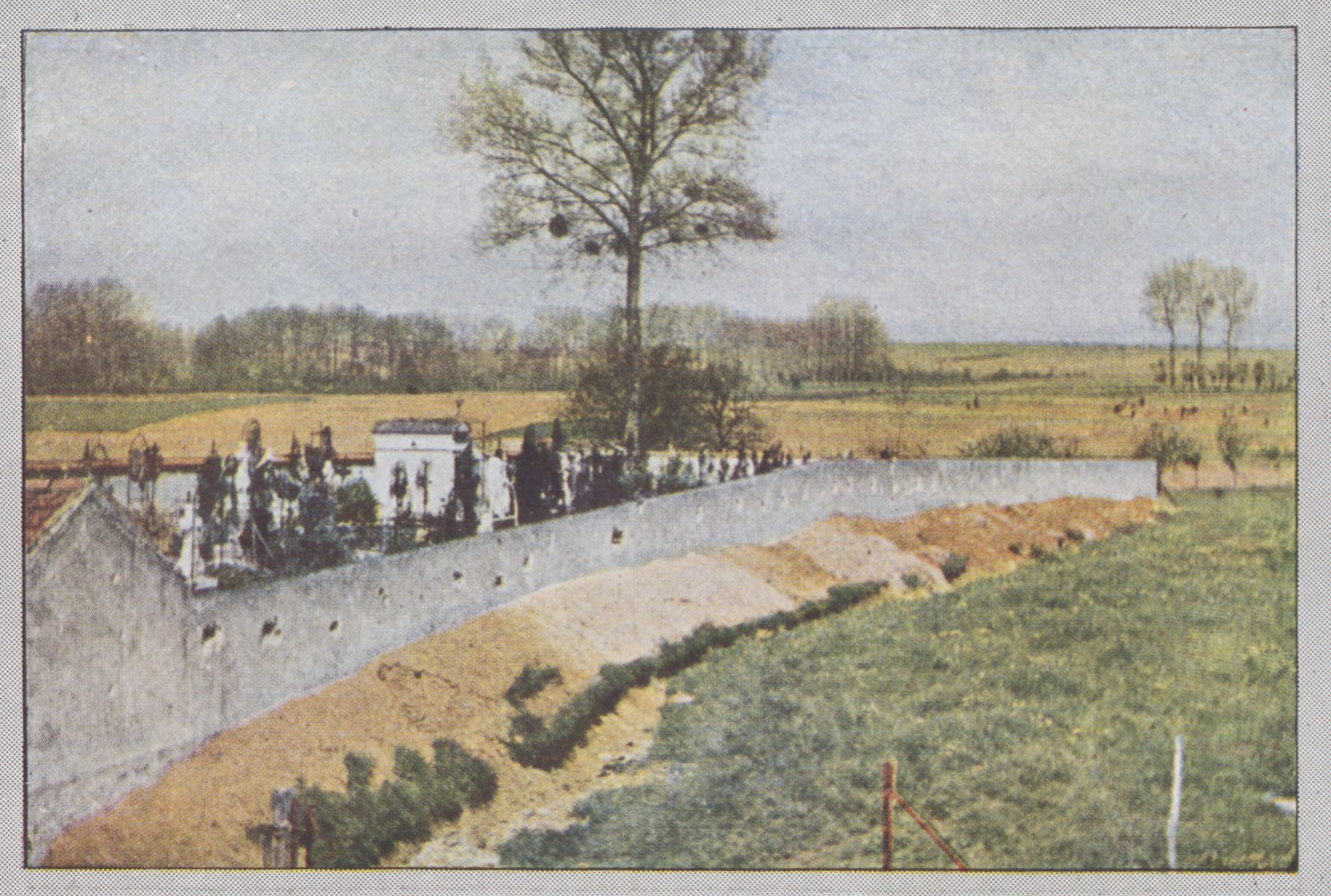
Tranchée allemande au pied du cimetière de Chambry.
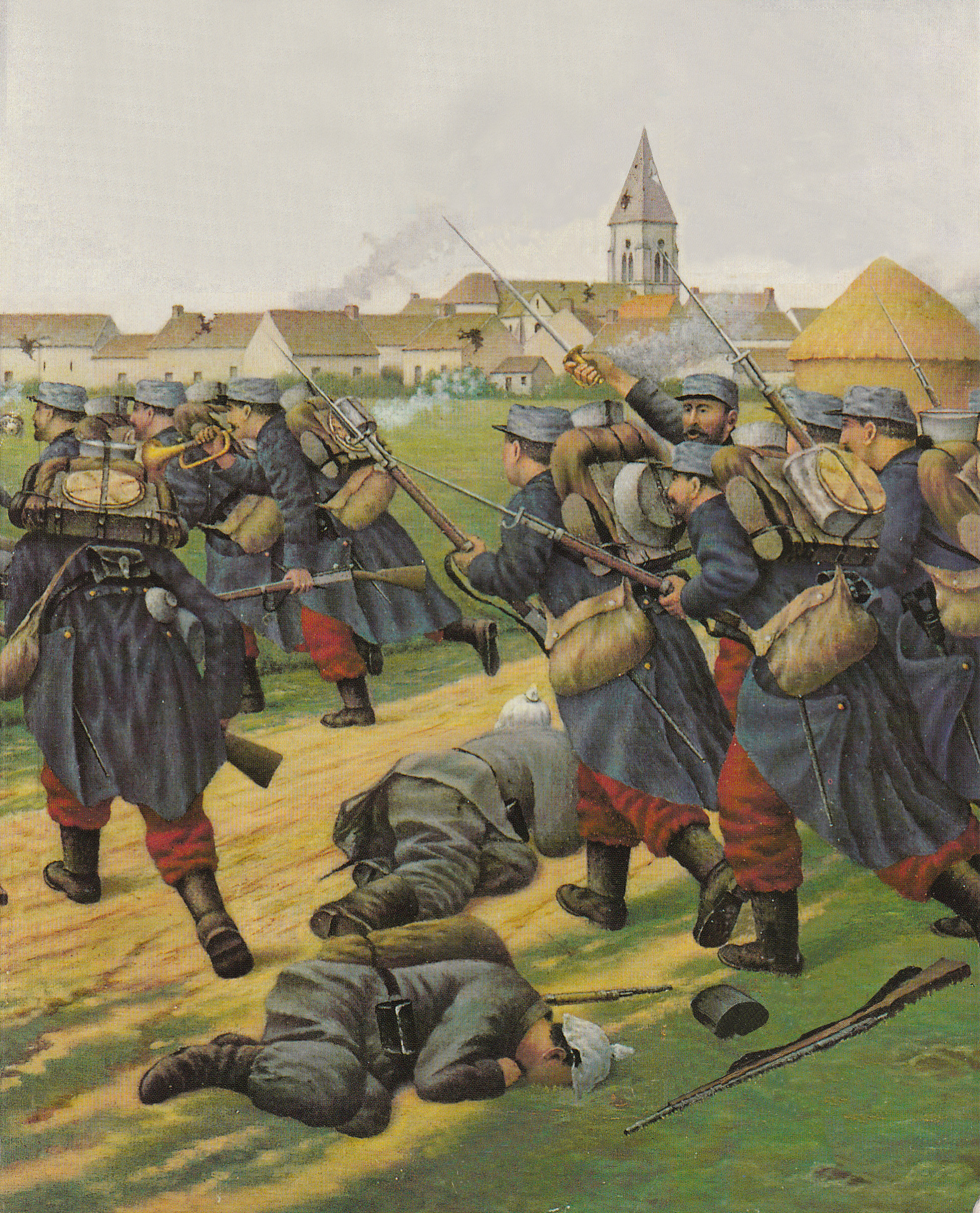
Attaque française vers Barcy.

##### Le lundi 7 septembre

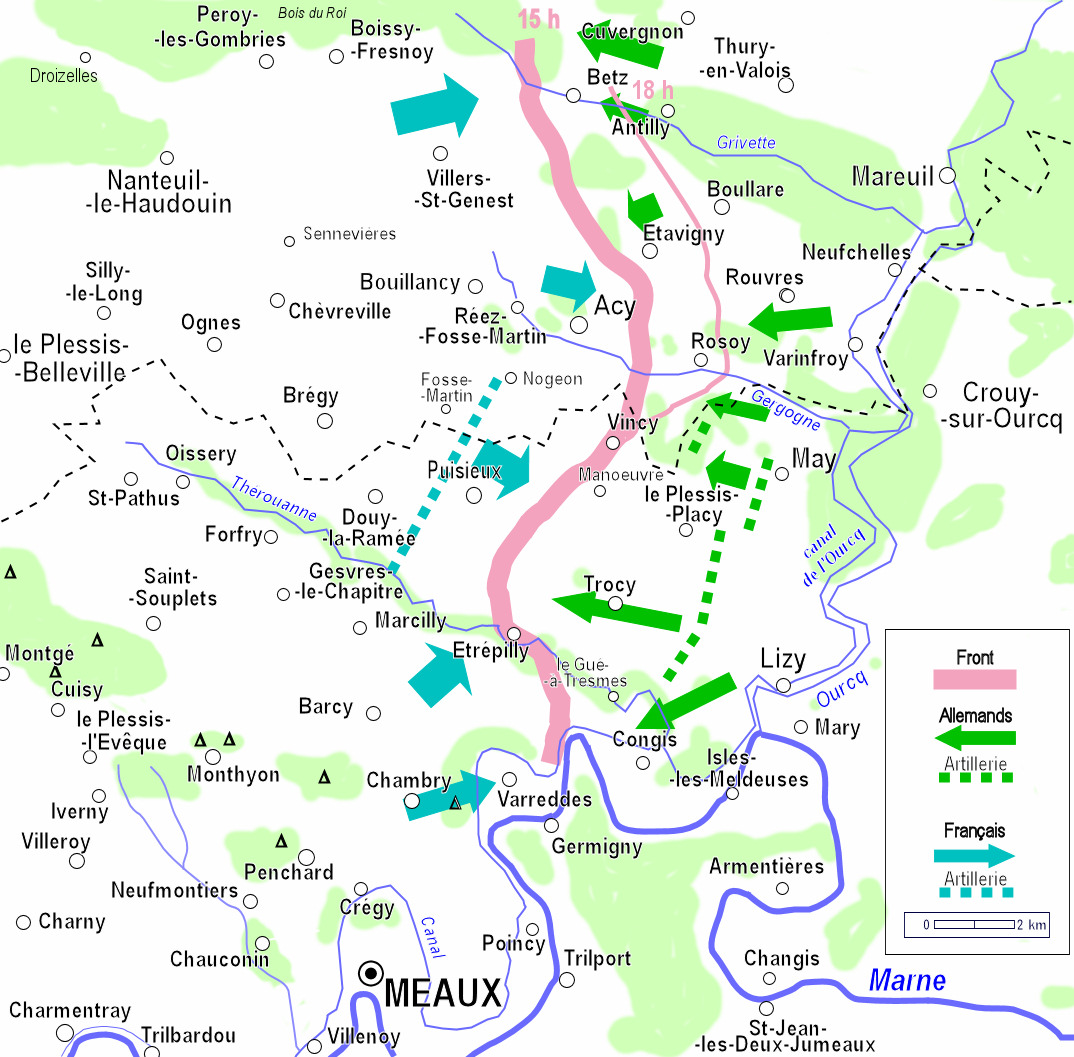
Ligne de front au 7 septembre.

Pour von Kluck, dont le P.C. est alors à Vendrest près de Lizy, la stratégie est de tenir sur le plateau du Multien et d'envelopper les troupes françaises, au nord de Betz, avec les renforts venus du sud de la Marne. Mais l'abandon du sud va créer une brèche de 30 km entre la 1re et la 2e armée allemande. Du côté français, Gallieni veut, d'une part pousser vers l'Ourcq en forçant les passages d'Étrépilly et d'Acy sur la Thérouanne et la Gergogne, et, d'autre part déborder von Kluck vers Betz sur la Grivette et au-delà avec ses renforts localisés vers Nanteuil.
Au sud, vers Chambry et son cimetière, les combats reprennent, sans avancée ni d'un côté ni de l'autre ; le soir vers 8 h une attaque française est lancée contre la cote 107, au clair de lune. Les Allemands sont surpris par les premières patrouilles à 100 mètres de leurs positions. À la lueur de la lune, les Marocains sont les premiers à se ruer dans les tranchées adverses, qui vont s'emplir de morts. Les « Turcos » progresseront jusqu'à l'entrée de Varreddes. La cote 107 est définitivement prise.
Plus haut, Étrépilly est un bastion allemand protégé par l'artillerie, qui règle ses tirs d'après des informations de l'aviation. Dès 5 h, les troupes venant de Marcilly progressent par bonds, à découvert, jusqu'à la râperie située à mi-chemin de l'objectif ; un autre bataillon, venant de Barcy, sous le feu ennemi, les rejoint. Mais les hommes ne peuvent atteindre Étrépilly. À la tombée de la nuit, 250 zouaves, commandés par le colonel Dubujadoux, s'approchent du village ; c'est la charge, la commune est atteinte, direction le cimetière, bastion en hauteur, sur la route de Vincy. On se bat entre les tombes, éclairé par l'incendie d'un hangar. Mais, submergés par le nombre, les zouaves abandonnent le village. Leur colonel est blessé à mort.

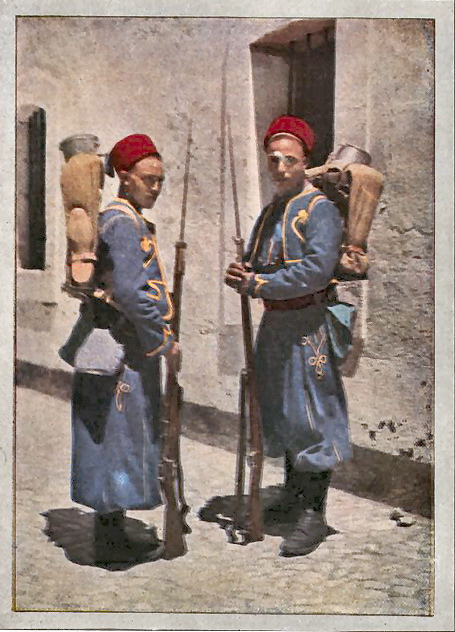
« Turcos », tirailleurs algériens.
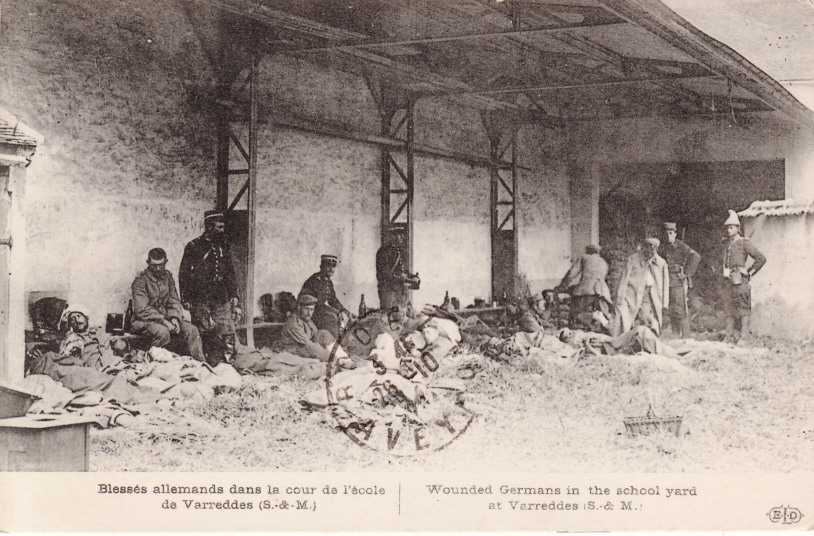
Blessés allemands à Varreddes, au pied de la cote 107.
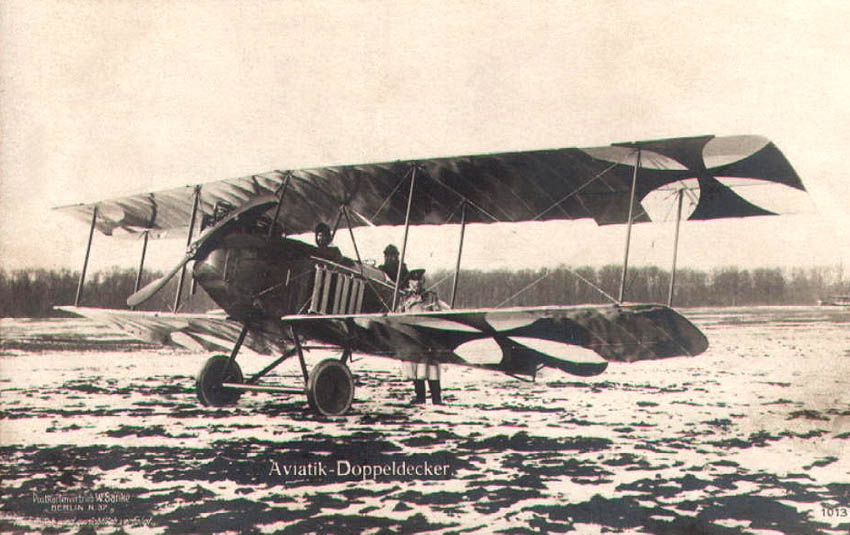
Avion de reconnaissance allemand.
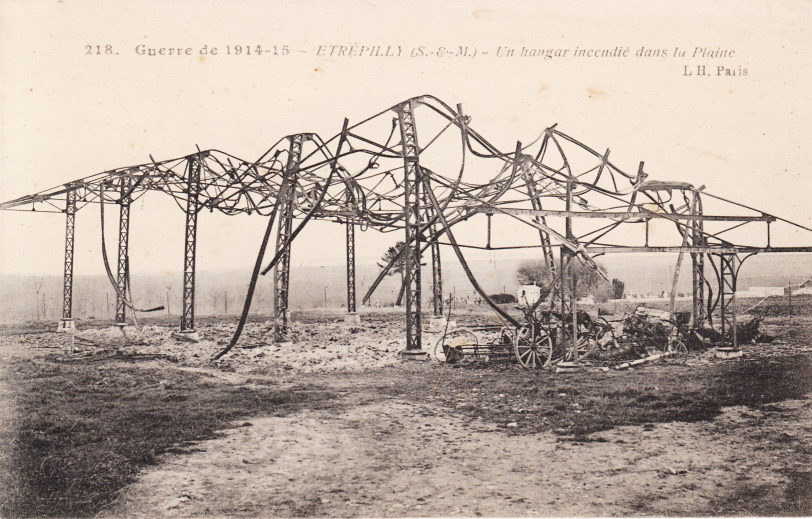
Étrépilly, hangar incendié dans la nuit, près du cimetière.
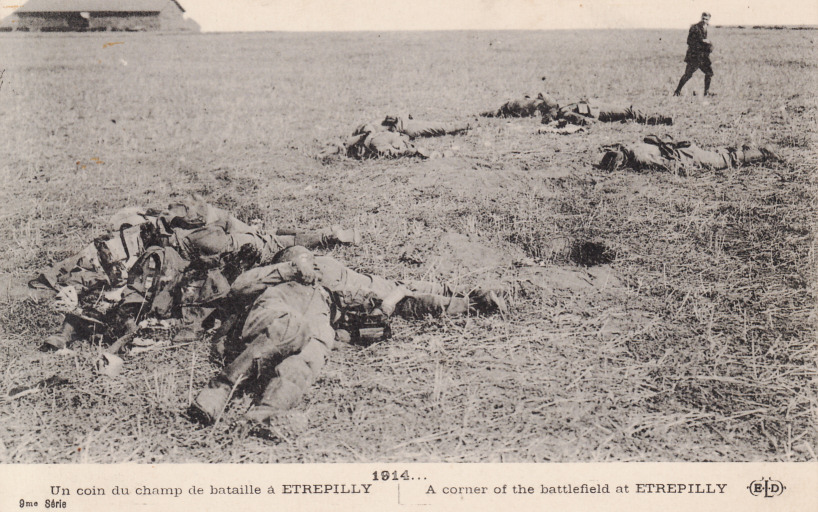
Étrépilly, après les combats.

Au centre, entre Thérouanne et Gergogne, le plateau est tenu par des Allemands, à couvert derrière les crêtes ou abrités dans des tranchées sommaires mais profondes. Ils subiront les assauts français soutenus par 128 pièces d'artillerie disposées à Nongloire. Nogeon est alors occupé, malgré le feu des canons de 77 renseignés par l'aviation ; Puisieux est bombardé et les troupes allemandes reculent vers Poligny. À la tombée de la nuit, attaque française sur toute la ligne. Le front recule de quelque 600 mètres, sans plus. Poligny brûle, Vincy est un nouvel objectif et brûle, mais c'est l'échec. Finalement, le plateau restera partagé entre les belligérants.
Plus au nord, les vallées de la Gergogne et de la Grivette voient d'intenses combats avec avancées et reculs de part et d'autre. Acy finit par être pris par les Français. Sur la Grivette, Betz est forcé par des troupes venant de Nanteuil, puis c'est le plateau vers Étavigny. C'est peut-être le début du débordement voulu par Maunoury. Mais les hommes sont épuisés ; des renforts allemands, qui veulent aussi déborder l'ennemi au nord, suivant les ordres de von Kluck, percutent ces positions avancées. Les forces françaises cèdent et doivent se replier. Acy, Betz sont repris, les troupes venues de Nanteuil sont rejetées en désordre du côté de Sennevières. L'état-major français envoie simultanément 6 000 hommes en renfort vers Nanteuil par train et voiture. C'est l'épisode des taxis de la Marne. Les nouvelles troupes seront déployées le 8 au matin autour de Nanteuil, vers les Bois du Roi.

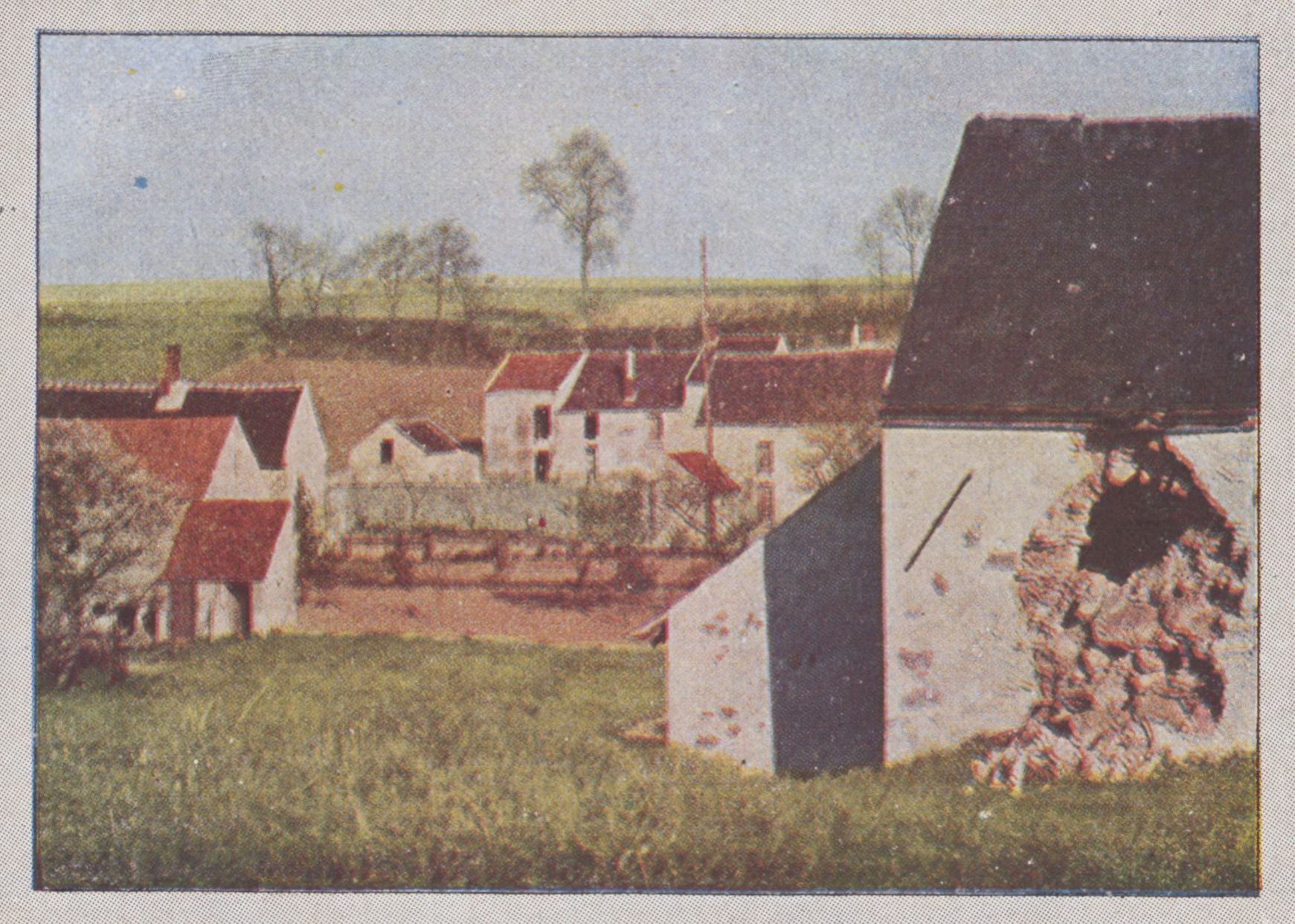
Puisieux, pris entre deux feux.
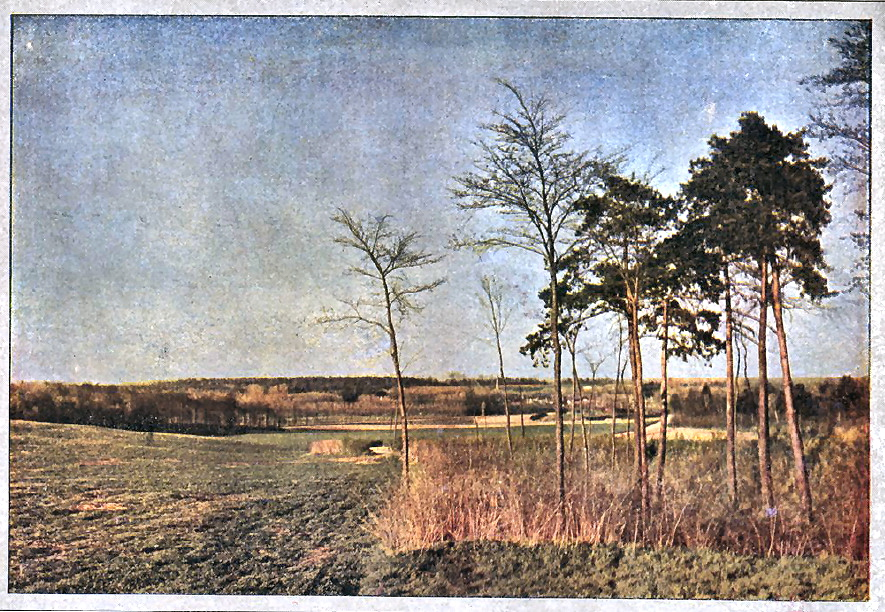
Vallée de la Gergogne, lieu de combats acharnés.
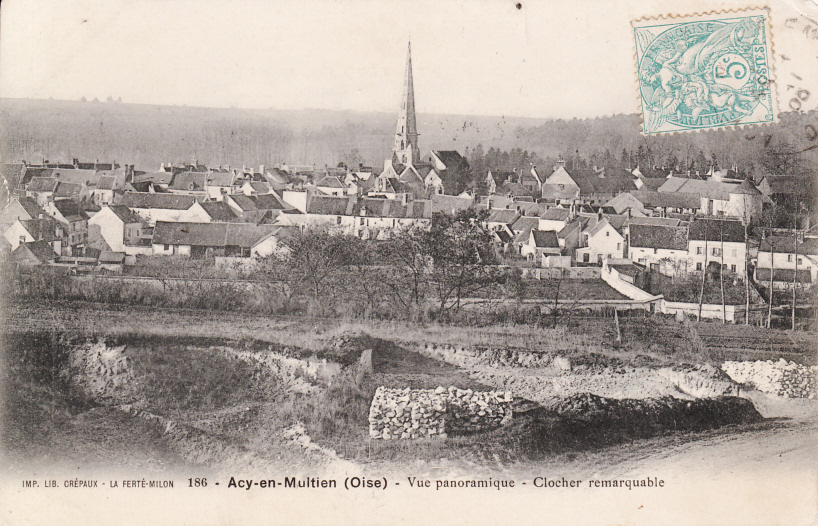
Acy, pris et repris…
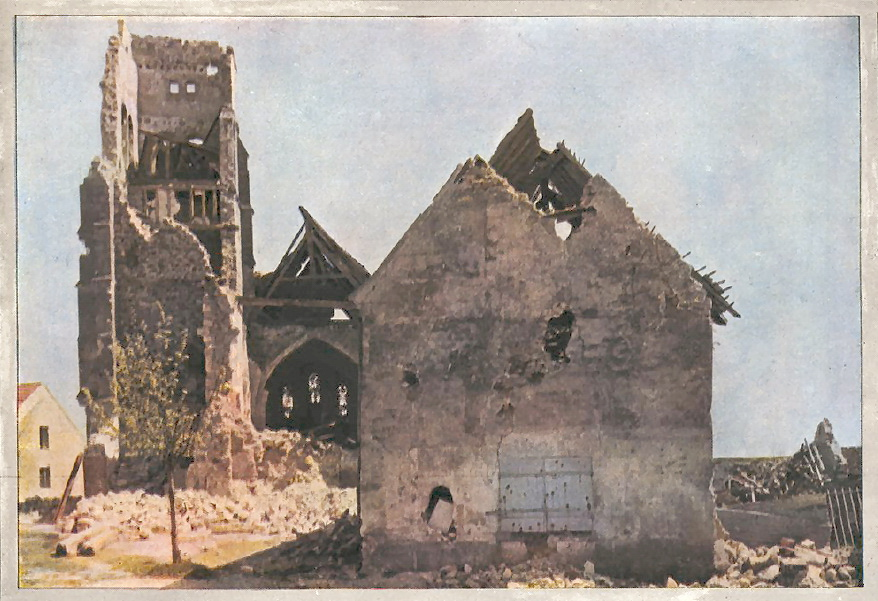
Église d'Étavigny.
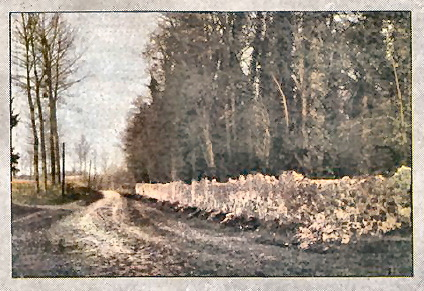
Acy, route de Betz et mur du parc du château, rempart allemand.
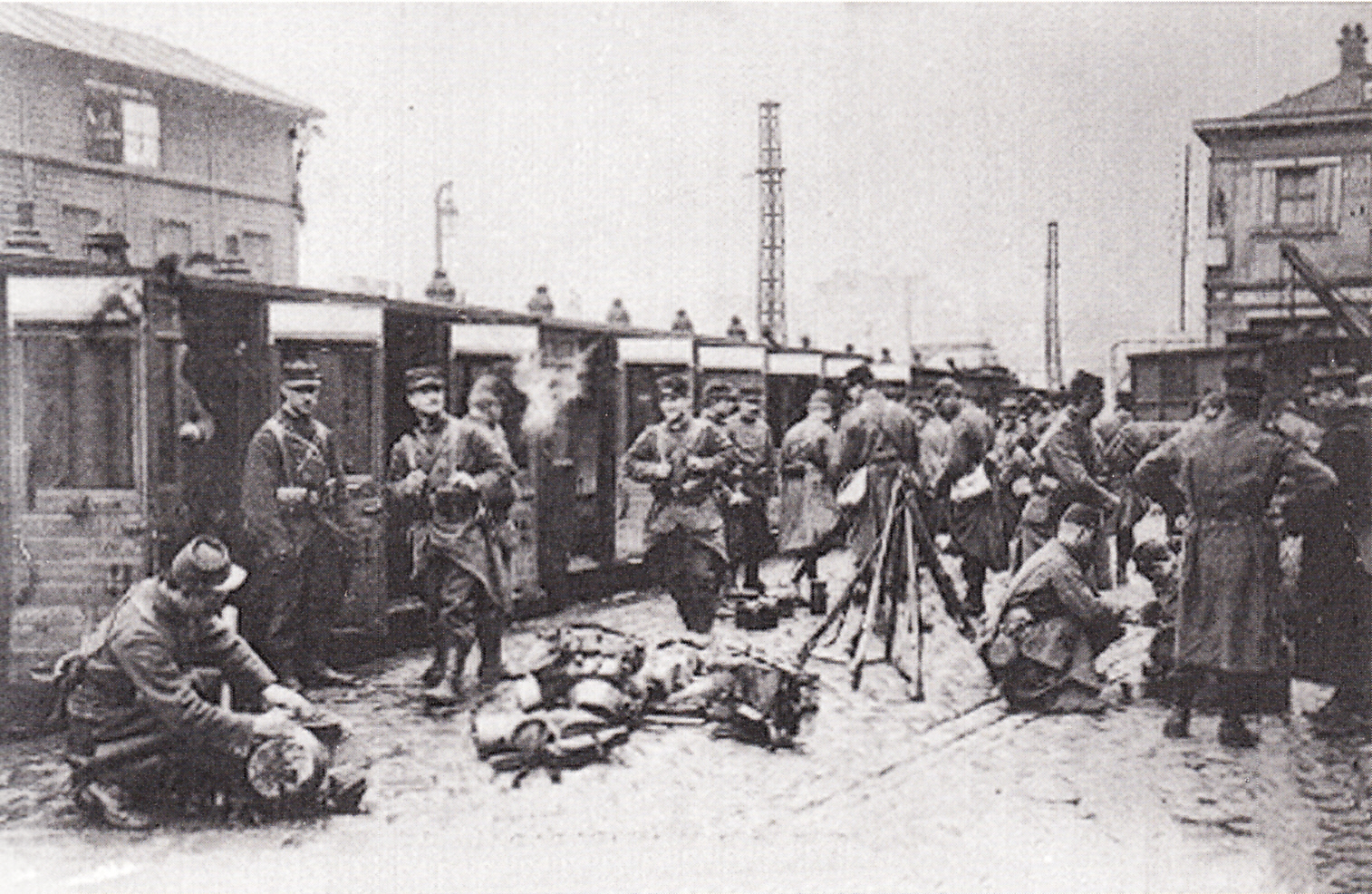
Troupes françaises au départ (vers Nanteuil ?).

##### Le mardi 8 septembre

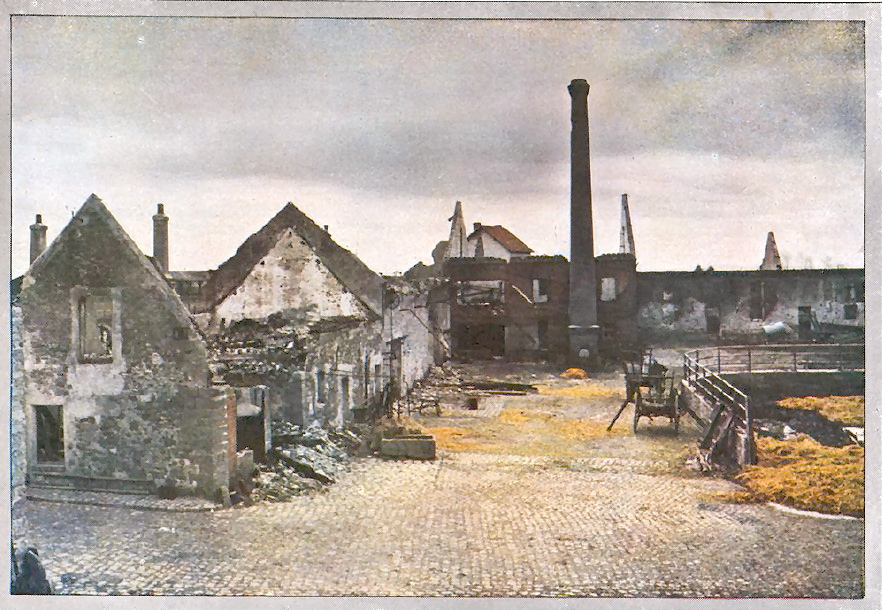
La ferme de Nogeon après les combats.

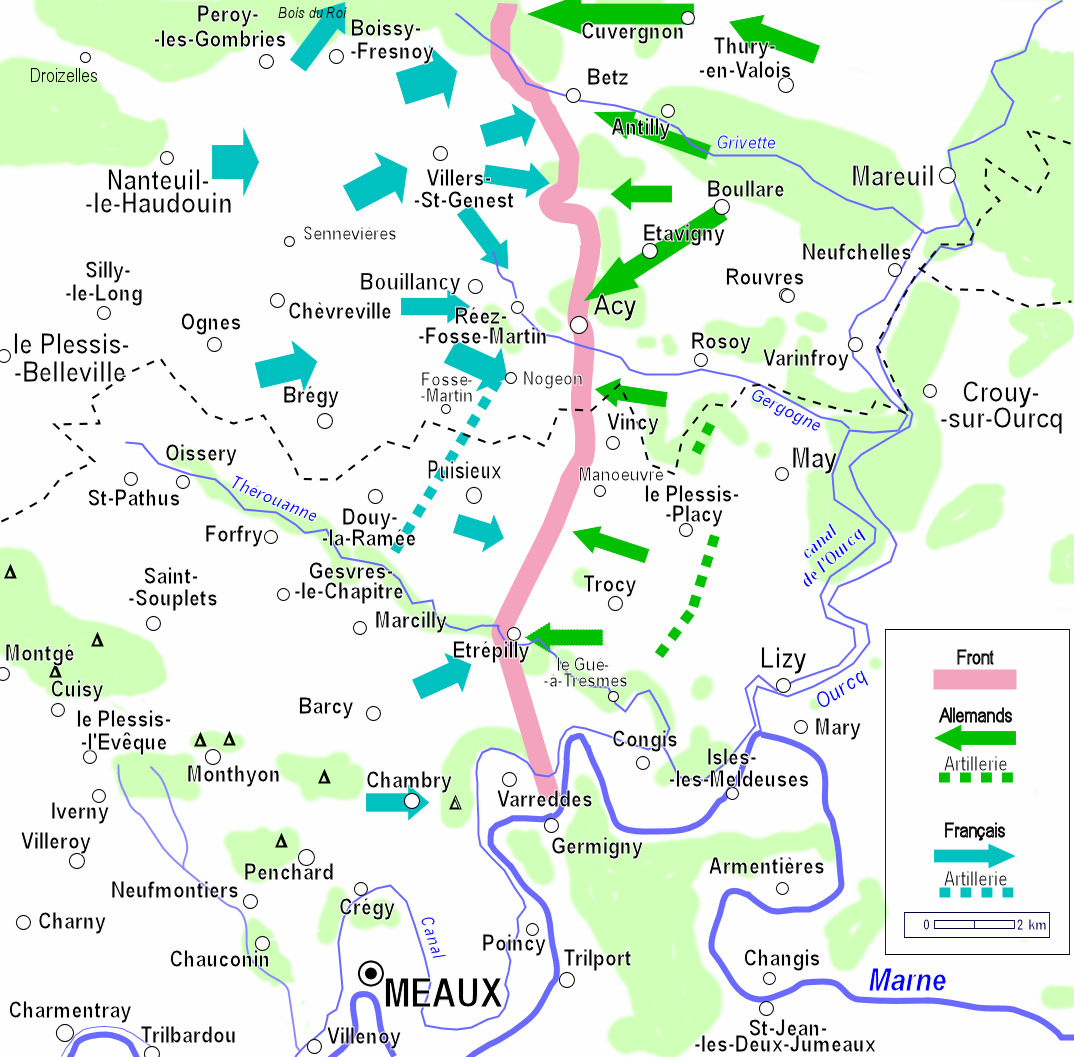
Ligne de front au 8 septembre.

Le front reste pratiquement stable. L'artillerie allemande, bien camouflée vers Trocy, bombarde toutes les positions françaises, artillerie comprise. C'est un tir de barrage, les troupes allemandes se replient peu à peu, sans que les Français le sachent.
Au centre, Nogeon souffre le plus ; les obus pleuvent, on évacue les blessés et les troupes se placent en retrait de la ferme. Le soir, à la relève, 80 hommes répondront à l'appel sur 260 ; tous les officiers sont morts.
Au nord, von Kluck, qui veut déborder l'armée française, investit le Bois de Montrolle, au sud de Betz ; au soir, il dirige aussi une partie de ses troupes plus haut que Cuvergnon, pour gagner le Bois du Roi au nord de Nanteuil. Les troupes françaises, consolidées par les renforts arrivés la nuit, regagnent une partie du terrain perdu à l'est. Elles se permettent même une chevauchée mémorable, au nord, à l'arrière des troupes allemandes : 1 800 cavaliers, partant de Lévignen, contournant Crépy, traversent la forêt de Retz et fondent sur le P.C. de von Kluck alors à Maucreux. L'aile droite allemande est désorganisée et l'avancée sur Nanteuil est ralentie.

##### Le mercredi 9 septembre

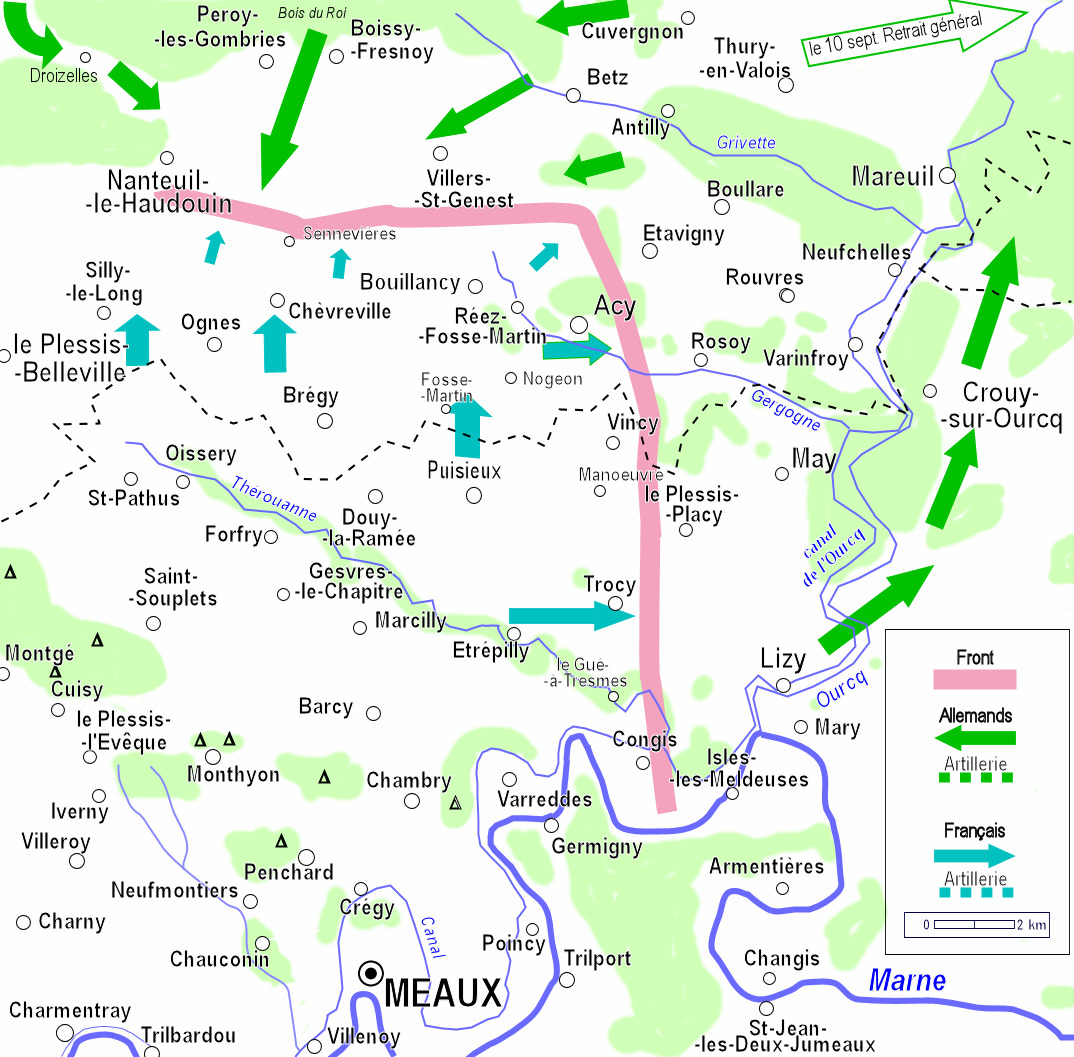
Ligne de front au 9 septembre.

Ce sera le dernier acte de la tragédie.
Au centre, dès 2 h du matin, Étrépilly est évacué par les Allemands, mais leur artillerie vers Trocy tire toujours aussi intensément. Les batteries d'obusiers sont inopinément découvertes : dans l'après-midi, elles se tairont définitivement sous les tirs français. Sur le plateau, la ferme de Champfleury est enfin prise d'assaut ; les troupes avancent, l'ennemi se dérobe. C'est la retraite allemande. Le soir, leurs positions défensives sont investies, il n'y a plus âme qui vive. Sur les dernières hauteurs du Multien avant l'Ourcq, la bataille est terminée. Les Allemands sont déjà au fond de la vallée, sur une ligne allant de Lizy à Crouy, suivant les ordres de von Kluck donnés à 11 h 30.
Au nord, vers Nanteuil, dans la matinée, les troupes de von Kluck débordent la gauche de Maunoury par les Bois du Roi, au-dessus de Boissy-Fresnoy ; en simultané, la brigade « Lepel » descend de Baron, vers Versigny, pour prendre à revers les troupes françaises qui reculent. Vers midi, Sennevières est laminé, Nanteuil est évacué une heure plus tard. Le soir une nouvelle ligne de défense désespérée s'établit pour le lendemain vers Silly-le-Long, Chèvreville. Et le miracle se produit : au sud, la brèche entre la 1re et la 2e armée allemande s'élargit, les Britanniques s'y immiscent, franchissent la Marne ; l'état-major allemand ordonne la retraite générale.
À l'aube du lendemain, « les chefs et les soldats défenseurs de Paris pensent que la journée sera dure, meurtrière et peut-être désastreuse… », quand la nouvelle se répand comme une trainée de poudre : « l'ennemi a déguerpi pendant la nuit ! » C'est la stupeur, les troupes exténuées ne réagissent pas et ne poursuivront pas. Les Allemands sont loin déjà, à une quarantaine de kilomètres vers l'Aisne et l'Oise. La bataille en Multien est terminée, au prix de 80 000 morts, tant du côté allemand que du côté alliés.

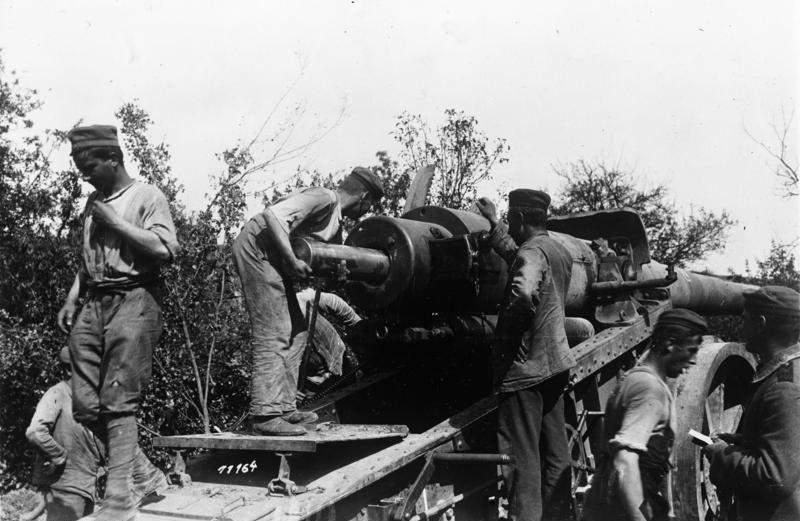
Artillerie lourde allemande, vers Trocy.
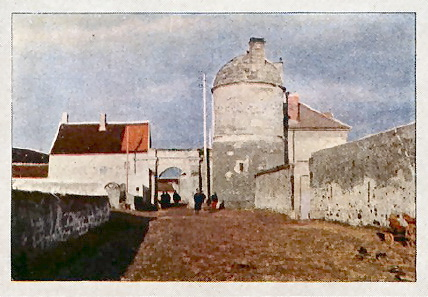
Porte fortifiée de Trocy.

#### Lieux de mémoire

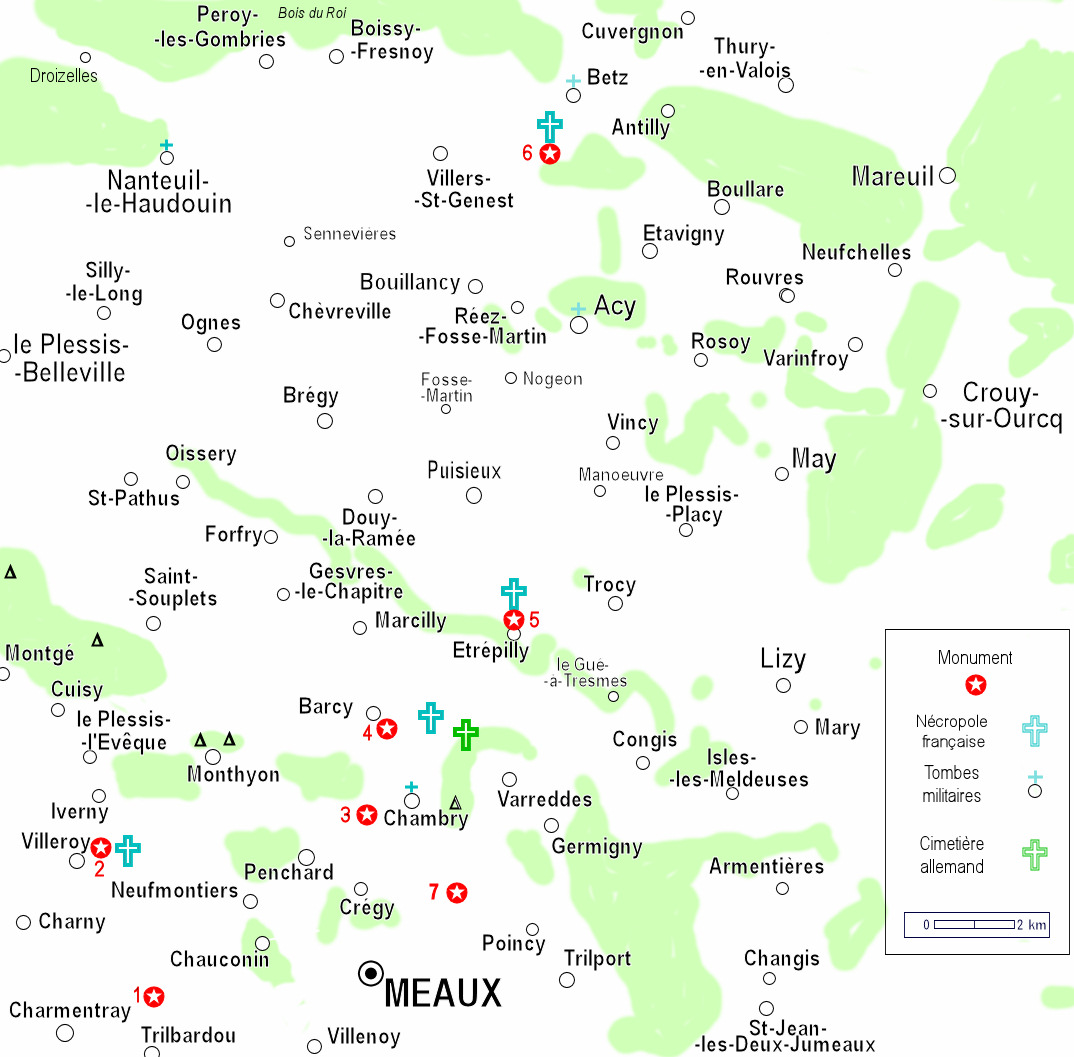
Lieux de mémoire : monuments, nécropoles, cimetières.

Sur les lieux de la bataille, en Goële et Multien, se trouvent différents monuments et cimetières militaires. Certains villages ont aussi dans leur cimetière un carré militaire. La liste de ces lieux de mémoire n'est pas exhaustive.

##### Monuments
1. Monument Gallieni : lieu du P.C. du général, sur la N.3. (la statue du général n'est plus en place).
2. Mémorial à Charles Péguy : ici est tombé l'écrivain et poète, le 5 septembre 1914.
3. Monument des Quatre Routes : élevé par Gallieni en 1915, à la mémoire de l'armée de Paris.
4. Monument de Notre-Dame de la Marne : élevé en 1924, sur l'intention de Mgr Marbeau, avec l'inscription « Tu n'iras pas plus loin ».
5. Monument d'Étrépilly : il jouxte le cimetière militaire.
6. Monument de Betz : il jouxte la nécropole ; inscription « Pro Patria ».
7. Monument américain et musée de la Grande Guerre (pour information).

##### Nécropoles et cimetières militaires
- La nécropole de Villeroy ;
- Le cimetière militaire français de Chambry ;
- Le cimetière militaire allemand de Chambry ;
- Le cimetière militaire d'Étrépilly ;
- La nécropole de Betz.

##### Quelques carrés ou tombes militaires
Acy, Betz, Chambry, Nanteuil.

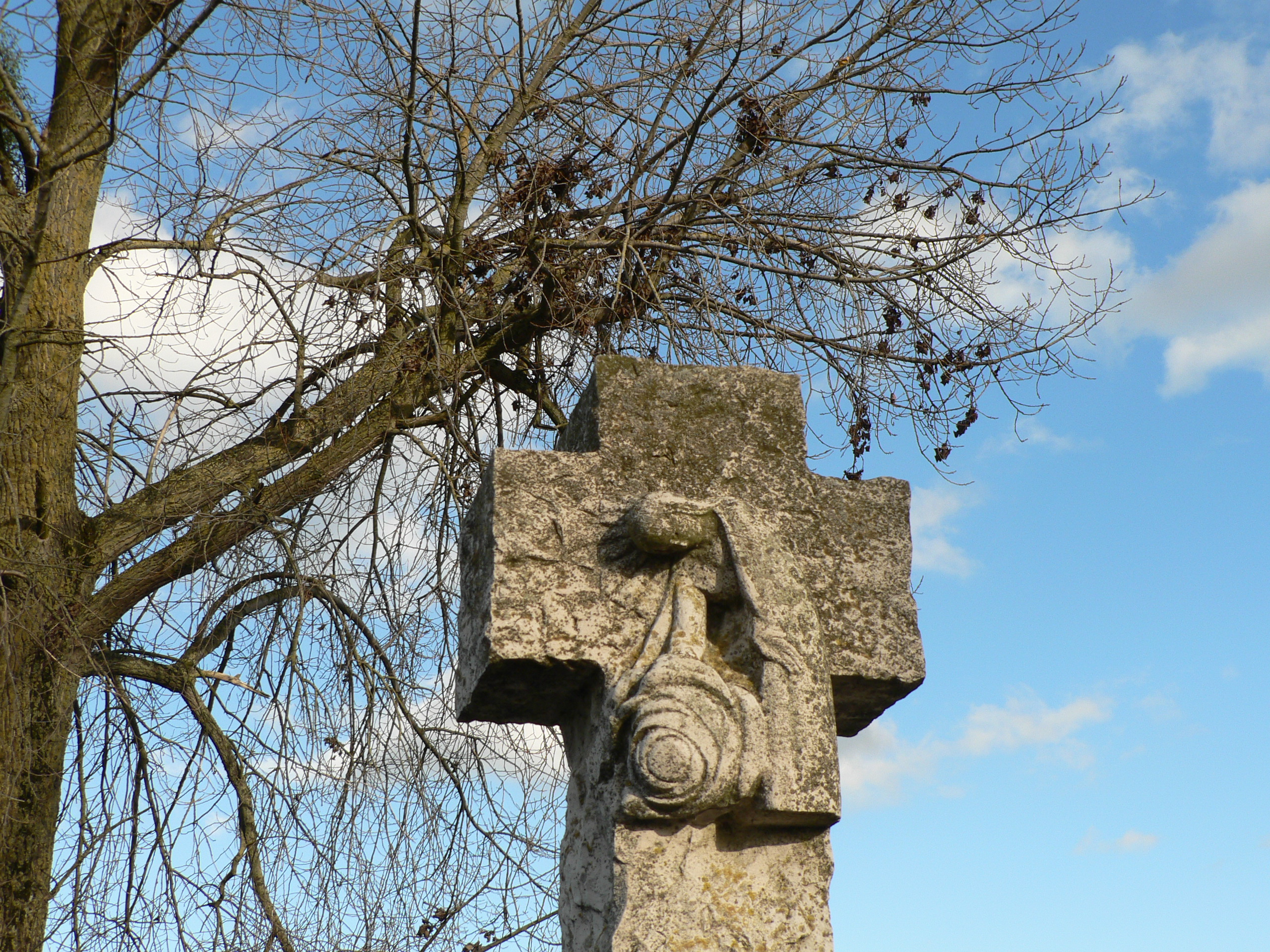
2. Mémorial à Charles Péguy, Villeroy.
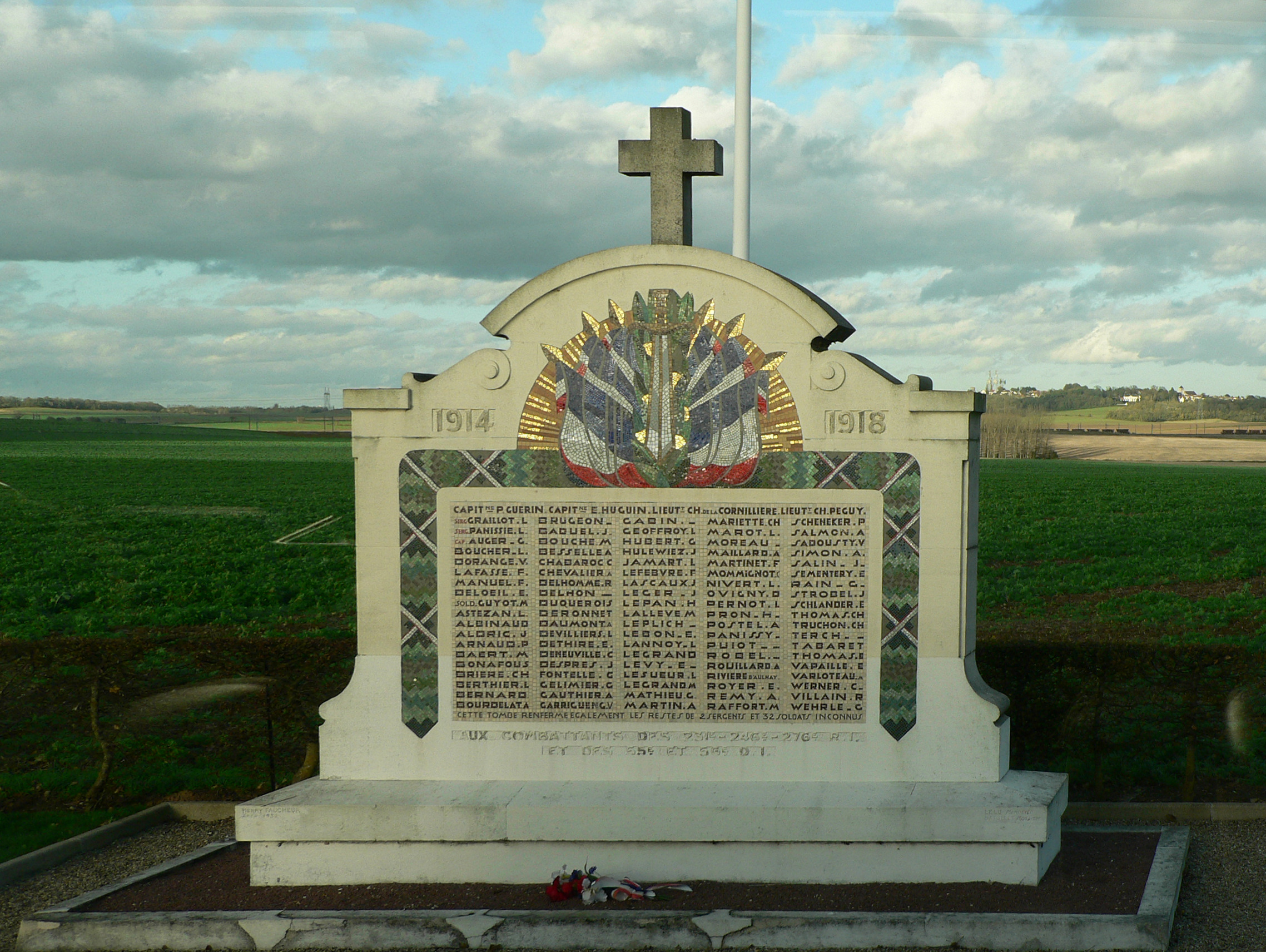
Nécropole de Villeroy.
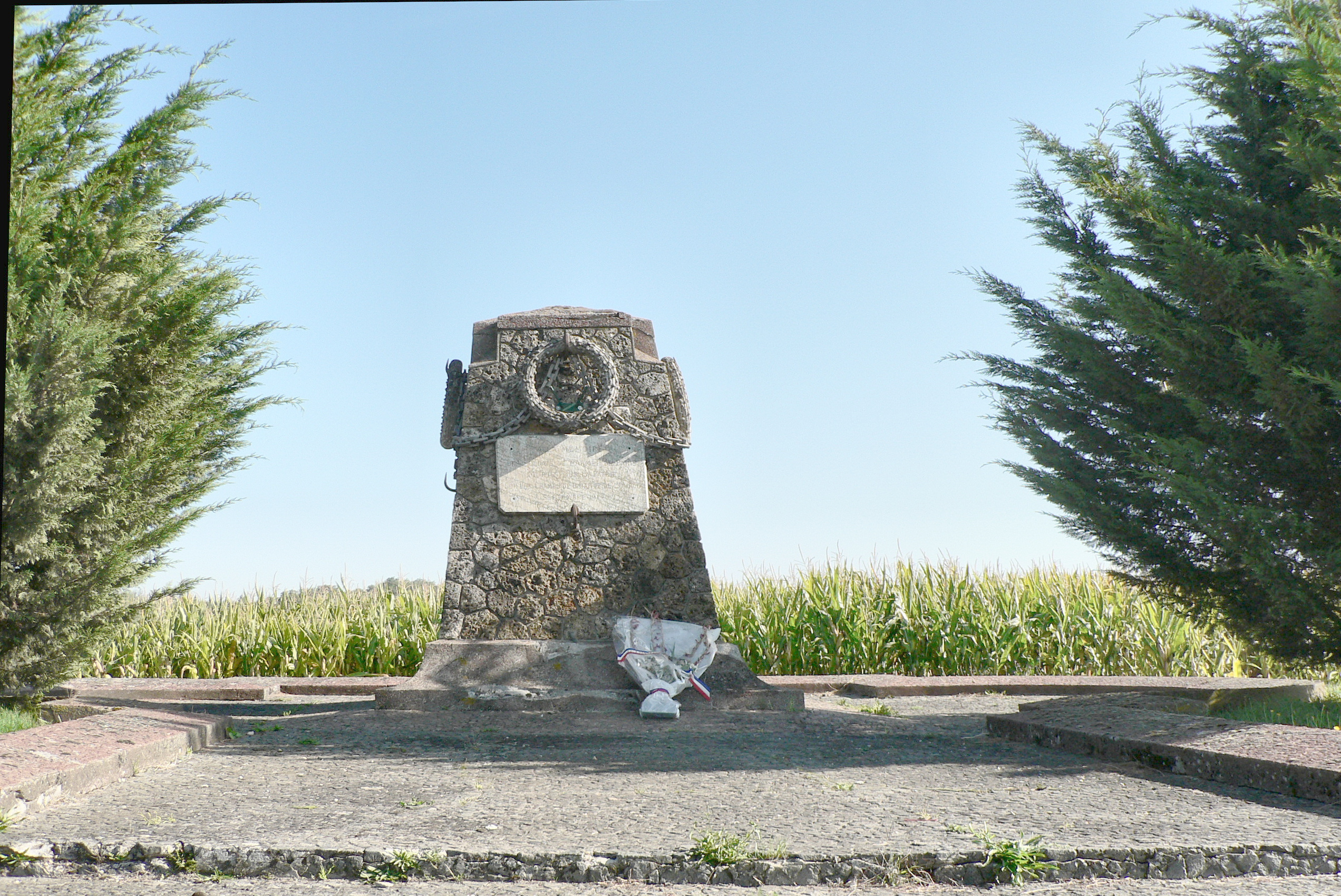
3. Monument des 4 routes.
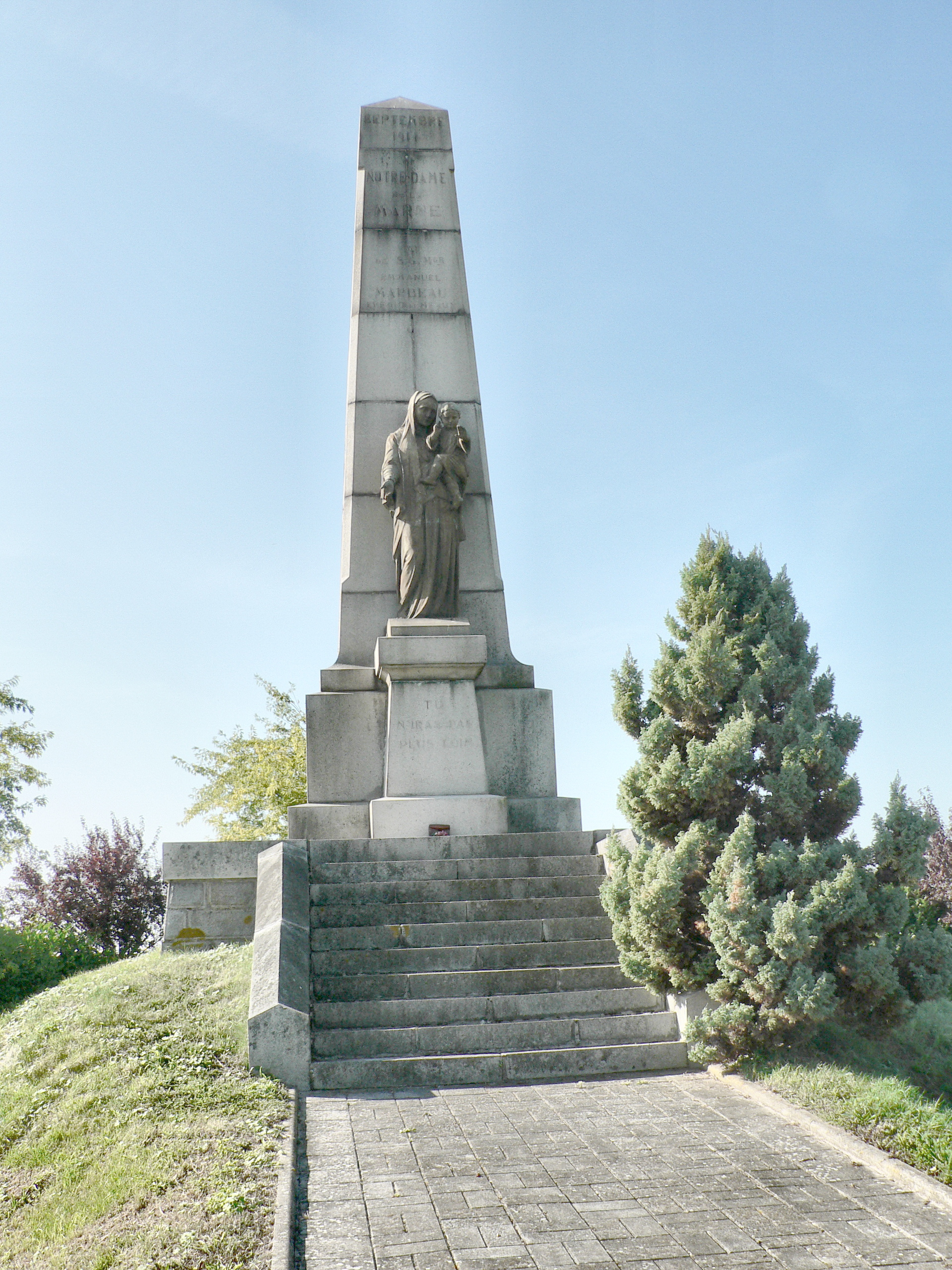
4. Monument de Notre-Dame de la Marne, Barcy.
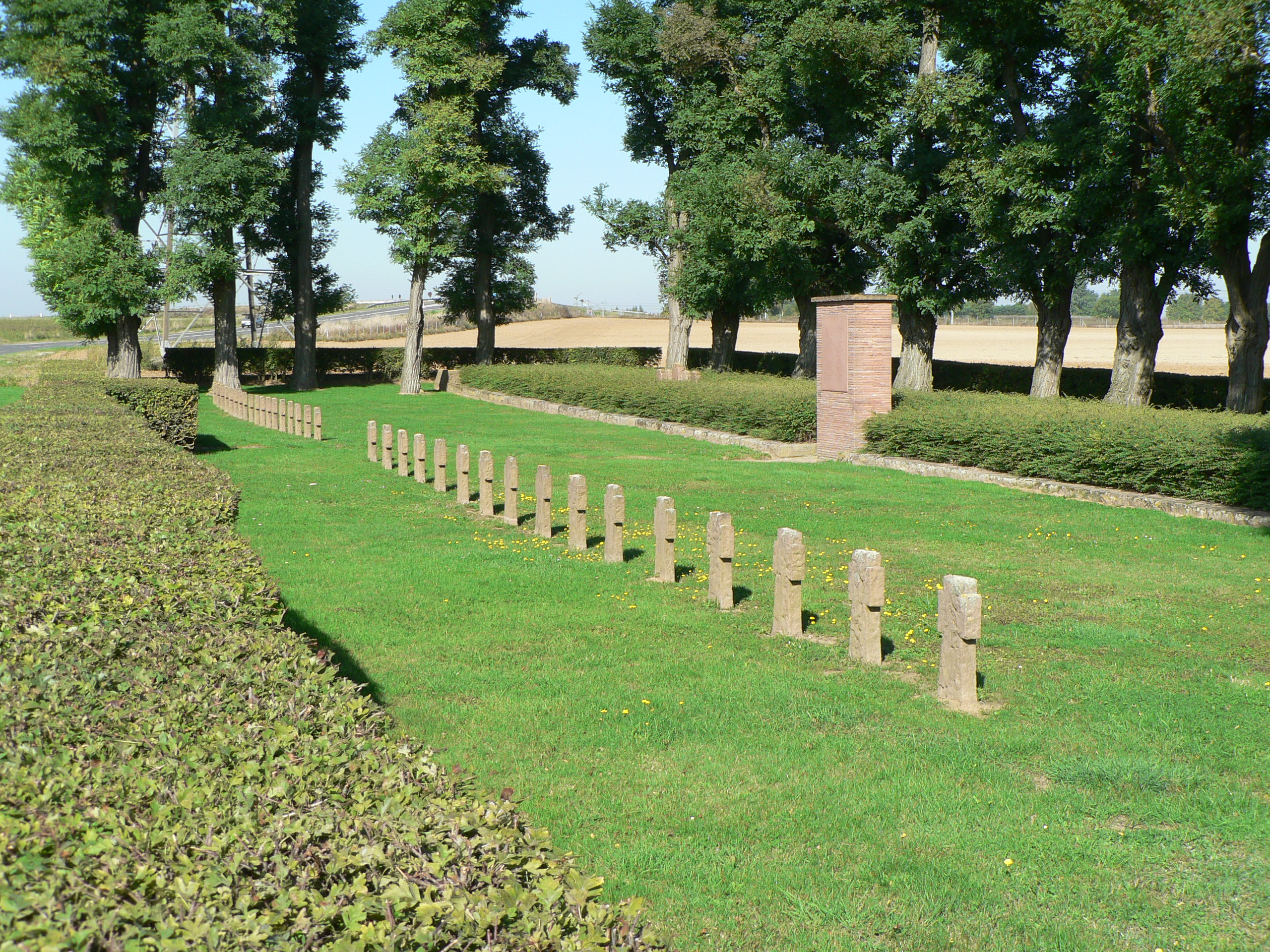
Cimetière militaire allemand, Chambry.
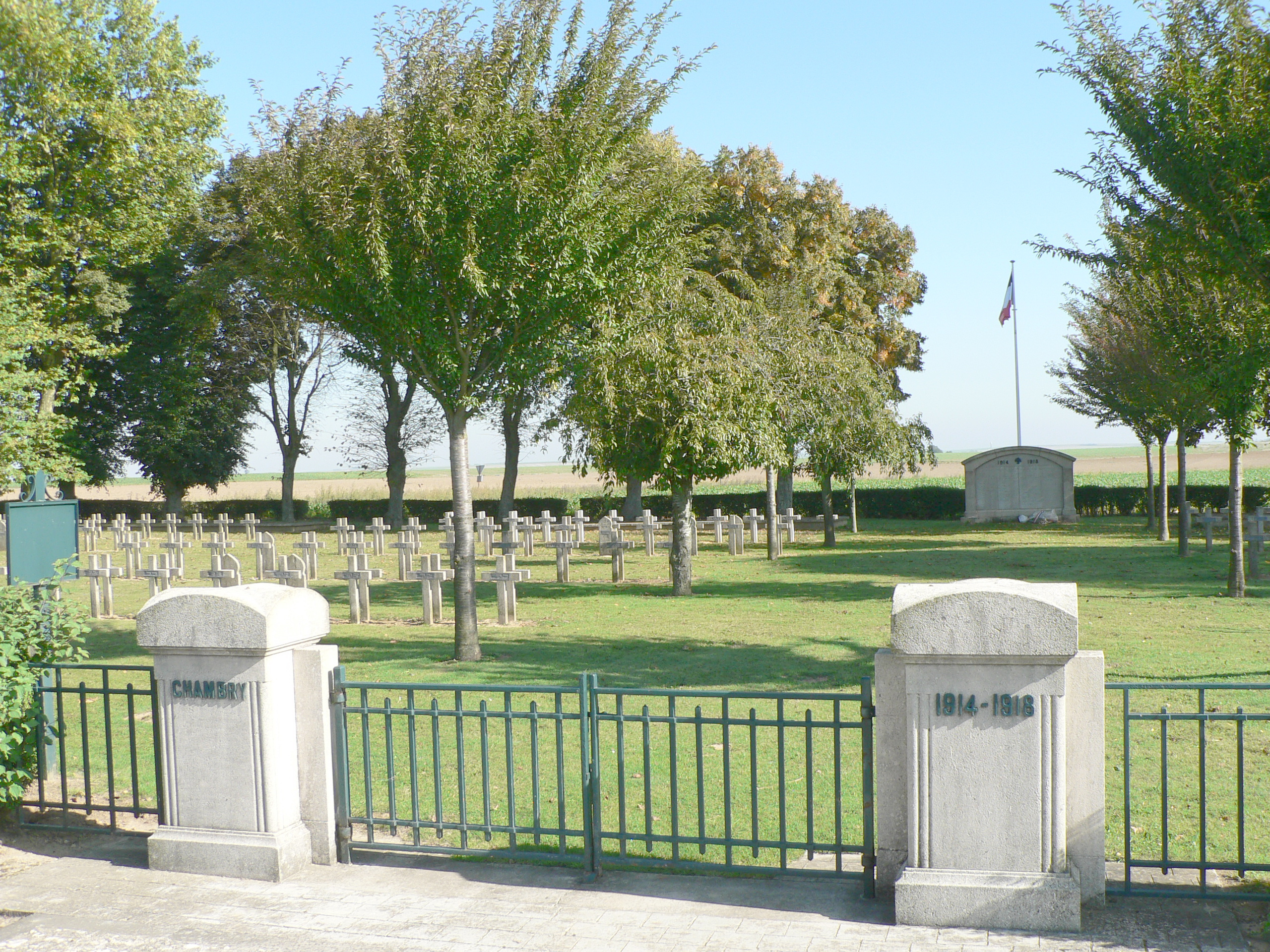
Cimetière militaire français, Chambry.

##### Commémoration
Cent ans après, toutes les communes de France et des organismes civils et militaires ont commémoré, chacun à sa façon, la mémoire des combattants de 1914.

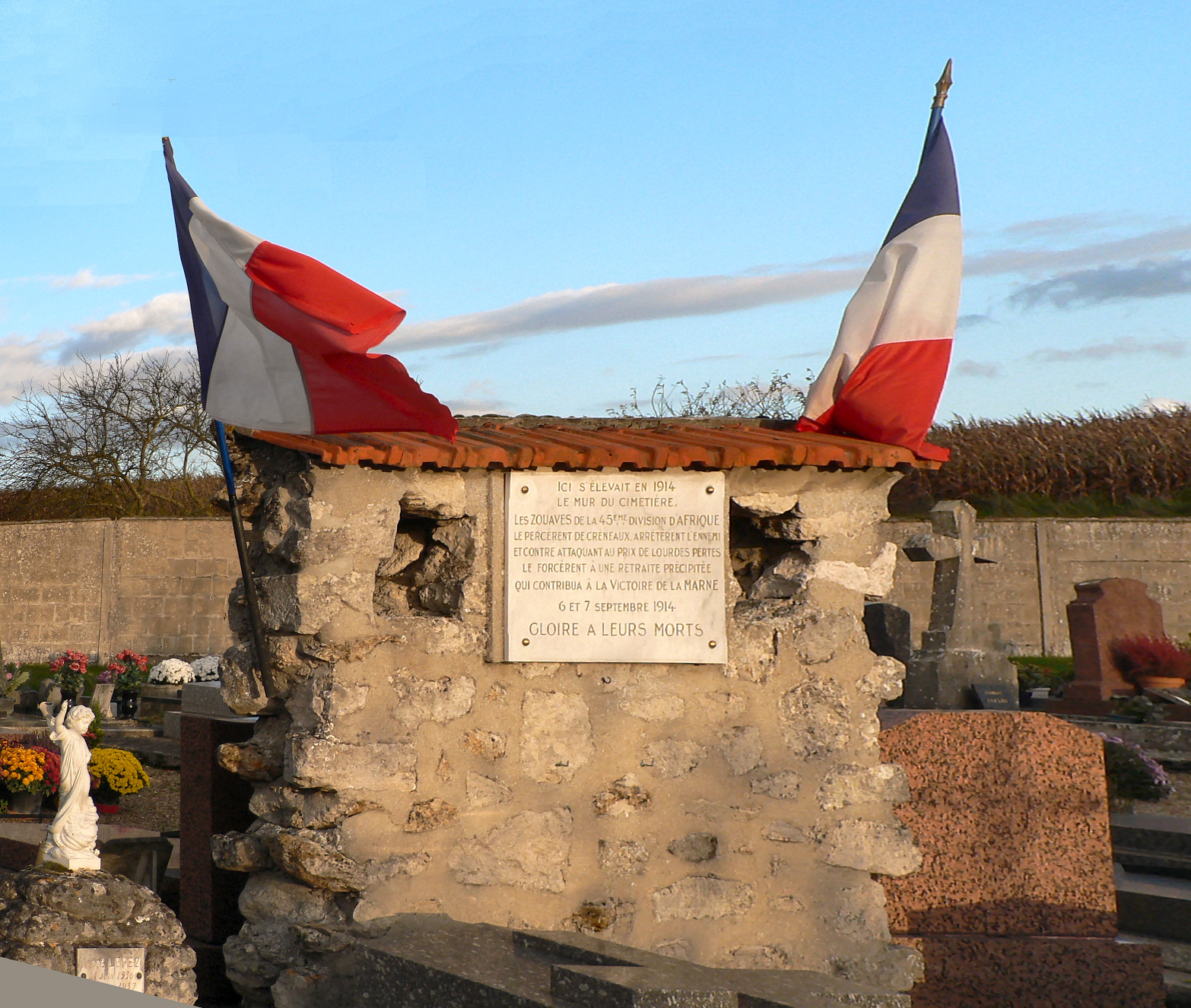
Mur souvenir du cimetière de Chambry, en novembre 2014.
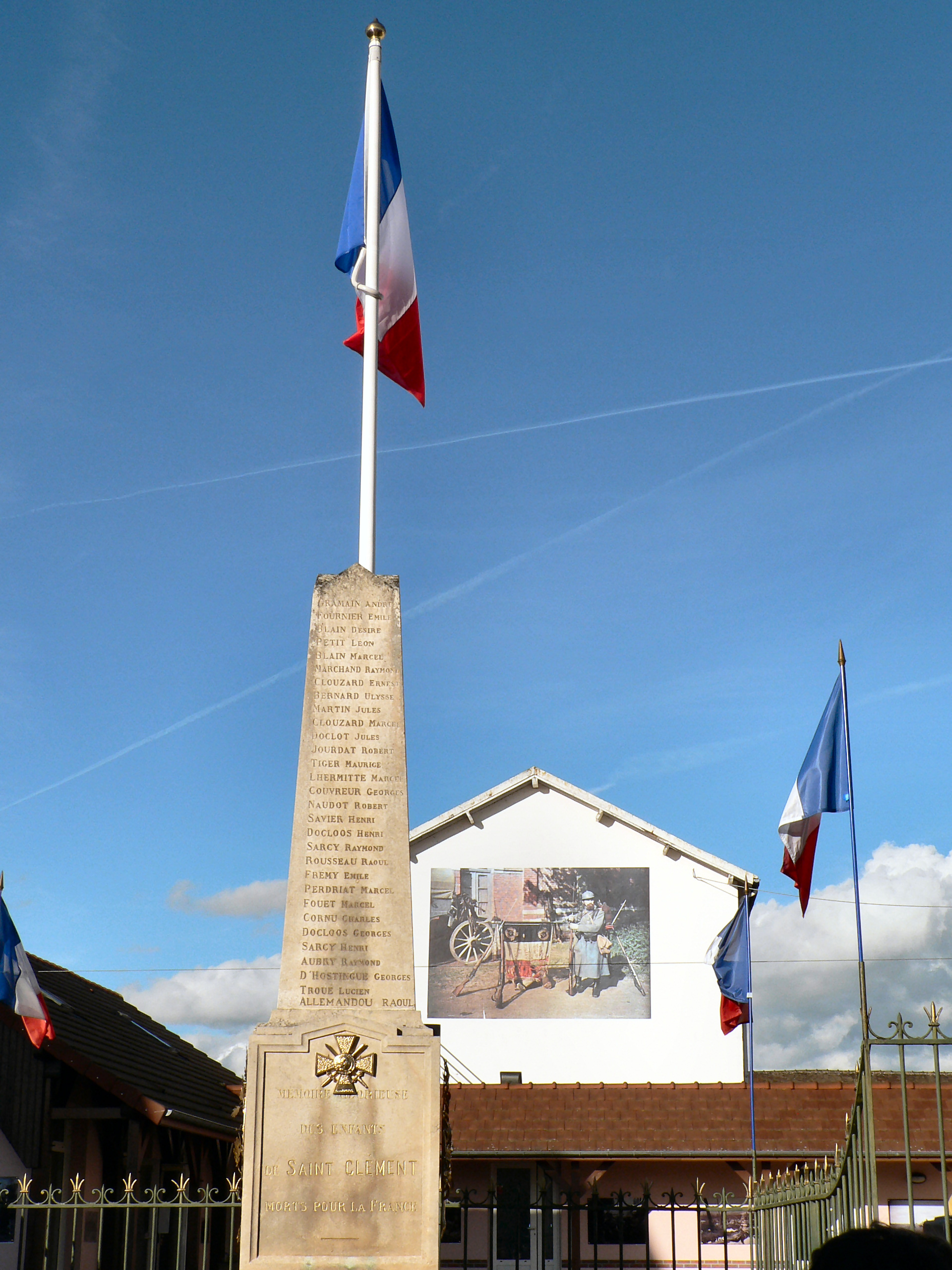
11 novembre 2014, dans un village parmi d'autres.
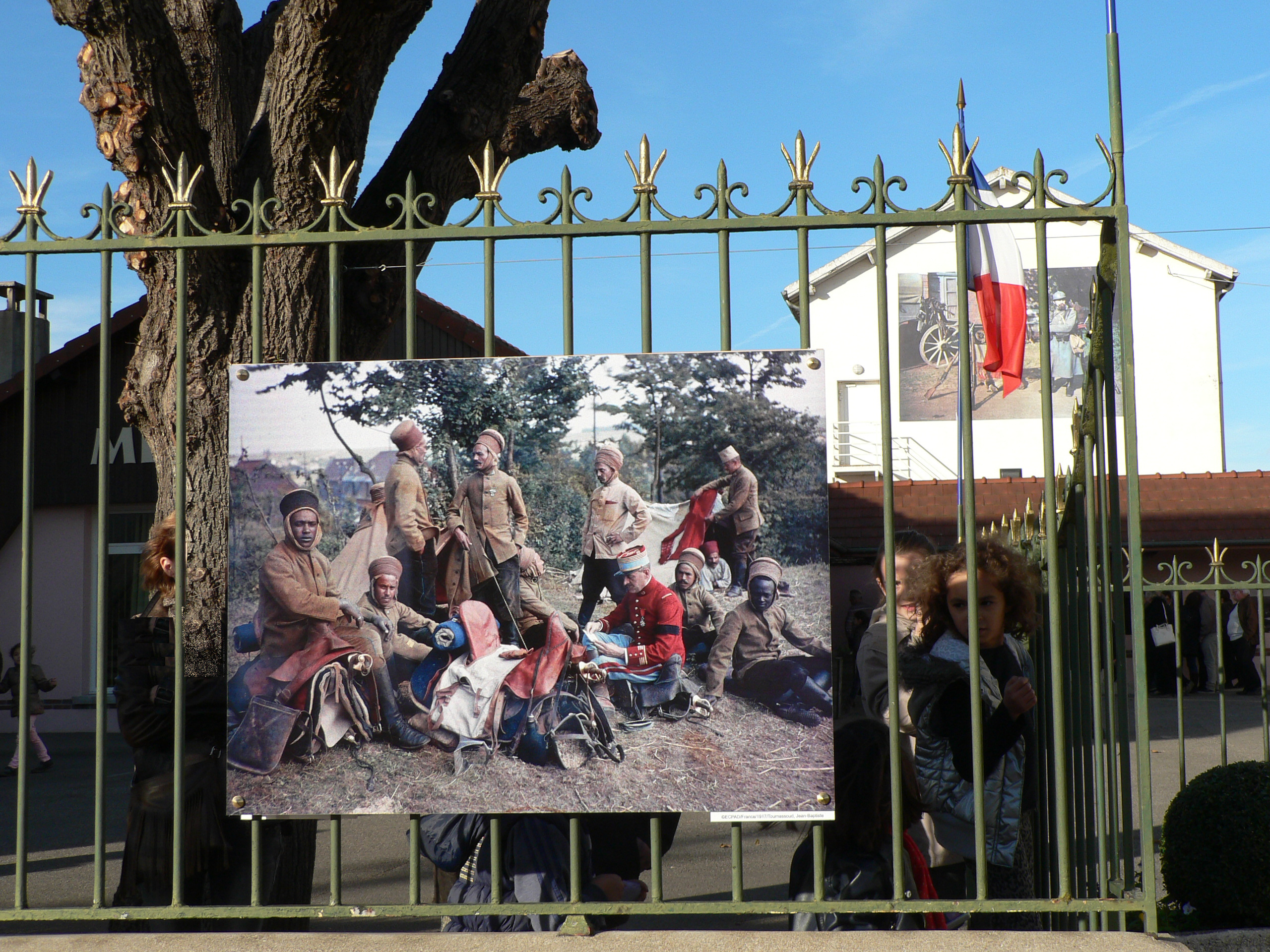
11 novembre 2014, exposition de photos d'époque.
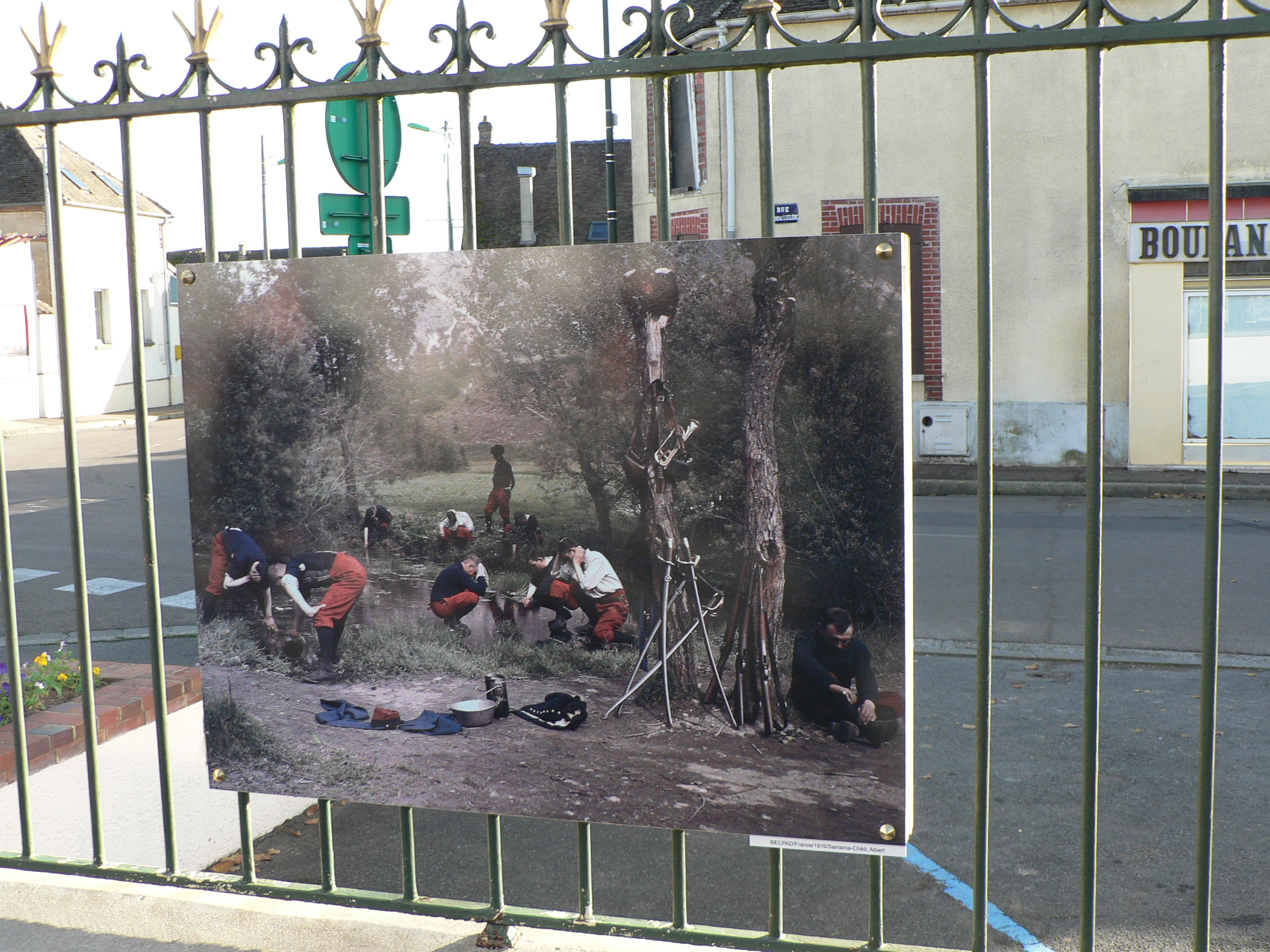
11 novembre 2014, exposition de photos d'époque.